# Tramway de Luxembourg
Vous lisez un « bon article » labellisé en 2018.
Pour l'ancien réseau de tramway (1875-1964), voir Ancien tramway de Luxembourg.
Le tramway de Luxembourg est composé d'une seule ligne appelée ligne T1, exploitée par la société Luxtram, qui est en service depuis le 10 décembre 2017, marquant ainsi le retour de ce moyen de transport dans la capitale du Luxembourg plus de 50 ans après sa disparition. En luxembourgeois, il est appelé Stater Tram, soit tramway de la ville en français, « la ville » (D'Stad en luxembourgeois) désignant ici de façon courante la ville de Luxembourg.
La ligne relie depuis le 2 mars 2025 l'aéroport de Luxembourg-Findel, situé au nord-est de la capitale,  au Stade de Luxembourg au sud du quartier de Gasperich, à travers les quartiers du Kirchberg, du Limpertsberg, de la Ville-Haute, de la Gare, et de Bonnevoie. Le parcours demande 34 minutes et dessert vingt-quatre stations espacées en moyenne d'environ 570 mètres sur 16,4 kilomètres. À l'horizon 2027-2028, elle comptera deux branches supplémentaires desservant les quartiers de Laangfur au Kirchberg et Nei-Hollerich au sud de la Gare, qui à terme atteindront Luxexpo et le P+R Bouillon.
Le tramway doit comprendre 4 lignes à l'horizon 2035.

## Histoire

### Chronologie
- 1987 : L'idée du retour du tramway est pour la première fois évoquée par des candidats écologistes aux élections législatives de 1989 ;
- 1991 à 2005 : divers projets sont proposés dont Bus-Tram-Bunn (BTB), incluant un tram-train puis Mobilitéit.lu qui en est l'évolution, mais tous sont abandonnés ;
- 2006 : L'idée de construire un tramway classique émerge et est adoptée par la ville et l'État ;
- 2007 et 2008 : Choix du tracé (Gare-Luxexpo) ;
- 2010 : Report du chantier à cause de la crise financière ;
- mars 2012 : Les opposants demandent un référendum ;
- janvier 2014 : Les opposants réclament à nouveau un référendum ;
- avril 2014 : Annonce du prolongement de la ligne (Cloche d'Or-Aéroport) ;
- mai 2014 : Les députés rejettent une 3e et dernière tentative de référendum ;
- 4 juin 2014 : La Chambre des députés vote pour la réalisation du tramway ;
- janvier 2015 : Début des travaux préparatoires du Tramsschapp ;
- 18 septembre 2015 : Pose de la première pierre du Tramsschapp ;
- février 2016 : Début des travaux préparatoires de la ligne ;
- juillet 2016 : Début de la pose des rails ;
- 24 août 2016 : Première soudure de rails ;
- 8 février 2017 : Livraison de la première rame ;
- 12 juillet 2017 : Début des essais ;
- 2 novembre 2017 : Début de la marche à blanc ;
- 10 décembre 2017 : Mise en service du tronçon de 3,5 km au Kirchberg ;
- 14 décembre 2017 : La Chambre des députés vote pour la réalisation des extensions de la ligne vers la Cloche d'Or et l'aéroport ;
- 21 mai 2018 : Début des essais entre le Kirchberg et la place de l'Étoile ;
- 27 juillet 2018 : Mise en service du tronçon de 1,6 km jusqu'à la place de l'Étoile ;
- 29 octobre 2018 : Début des travaux du prolongement à la gare centrale ;
- 5 octobre 2020 : Début des essais entre la place de l'Étoile et la gare centrale[3] ;
- 30 novembre 2020 : Début de la marche à blanc entre la place de l'Étoile et la gare centrale ;
- 13 décembre 2020 : Mise en service jusqu'à la gare centrale[4] ;
- 2 août 2022 : Début de la marche à blanc entre la Gare centrale et le lycée de Bonnevoie ;
- 11 septembre 2022 : Mise en service jusqu'au lycée de Bonnevoie ;
- 1er février 2024 : La Chambre des députés vote pour la réalisation des extensions du réseau vers le Laangfur et la gare de Hollerich ;
- 7 juillet 2024 : Mise en service jusqu'au Stade de Luxembourg ;
- 2 mars 2025 : Mise en service du dernier tronçon entre l'aéroport de Luxembourg et Luxexpo

### L'ancien réseau

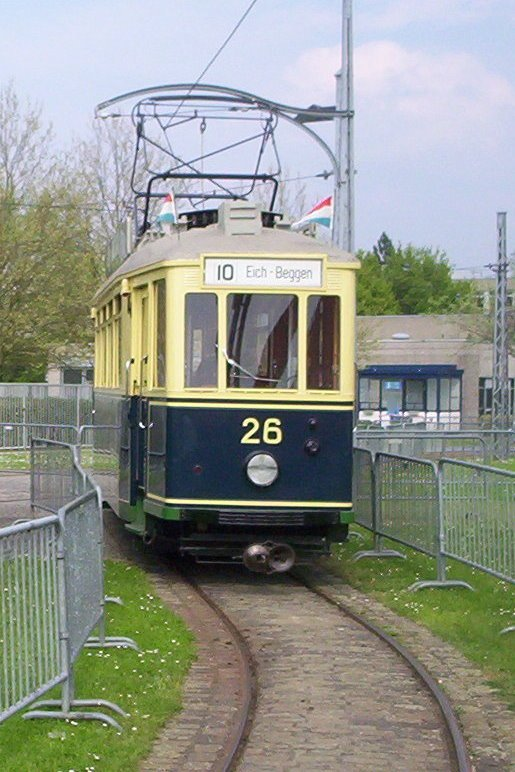
Une motrice de l'ancien tramway, conservée au musée des tramways et de bus de la ville de Luxembourg.

Un premier réseau de tramway à voie normale existe dès 1875 dans la capitale du grand-duché. Exploité au départ à l'aide de tramways hippomobiles, il est reconstruit à voie métrique et électrifié en 1908 et compte jusqu'à 30 km de voies en 1930. Le réseau est progressivement démantelé au profit des autobus, dont les premiers furent mis en service dès 1926, pour fermer définitivement en 1964.

### Un projet de tram-train avorté...

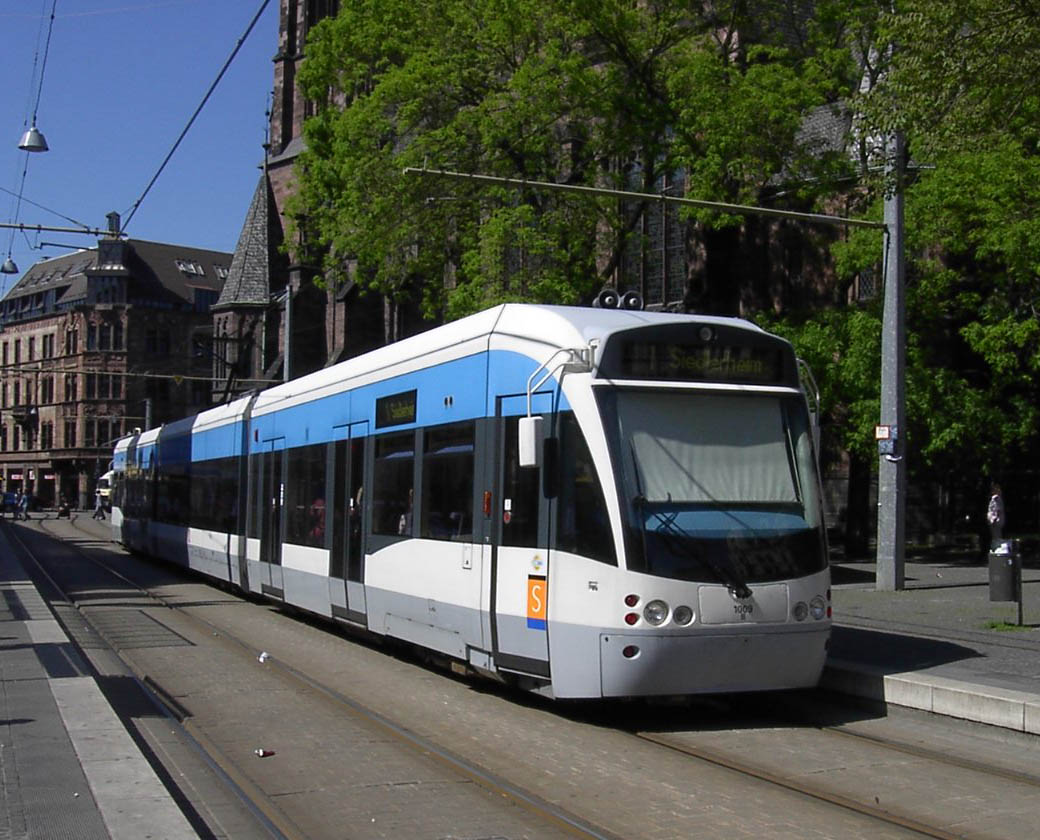
La Saarbahn en Allemagne, dont la maquette d'une rame a été exposée à Luxembourg en 1995.

En 1987, les candidats écologistes aux élections législatives de 1989 inscrivent dans leur programme l'ambition d'« un tramway pour la capitale ». L'idée du retour du tramway dans les rues de Luxembourg fait petit à petit son chemin et commence à prendre forme en mars 1991 avec la création de l'ASBL Association pour la propagation d’un tramway moderne à Luxembourg ou Tram Asbl, qui organise dès le mois de décembre 1991 des visites de réseaux de tramways à travers l'Europe au cours des deux décennies suivantes (le premier réseau visité est le tramway de Düsseldorf). En 1992, une étude sur la réalisation d'un tramway à Luxembourg est rendue publique, puis en 1993 les premiers contacts avec les politiques sont établis à l'occasion des élections communales. En 1994 est rendue publique l'étude Luxtraffic, destinée à déterminer le mode de transport le plus adapté à l'amélioration des transports en commun dans le pays et dont le projet BTB émanera. Le professeur Hermann Knoflacher mène de son côté une étude de faisabilité baptisée « E modernen Tram fir Lëtzebuerg » qui préconisait un tram-train utilisant le réseau ferroviaire.
En 1995, le gouvernement lance le projet Bus, tram, bunn (BTB) qui consiste principalement à créer un tram-train tel qu'imaginé dans les études précédentes, la maquette d'une rame de la Saarbahn est exposée en septembre 1995 en centre-ville. Les premières critiques anti-tram apparaissent en 1998, notamment par l'action du magazine automobile Auto-Moto-Magazine, ce qui fait hésiter de nombreux élus à se prononcer en faveur du tramway et fait échouer le projet BTB l'année suivante. Le coût du projet est évalué à 760 millions d'euros.
En 2002, le projet BTB laisse place au projet Mobilitéit.lu qui en reprend l'essentiel et y inclut une ligne nouvelle vers Esch-sur-Alzette. Le 14 janvier 2003 voit la présentation du projet de raccordement ferroviaire du Kirchberg par le ministre des transports Henri Grethen, composée de deux tronçons :
- l'un depuis la ligne 1 à hauteur du pont grande-duchesse Charlotte empruntant un tracé sinueux pour remonter sur l'avenue Kennedy en mode tram-train jusqu'à Luxexpo ;
- l'autre depuis la ligne 3 et en tunnel en passant par le centre de Findel pour ensuite desservir l'aéroport de Luxembourg-Findel par la gare restée inachevée puis, par un tronçon aérien, rejoindre le Kirchberg, exploité par des trams-trains et des trains classiques.

Ce projet, long de 14 km, est estimé à 389 millions d'euros, avec une possibilité d'extension à Limpertsberg. Le projet de loi concernant ce raccordement est adopté le 14 novembre 2003. La mise en service est prévue pour 2007. L'année 2004 voit apparaître une opposition à ce projet de tram-train, ses détracteurs lui préférant la création d'un tunnel ferroviaire situé à près de 60 mètres de profondeur. L'État et la Ville réaffirment leur soutien au projet de tram-train en 2005. Le projet de tram-train est abandonné à son tour le 10 novembre 2005, la CFL se déclarant inapte à exploiter un réseau de tram-train.

### ... au profit d'un tramway classique

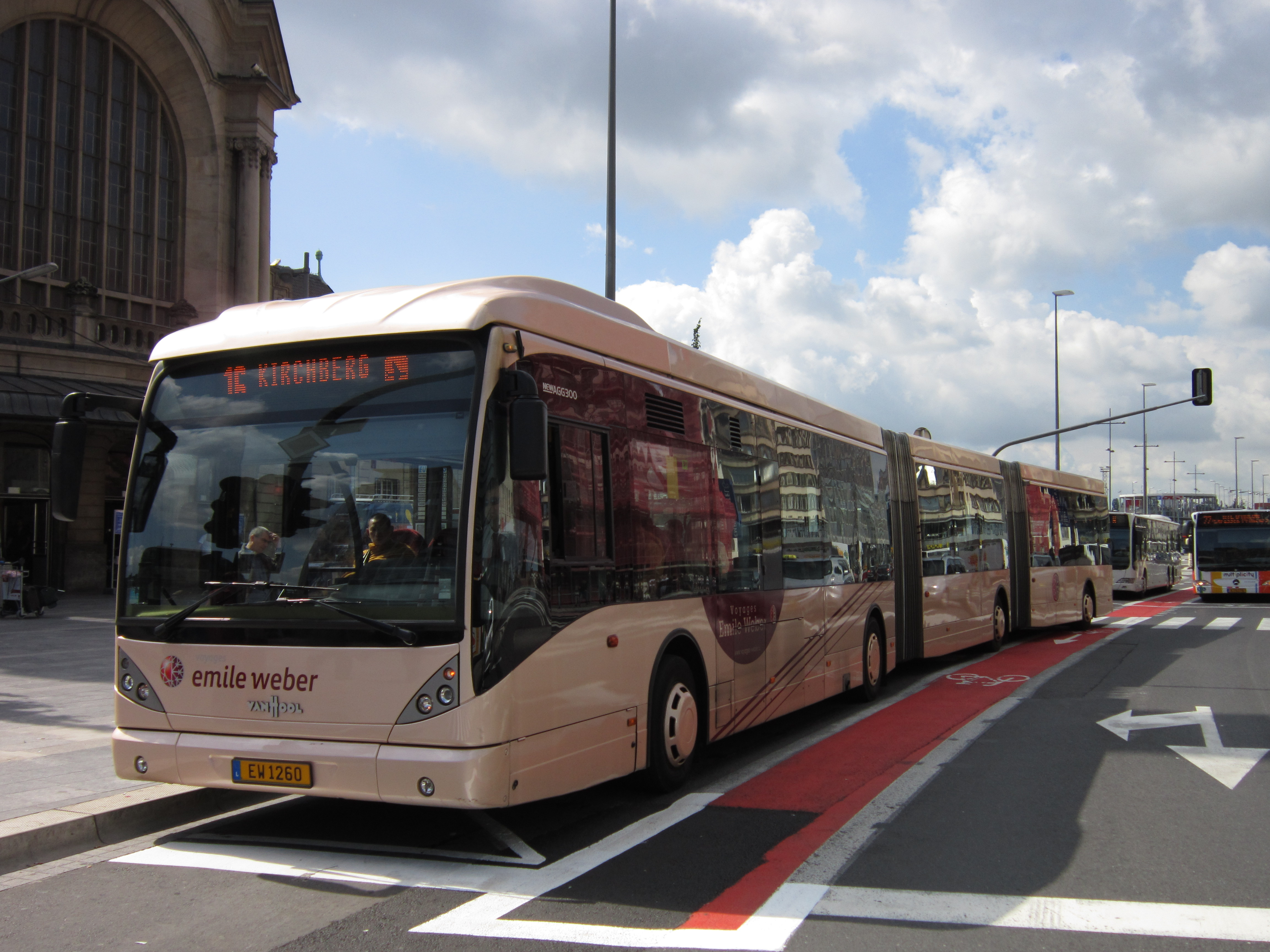
Le tramway remplace plusieurs lignes de bus dont la très chargée ligne 16...

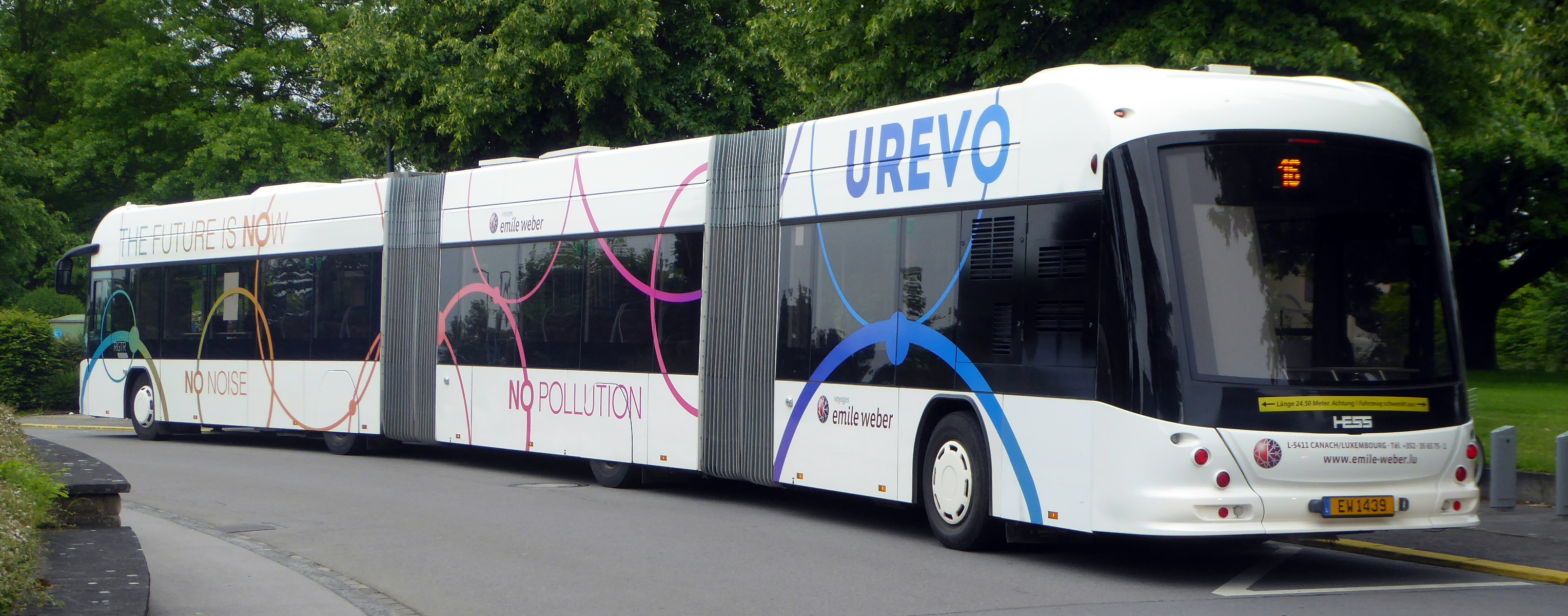
...dont même les bus bi-articulés de 24 mètres de long ne suffisaient pas à absorber la charge.

L'idée de construire un tramway pour désengorger la capitale luxembourgeoise a été amorcée en juin 2005 avec la création du groupe de travail « extension du réseau ferré dans la Ville de Luxembourg », et présentée au Conseil de gouvernement le 10 mars 2006 puis au conseil communal de la ville le 27 mars, qui ont tous deux donné un avis favorable au projet,. La chambre des députés valide le projet en avril, permettant de lancer le projet de façon concrète. L'idée du tram-train est abandonnée au profit de la réalisation d'un tramway classique combinée à une amélioration du réseau ferroviaire,.
Le tracé est défini en 2007, il reprend le principe d'une desserte du Kirchberg par l'avenue Kennedy mais est prolongé en centre-ville puis à la gare centrale. L'opposition pro-tunnel souterrain est virulente, allant jusqu'à qualifier le tramway de « variante folklorique du bus » et à diffamer ses détracteurs, obligeant le gouvernement à rappeler son opposition à ce projet alternatif dénommé « Bus-bunn ». Le 21 juin 2007 voit la création du GIE « Luxtram », à parts égales entre l'État luxembourgeois et la Ville, afin de réaliser les études d'avant-projet avant le dépôt du projet de loi autorisant la construction du tramway,. L'avant-projet sommaire prévoit une ligne de tramway Gare de Howald-Gare de Cessange-Gare de Luxembourg-Centre-ville-Kirchberg-Luxexpo, combinée à un raccordement ferroviaire depuis la ligne 3 desservant l'aéroport de Findel et qui effectuerait son terminus à Luxexpo.
En mai 2008, une maquette de tramway — celle de la ligne 1 du tramway de Nice — est installée en ville afin de présenter le projet de tramway à la population. Le tracé entre la Ville-Haute et la gare de Luxembourg a été choisi en 2008 parmi plusieurs variantes : soit l'avenue de la Liberté (tracé retenu), soit l'avenue de la Gare, soit une de ces deux avenues pour chaque sens. En parallèle, le chantier de la gare desservant l'aéroport débute en septembre 2008 mais est arrêté l'année suivante en raison du coût trop élevé du projet de ligne ferroviaire desservant l'aéroport et Luxexpo,.
En 2010, la crise financière affecte le Luxembourg obligeant le gouvernement à prendre des mesures d'austérité et à retarder des projets dont celui du tramway, le premier ministre Jean-Claude Juncker annonce lors du discours sur l'état de la nation du 4 mai 2010 que le tramway ne sera pas réalisé avant 2014,, alors que les travaux devaient initialement débuter en 2011 pour une mise en service en 2014. En août, des forages géotechniques sont menés en centre-ville en vue de la construction de la ligne, afin de préciser l'emplacement des stations.

### Opposition et projets alternatifs
Le projet est relancé en 2012 avec la présentation par le gouvernement de la Stratégie globale pour une mobilité durable (MoDu). En mars 2012, des élus du parti ADR et plus particulièrement le député Jacques-Yves Henckes, opposés au tramway et préférant le « City-Tunnel », réminiscence du projet BTB des années 1990, un tunnel ferroviaire sous la ville, réclament un référendum afin que la population choisisse l'un ou l'autre,. Les autres partis critiquent cette proposition en arguant qu'un référendum national pour un projet local serait contraire à la loi. Le gouvernement rejette l'idée du référendum en mai, jugeant le City-Tunnel difficilement réalisable aussi bien en termes de coûts que de faisabilité technique. En juin 2012 le ministre du Développement durable et des Infrastructures Claude Wiseler confirme que le tram fait partie du plan de mobilité durable du gouvernement, et annonce que le chantier de construction débutera en 2014 pour un coût estimé de 320 millions d'euros pour la première phase, en précisant que le chantier ne peut être lancé avant afin de réaliser les études d'impact environnemental. Les opposants au projet le jugent coûteux ou inutile. Le projet permettra de supprimer les 270 autobus par heure qui empruntent l'avenue de la Liberté, qui est encombrée par la circulation tout comme la ville dans son ensemble ; les bus seront rabattus — aussi bien les lignes urbaines que les lignes nationales — aux pôles de correspondances qui seront créés le long de la ligne de tramway. En septembre 2013 le conseil de gouvernement donne son accord sur le projet de loi autorisant l'État à participer à la construction de la ligne.
Le projet revient sur le devant de la scène en janvier 2014 quand le Conseil d'État juge que le projet « ne pourra pas résoudre la problématique créée par la circulation intense des voyageurs, notamment professionnels », au contraire du gouvernement deux ans plus tôt, et demande que le tramway voit ses infrastructures interopérables avec le réseau ferroviaire grand-ducal. François Bausch, qui succède à Claude Wiseler, répond au Conseil en expliquant que le projet seul ne peut résoudre les problèmes de circulation « mais qu'il fallait le considérer dans un ensemble de solutions envisagé par le gouvernement » dans le cadre du plan de mobilité durable (MoDu). L'ADR demande à nouveau l'organisation d'un référendum, sous réserve d'obtenir la majorité gouvernementale.
En mars 2014, le pont Adolphe est fermé à la circulation en prévision du tramway, l'ouvrage nécessitant une restauration complète et un élargissement ; le chantier dure trois ans durant lequel un pont provisoire, nommé « pont bleu » en raison de sa couleur, prend le relais pour la circulation automobile. L'ouvrage rouvre en mars 2017. En avril, François Bausch et la bourgmestre Lydie Polfer annoncent que le tram circulera sans ligne aérienne de contact en centre-ville afin de répondre aux critiques des opposants concernant la présence de câbles jugés disgracieux dans le centre historique. La date de début des travaux est annoncée pour 2015. Ils annoncent aussi que la ligne ira à terme jusqu'à Howald et à l'aéroport de Luxembourg-Findel, ces dessertes s'ajoutant au projet d'origine (Luxexpo-Gare centrale), ce qui n'est pas sans soulever les critiques des bourgmestres d'Hesperange, Niederanven et Sandweiler qui estiment avoir été dupés par le ministère du Développement durable. Le projet de raccordement ferroviaire depuis la ligne 3 vers le Findel et Luxexpo n'est plus à l'ordre du jour et la « gare fantôme » de l'aéroport, le gros œuvre avait été réalisé en prévision, sera reconvertie en commerces et bureaux au cours des années 2020.
Entre novembre 2013 et décembre 2013, Luxtram a organisé une enquête d'opinion dont les résultats sont dévoilés en mai 2014, montrant que seuls 23 % des sondés sont opposés au projet et 7 % sont indécis. Ces résultats sont jugés surprenants, tandis qu'à la période où ils sont dévoilés une pétition sur internet demandant un référendum, réclamée par les opposants au tramway, atteint les 4 500 signatures nécessaires afin qu'elle soit débattue à la Chambre des députés. À l'issue du débat entre les députés et les pétitionnaires, le référendum est majoritairement rejeté par les élus, craignant que son organisation retarde le projet et le député Claude Adam ajoute que durant les élections législatives de 2013 « 90 % des citoyens se sont exprimés pour des partis qui défendent le tram ».
Le 4 juin 2014, la Chambre des députés vote à 56 voix pour, 3 contre et une abstention pour la réalisation du tramway, mettant fin à plus de 20 ans de discussions, levant les derniers obstacles au projet. Dix jours plus tard, les conseillers communaux de la capitale votent à leur tour en faveur du projet. Un projet alternatif de téléphérique urbain entre la gare et Luxexpo a aussi été évoqué et soutenu par la Chambre des métiers, mais refusé par le ministre François Bausch qui le juge irréaliste, tout comme les propositions de bus à haut niveau de service,. La loi portant sur la construction de la ligne « entre la gare centrale et le circuit de la Foire internationale au Kirchberg » est signée le 24 juillet et publiée le 6 août.
Le 17 octobre 2014, le groupement d'intérêt économique Luxtram, créé en 2007 pour les études, devient le GIE Tramway Luxembourg et le 21 octobre, la société anonyme Luxtram, détenue aux deux-tiers par l'État luxembourgeois et au tiers restant par la Ville de Luxembourg, voit le jour,. La société nouvellement constituée a pour objet la planification, l'élaboration, la réalisation et l'exploitation de la ligne de tramway. Le choix de transformer le GIE en entreprise privée et non publique — comme le sont les autobus de la ville de Luxembourg — est due, selon les autorités, au surcoût que cela aurait entraîné et au fait que cela aurait compliqué les procédures pour les marchés publics, cette décision est regrettée par la Fédération nationale des cheminots, travailleurs du transport, fonctionnaires et employés luxembourgeois (FNCTTFEL), principal syndicat de cheminots du pays.

### Construction et mise en service de la phase 1
- La construction du tramway sur Commons
- L'inauguration du tramway sur Commons

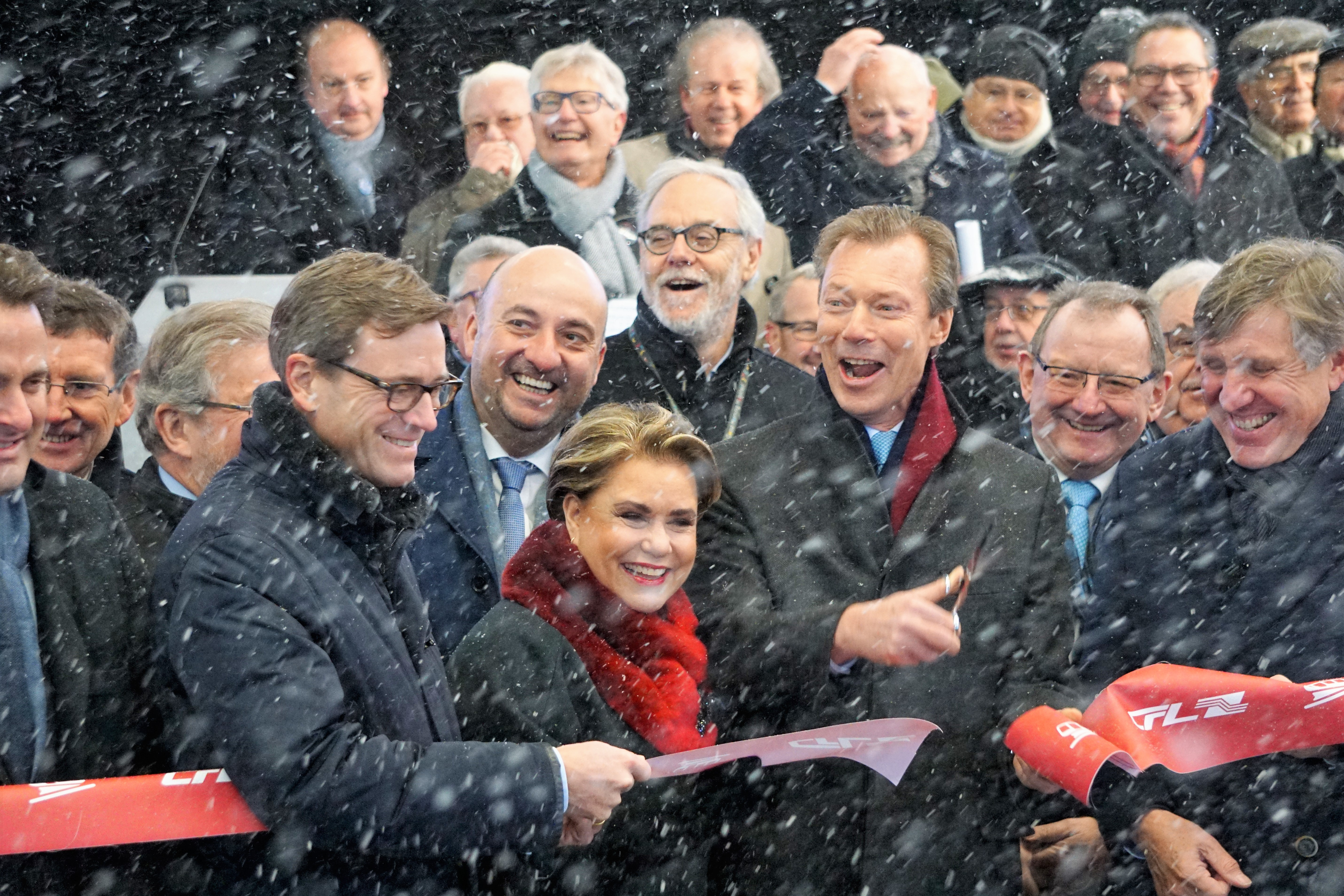
Inauguration de la ligne et du funiculaire le 10 décembre 2017, par le grand-duc Henri.

Les travaux préparatoires au futur dépôt débutent en janvier 2015 avec les fouilles archéologiques et le défrichage de 4,4 ha sur le site du centre de remisage, compensés par 6,8 ha replantés à un autre emplacement dans le Grünewald. Le 15 janvier, le GIE Tramway Luxembourg est fusionné au sein de la société Luxtram, qui l'avait officiellement remplacée dans ses attributions au 1er janvier. En février, la maîtrise d'œuvre est attribuée au groupement d'entreprises Paul Wurth Geprolux, Luxplan SA, Beng architectes associés, Felgen associées à atelier Villes & Paysages et au français Egis qui est mandataire du groupement auprès de Luxtram SA. Enfin, la déviation des réseaux souterrains de long de la ligne débute en mai.
Le 2 juillet 2015, le contrat d'assistance à l’exploitation est attribué au groupement composé de Transdev, de la Société d'économie mixte des transports en commun de l'agglomération nantaise (Semitan) et de Transamo pour une durée de trois ans. Ce contrat a pour but d'assister Luxtram pour exploiter la ligne dans de bonne conditions, étant la première ligne de tramway moderne du pays.
La construction de la ligne débute le 18 septembre 2015 avec l'édification du centre de remisage et de maintenance, aussi nommé Tramsschapp ou Neien tramsschapp en luxembourgeois,. La rénovation du pont grande-duchesse Charlotte débute en octobre, afin notamment de l'élargir de 2 mètres pour le passage du tramway, pour se finir vers juillet 2017,,.
Les travaux préparatoires au Kirchberg et au Limpertsberg ont commencé en février 2016 avec notamment le déplacement d'une cinquantaine d'arbres vers une pépinière, qui seront ensuite replantés le long du tramway,.
La maîtrise d'ouvrage du premier tronçon de la ligne est attribuée en mars 2016 au groupement constitué des entreprises françaises TSO, Muller TP et NGE GC et luxembourgeoises Sopinor et Costantini. La construction de la plate-forme débute le mois suivant, tandis que les archéologues découvrent les fondations de l'ancienne chapelle du Glacis (lb), lors des fouilles réalisées préalablement au passage du tramway en centre-ville.
Les premiers rails ont été posés sur l'avenue Kennedy au Kirchberg en juillet 2016 puis soudés à partir du 24 août,,. Le chantier est mené à un rythme soutenu, une dérogation permettant de ne pas interrompre le chantier en août, sauf au niveau du parking du Glacis le temps du traditionnel Schueberfouer. Le tramway ampute, dès 2017, 10 % des 45 000 m2 habituellement dédiés à la fête foraine, d'abord pour la construction de la ligne puis en 2018, une fois entrée en service sur ce tronçon. Dans la Ville-Haute, les rails ont fait leur apparition quelques semaines plus tard, après la rentrée scolaire.
En avril 2017 il est annoncé que la ligne pourrait, en raison de l'avance prise sur le chantier, ouvrir jusqu'au Grand Théâtre dès l'année en cours et non en 2018, avec plusieurs mois d'avance. La pose des rails sur le pont rouge durant l'été a été autorisée après accord avec les syndicats et le patronat et, en juillet, lors du début de la pose des rails sur ce même pont, il est annoncé que cette extension sera validée ou non fin septembre après la Schueberfouer ; toutefois si le tram ne va pas jusqu'au Grand Théâtre dès le mois de décembre, il est annoncé qu'il y sera prolongé en janvier 2018.
La mise sous tension de la ligne aérienne de contact a lieu le 10 juillet afin de permettre le début des essais en ligne le 12 juillet, qui se poursuivent en semaine, de nuit, entre 21 h et 5 h du matin pour que chaque rame puisse parcourir 150 km, dans le but de tester l'endurance du matériel,,. L'éclairage public et le mobilier urbain sont posés en septembre, suivis en novembre par les abris des stations.
À la fin du mois de septembre 2017, des journées portes ouvertes sont organisées au Tramsschapp afin de faire découvrir les installations à la population et de permettre au visiteurs de monter à bord des rames avant la mise en service. La ligne connait son premier incident durant ce week-end de présentation, quand une rame arrache à la sortie d'une courbe un panneau de carrosserie, pris dans un quai provisoire installé au dépôt, mal placé et engageant de ce fait le gabarit de la rame. La mise en service jusqu'au pont grande-duchesse Charlotte est confirmée le 27 septembre. En effet la pose des joints de dilatation des rails sur ce dernier s'effectuera en novembre, durant la marche à blanc au Kirchberg, empêchant toute possibilité d'ouvrir la ligne jusqu'au Glacis en 2017.
La marche à blanc débute le 2 novembre, un mois environ avant la mise en service, le 10 décembre 2017 ; ce laps de temps permet aussi de poser les feux piétons encore manquants et d'habituer piétons et automobilistes au passage des rames en journée. La mise en service de ce tronçon de 3,5 km est coordonnée avec l'ouverture de la gare de Pfaffenthal-Kirchberg et du funiculaire Pfaffenthal-Kirchberg, que la ligne dessert dès son ouverture, mais aussi de la gare de Howald, que la ligne desservira ultérieurement.
En parallèle de la marche à blanc, des simulations d'accidents et de secours sont menées afin de former sapeurs-pompiers, policiers et secouristes à de telles situations.
Quelques dysfonctionnements ont eu lieu dans les premières semaines de service, comme l'absence d'annonces sonores, le non-fonctionnement de certains écrans lumineux annonçant le temps d'attente aux arrêts, des problèmes de synchronisation des feux de circulation ou encore des attentes prolongées à certaines stations (certaines stations n'étaient pas finalisées lors de la mise en service, en l'occurrence Nationalbibliothéik - Bibliothèque nationale, Universitéit et Europaparlament / Parlement européen). L'ensemble de ces dysfonctionnements ont été ou sont en cours de correction en janvier 2018.

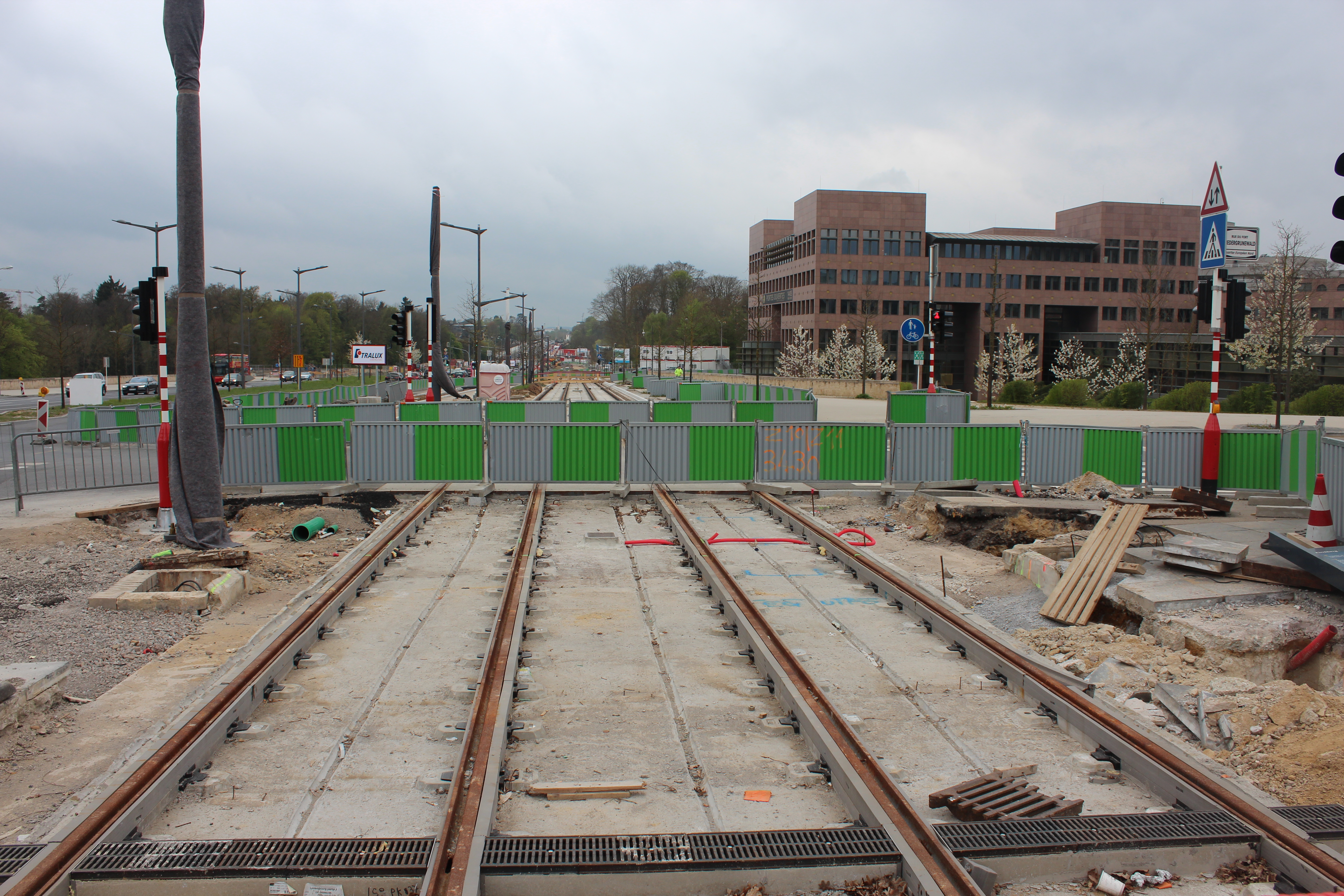
Pose des rails sur l'avenue Kennedy au Kirchberg en avril 2017.
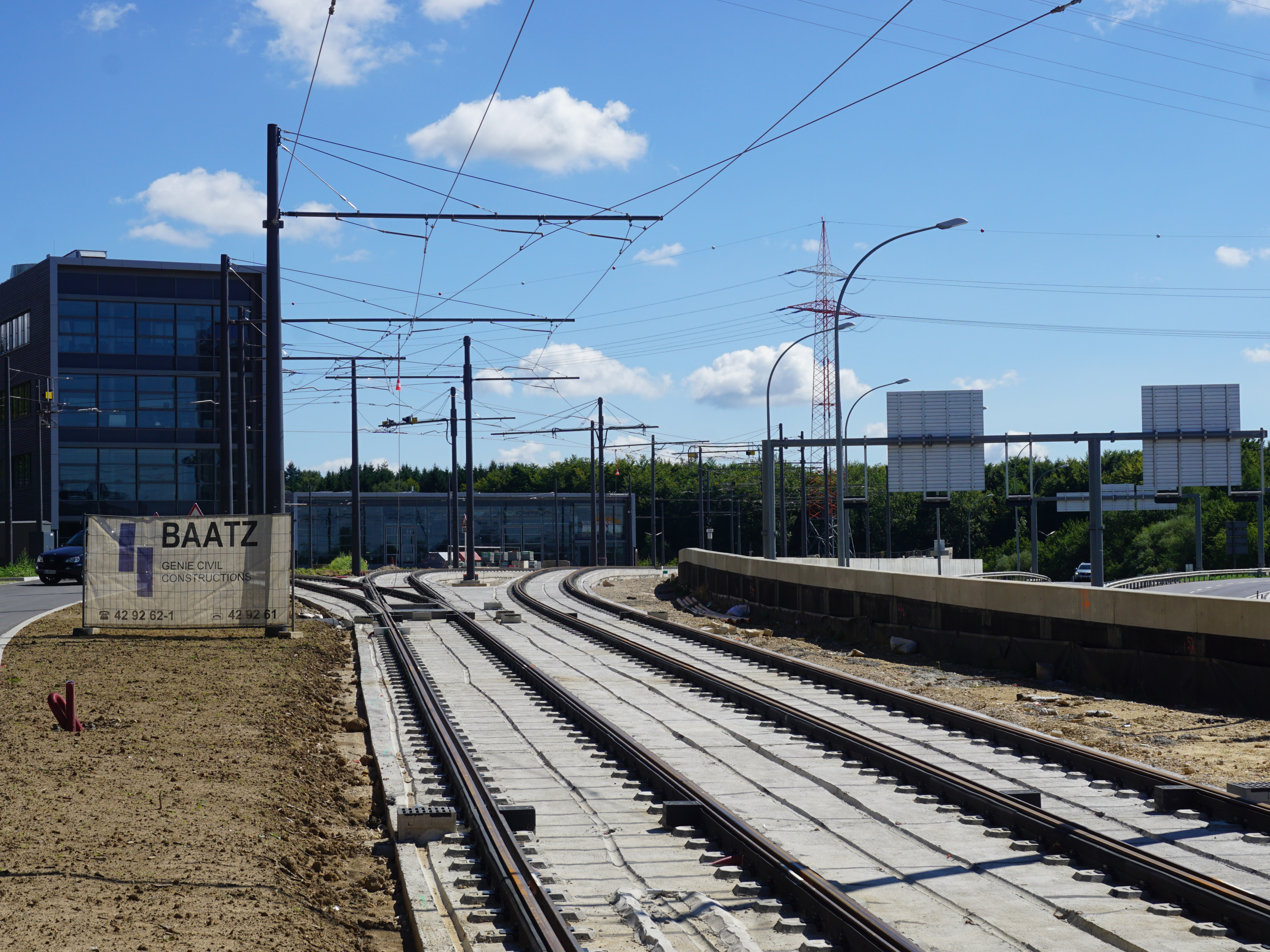
La plate-forme au niveau du Tramsschapp en août 2017.
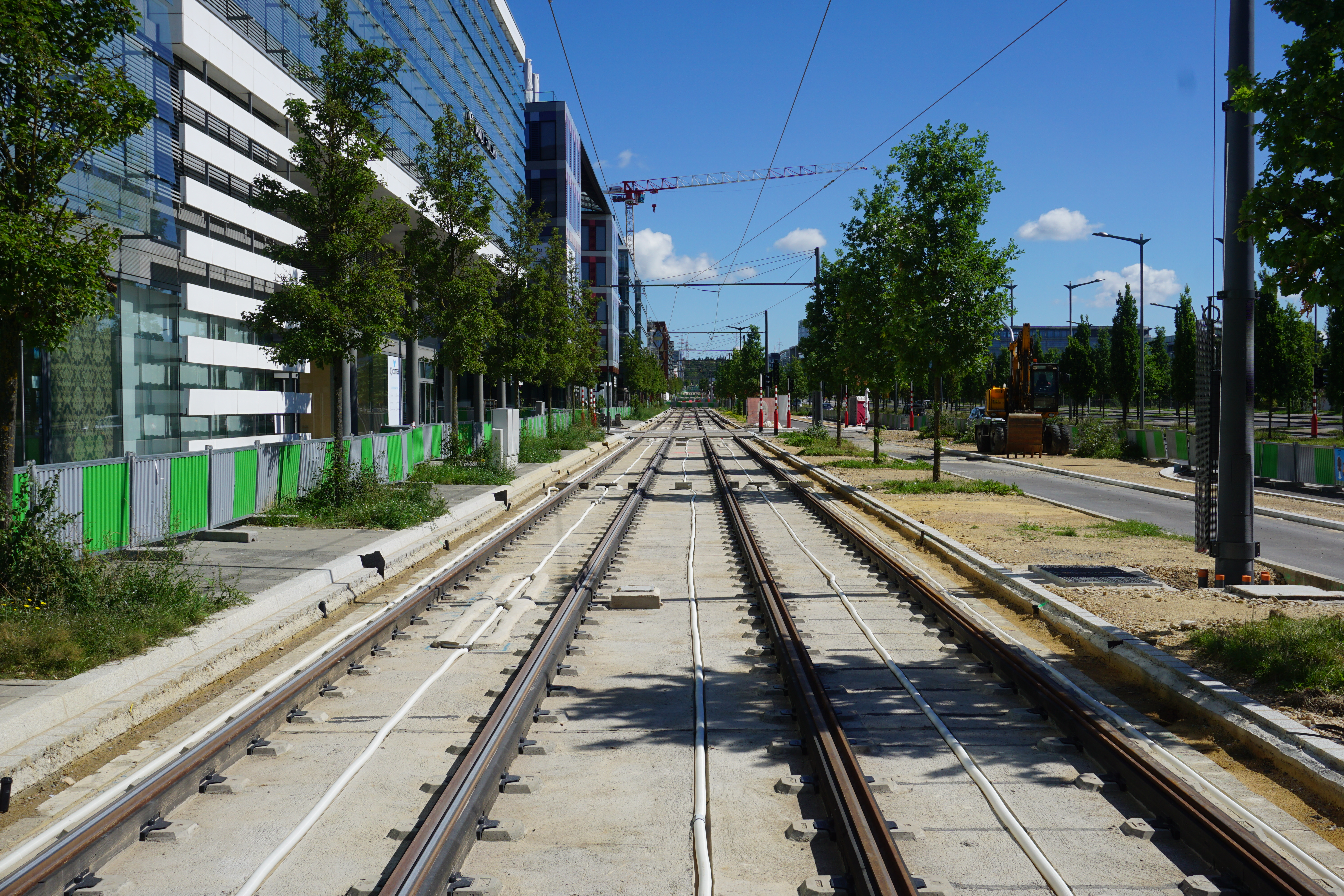
La plate-forme sur l'avenue Kennedy au Kirchberg en août 2017.

### Construction et mise en service de la phase 2

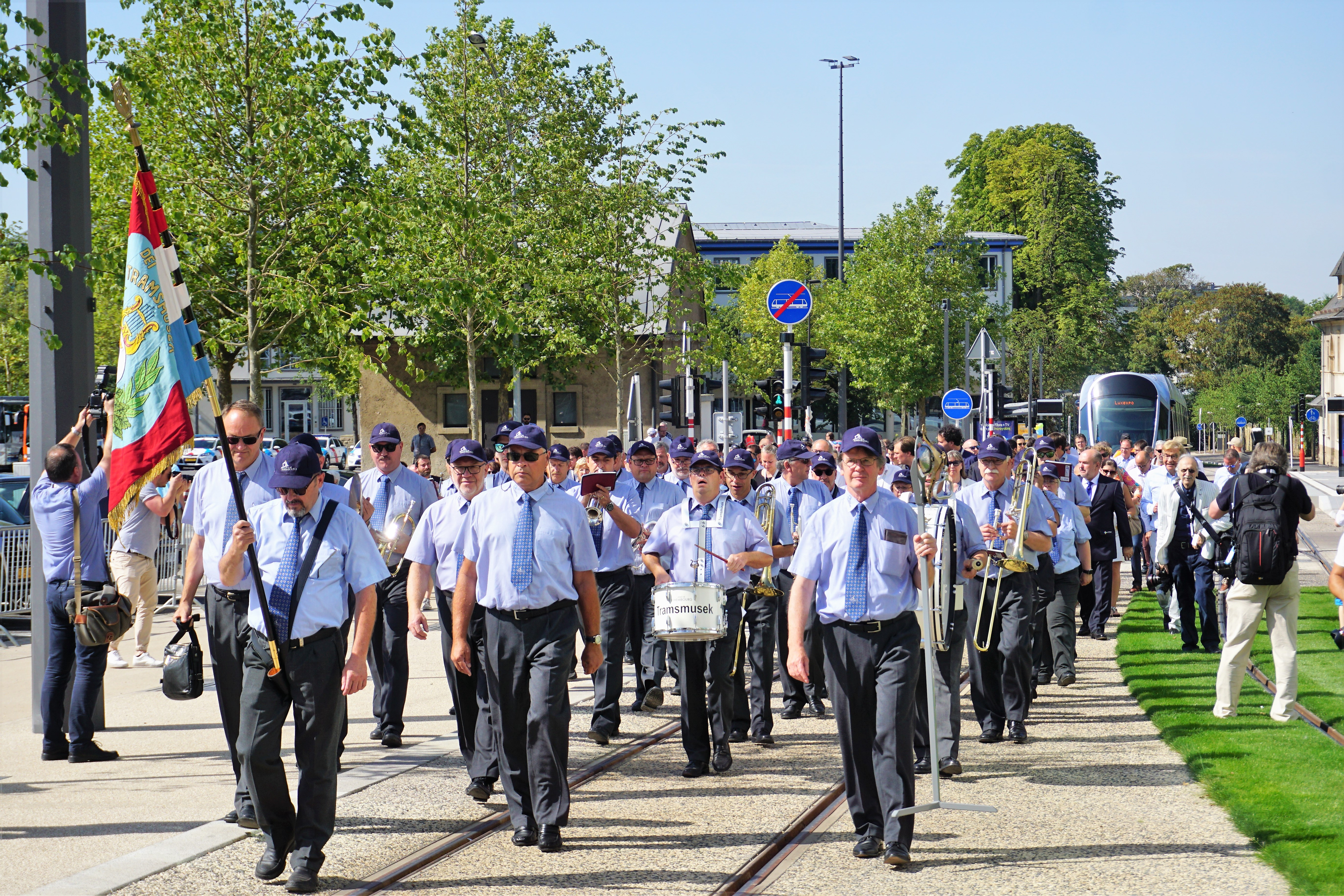
Défilé de la Tramsmusek, section de musique des services industriels de la capitale, lors de l'inauguration de la phase 2.

La ligne est ensuite mise en service jusqu'à la place de l'Étoile via un tronçon supplémentaire de 1,6 km de long — dont la construction a débuté en même temps que la première phase — via le Limpertsberg, avec comme date prévisionnelle initiale le mois de juin 2018,,.
Les travaux d'aménagements sur la place de l'Étoile débutent en janvier 2018 et s'achèvent pour le début des congés collectifs en août. Les essais de la seconde phase débutent, de nuit, le 21 mai 2018 — initialement, ils devaient débuter le 28 mai ; la place de l'étoile a été atteinte pour la première fois le 31 mai —, avec une mise en service le 27 juillet 2018, à temps pour la Schueberfouer,,. En revanche, le pôle d'échanges de la place de l'Étoile ne sera mis en service que le 16 septembre 2018.

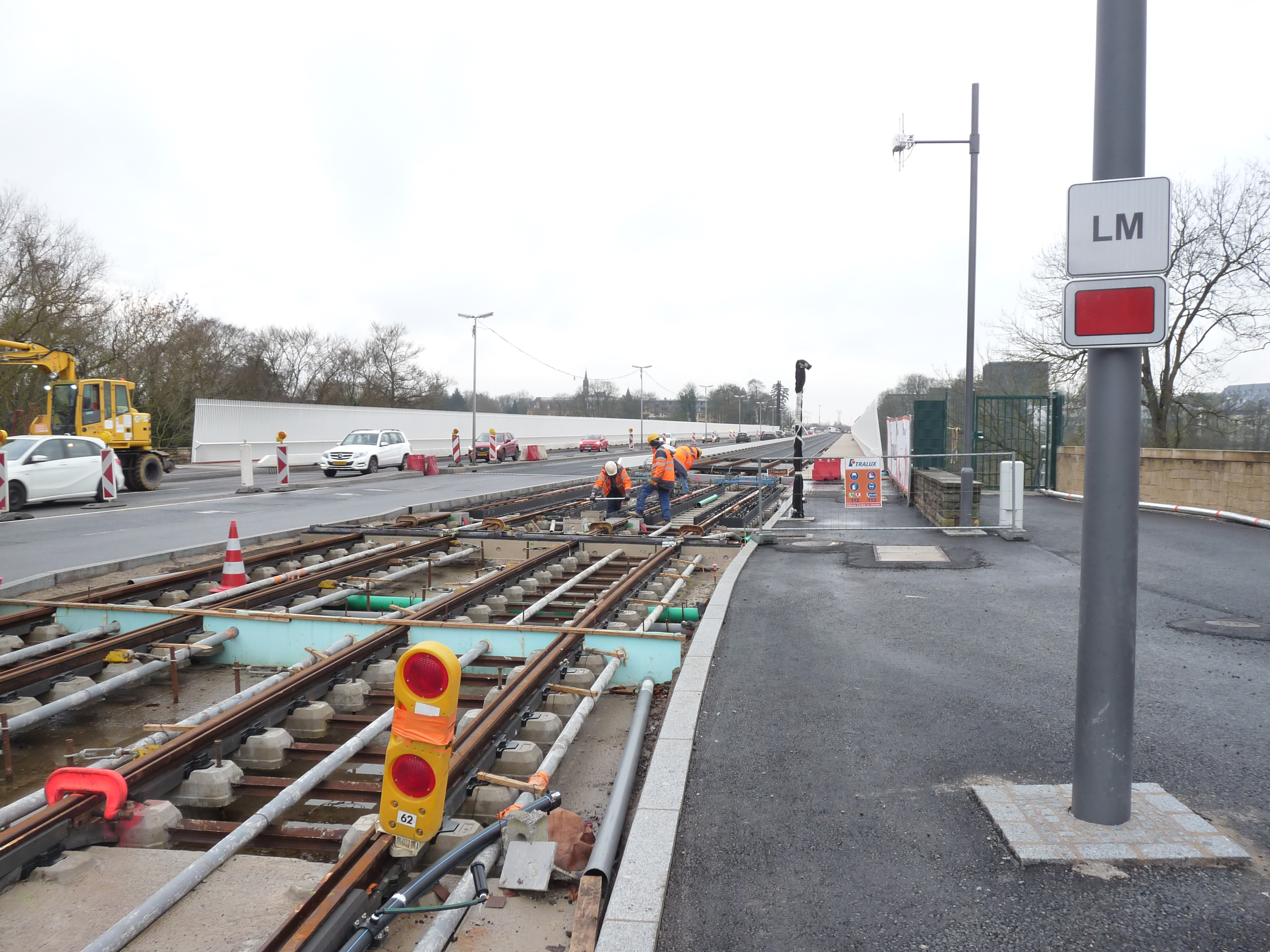
Pose de la voie au niveau du pont grande-duchesse Charlotte, en janvier 2018.
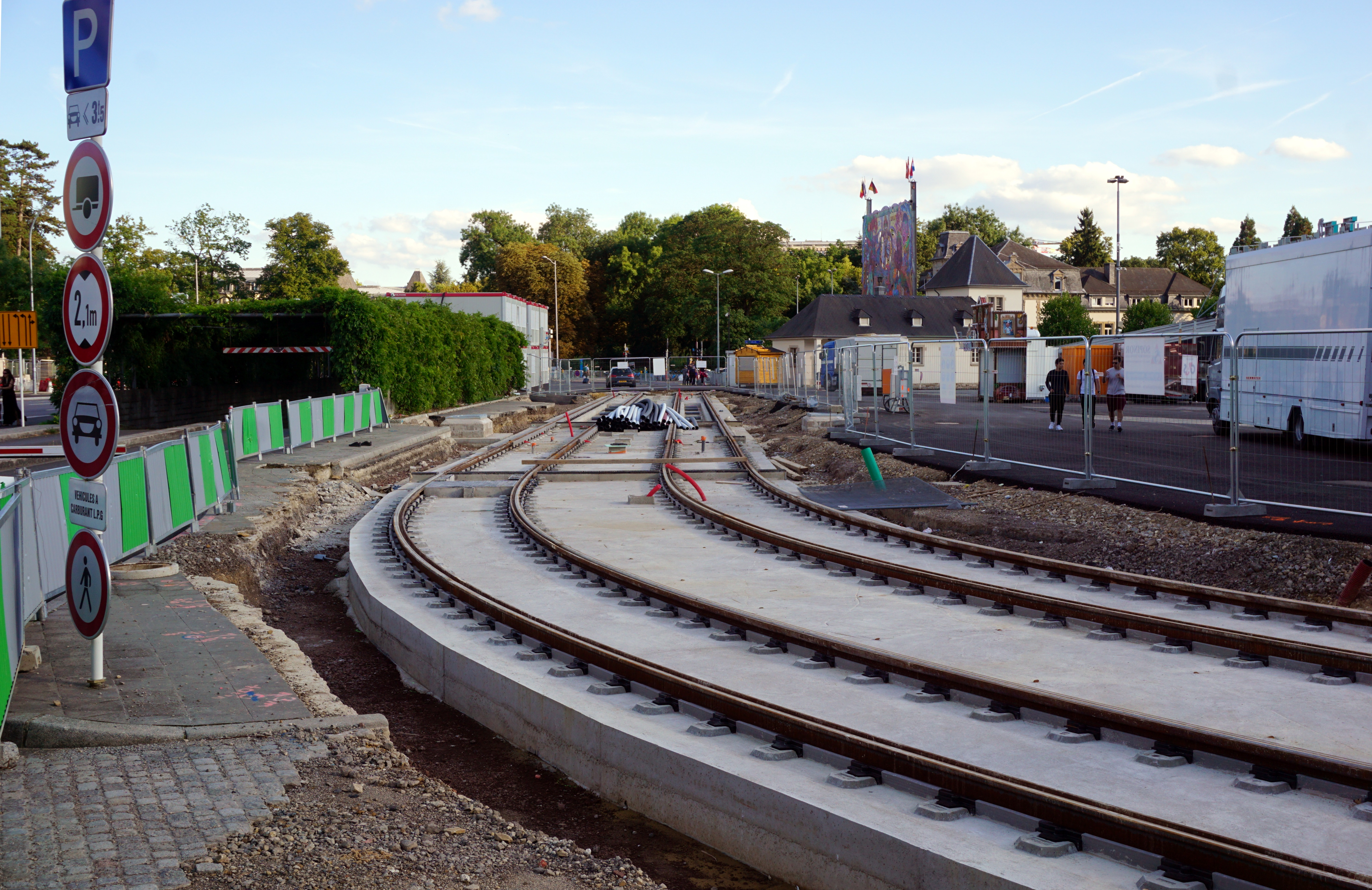
Pose de la voie au Glacis (lb), à hauteur de la station Theater, en août 2017.
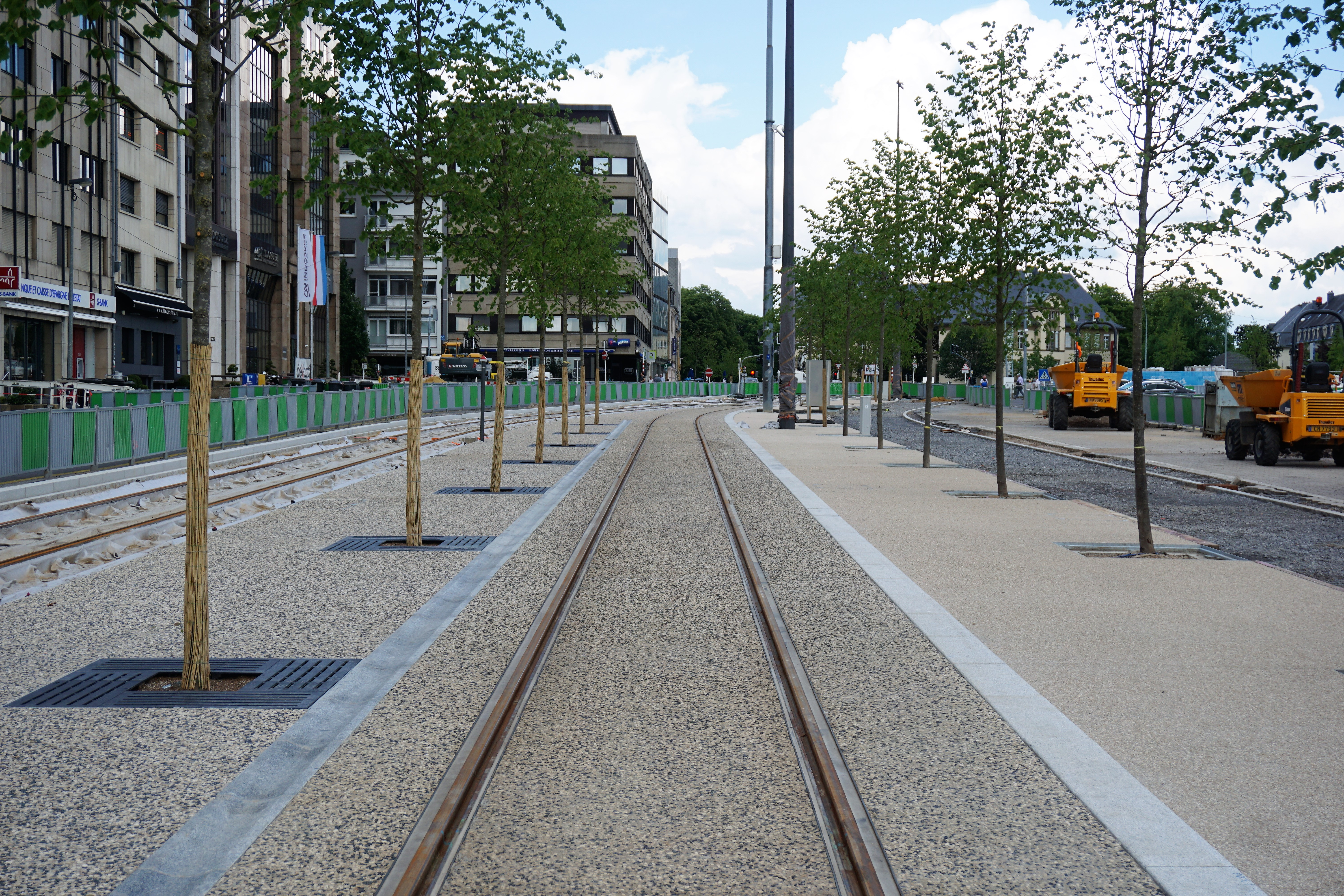
Plate-forme en cours de finition dans l'allée Scheffer, en mai 2018. Seule la voie à gauche de l'image sera engazonnée, celle de droite sera neutralisée durant la Schueberfouer.
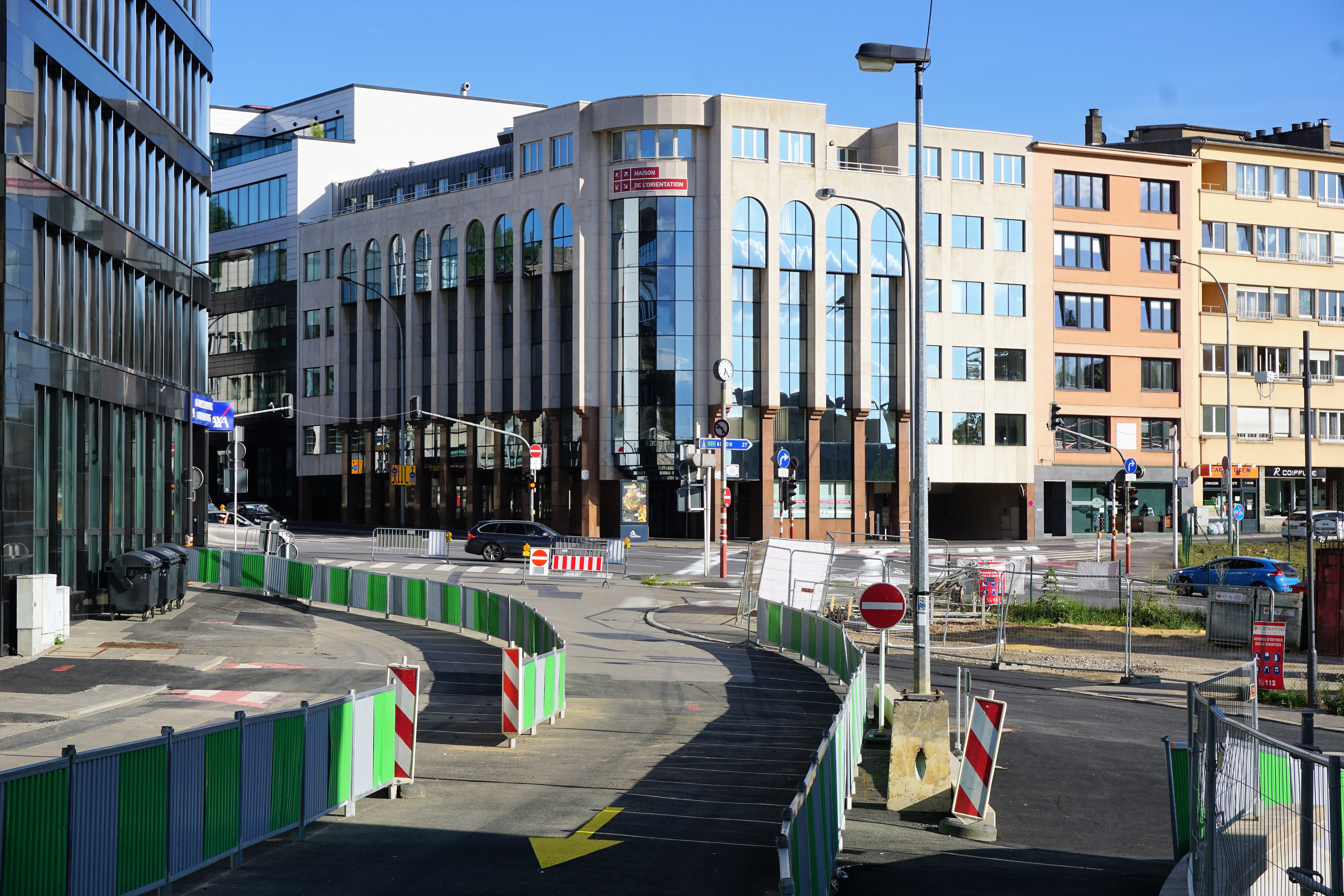
Début des travaux de plate-forme sur la place de l'Étoile, en août 2017.
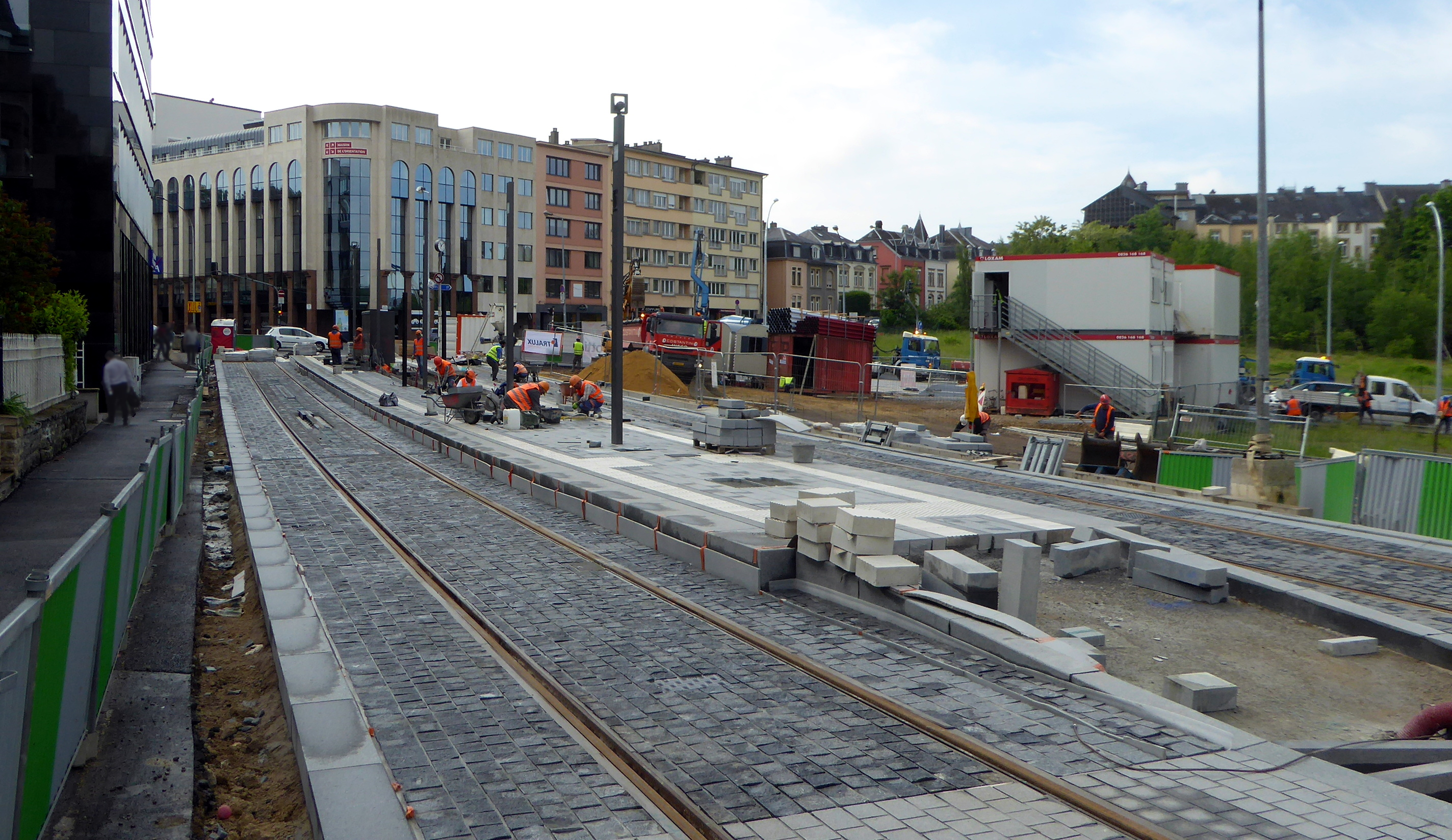
La station Stäreplaz / Étoile en cours de construction, en juin 2018.

### Construction et mise en service de la phase 3

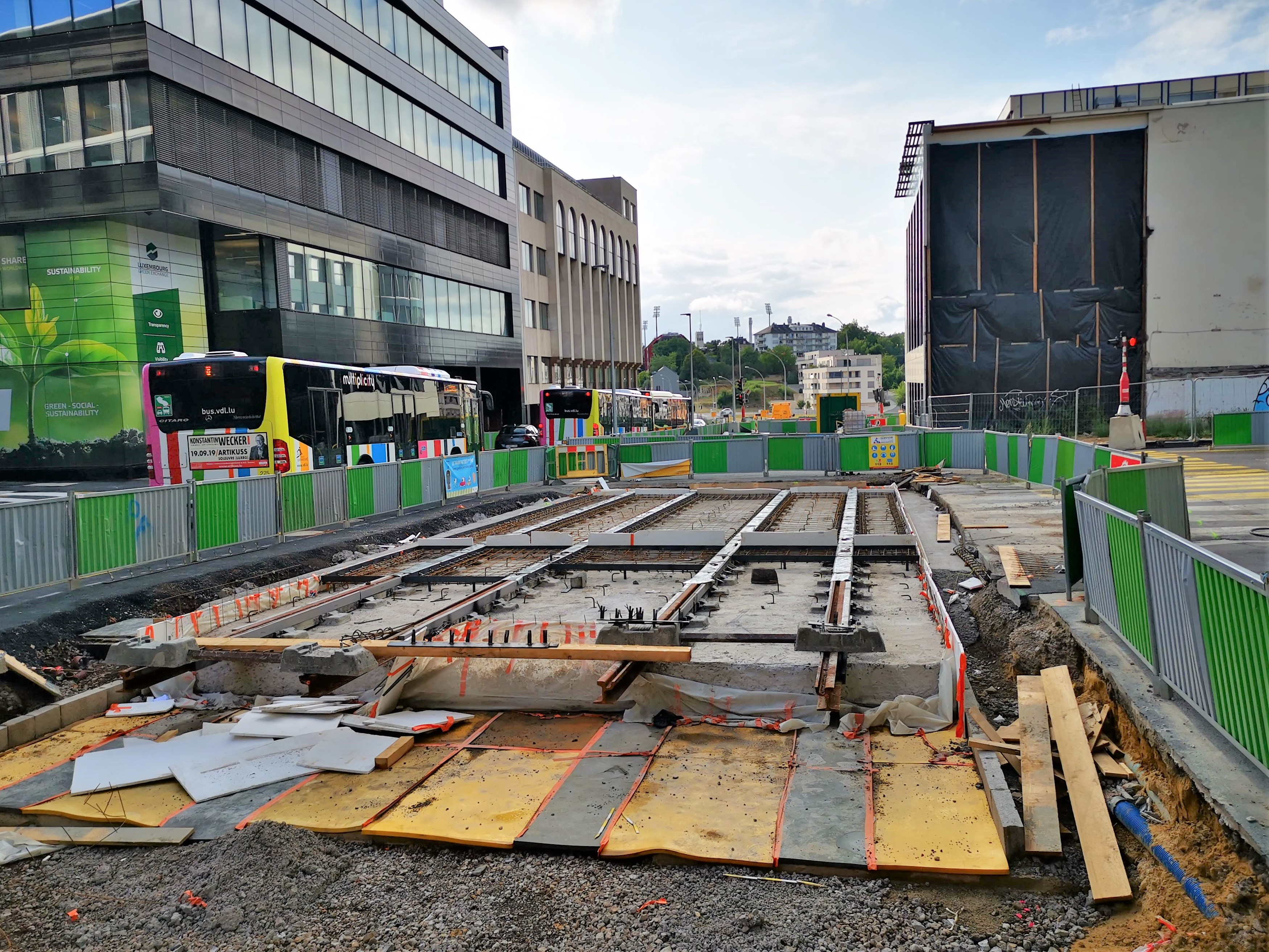
L'avenue Émile-Reuter en août 2019 pendant les travaux de la phase 3.

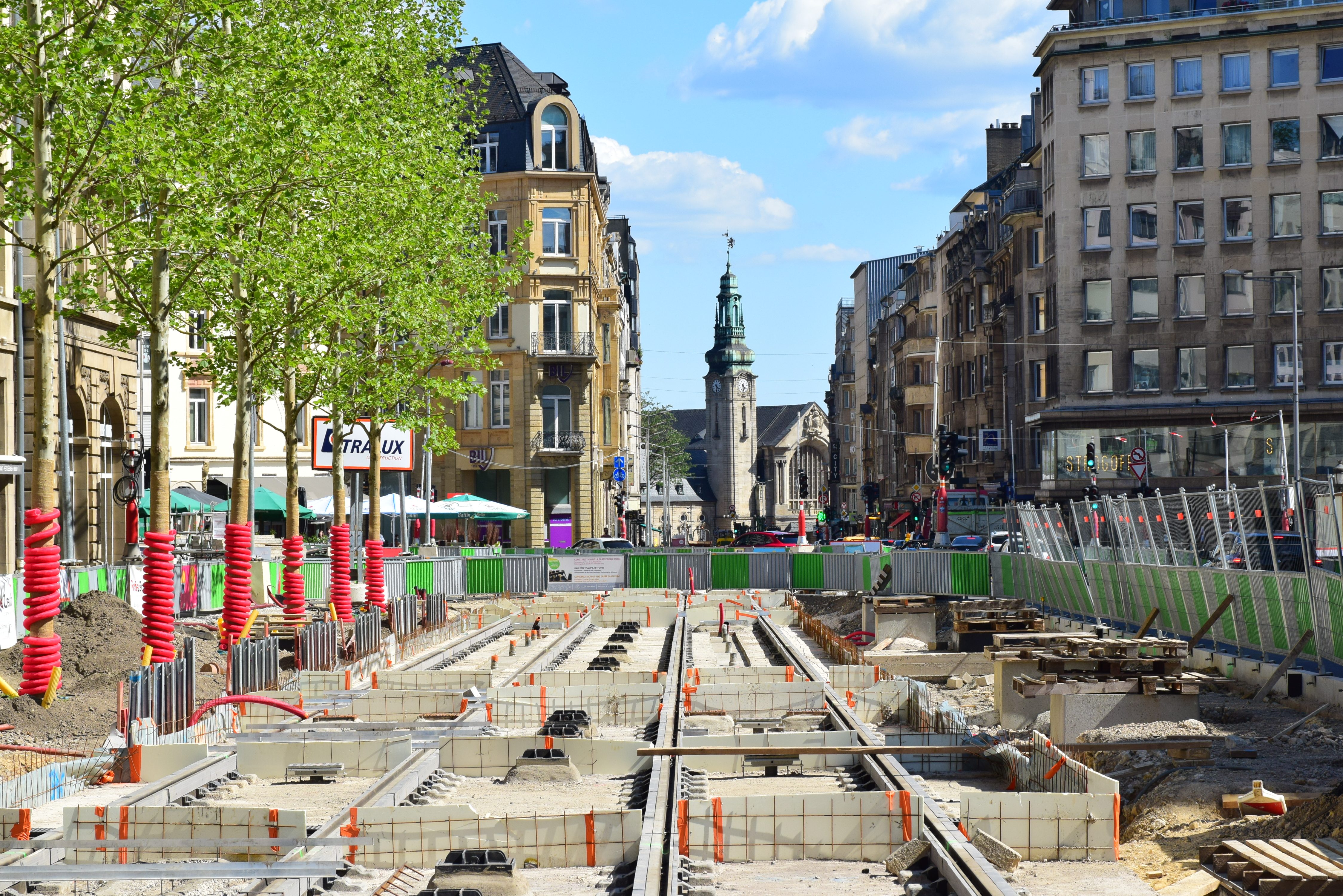
L'Avenue de la Liberté en travaux, en mai 2020 (la Gare centrale est en arrière-plan).

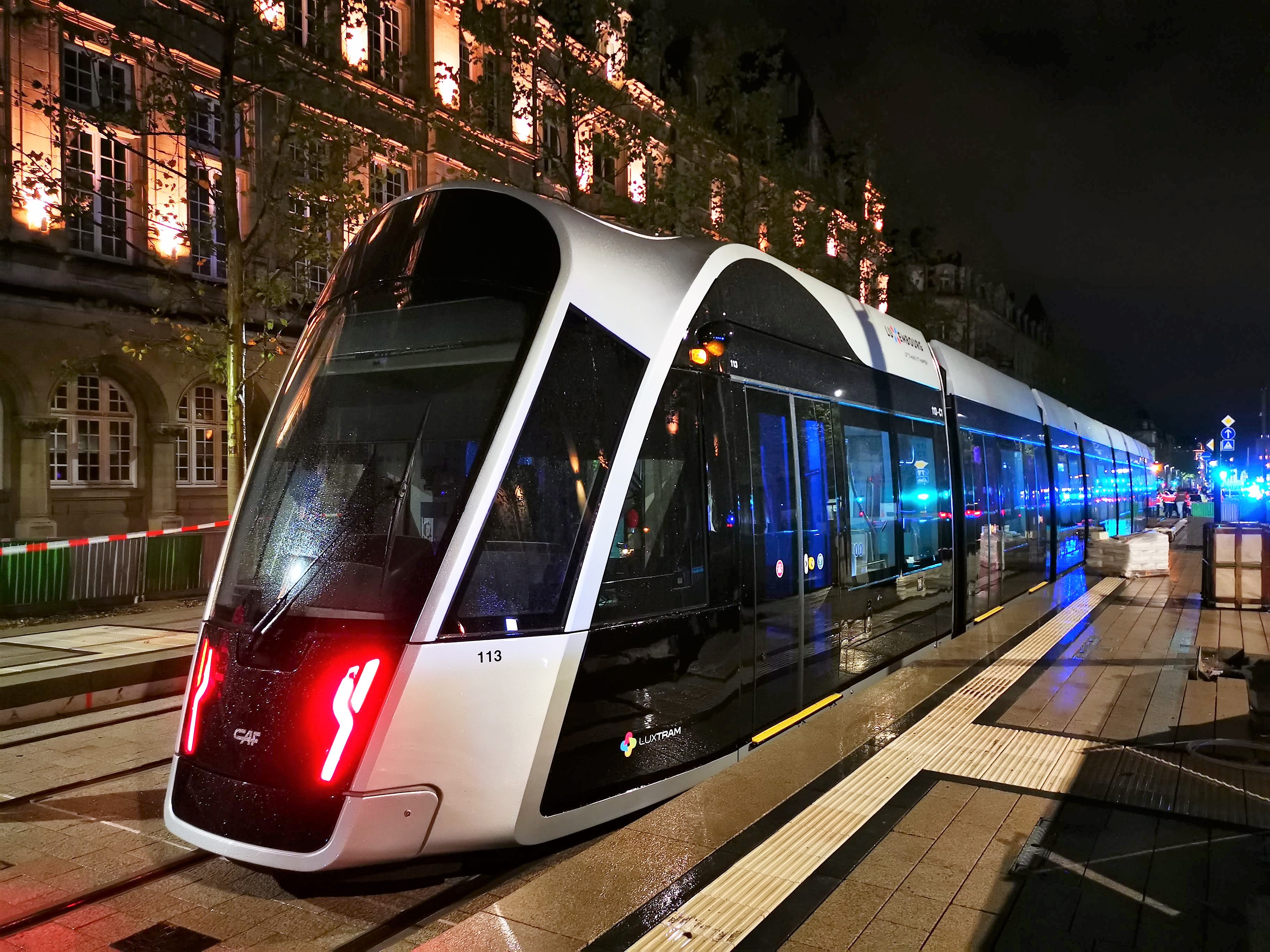
Premier essai du tram dans l'Avenue de la Liberté, le 5 octobre 2020.

La construction du tronçon place de l'Étoile-Gare centrale débute le 29 octobre 2018 avec les travaux préparatoires (abattage ou transplantation des arbres, déviation des réseaux souterrains, etc.) sur les avenues Émile-Reuter et de la Liberté, avec du retard car ils auraient dû débuter avant les vacances d'été, et au niveau du complexe Royal-Hamilius vers décembre 2018 ou janvier 2019, à cause de la construction du centre commercial Royal-Hamilius et du projet Zenit Royal,. La pose des rails commencera au début de l'automne 2019. Les arbres transplantés sont replantés à Aspelt, le long de la piste cyclable.
Ce chantier durera neuf mois environ, le tramway empruntera l'avenue de la Liberté au second semestre 2020. Luxtram espère pouvoir mettre en service la ligne jusqu'à la gare de Luxembourg en même temps que le tronçon de l'avenue de la Liberté. La ligne mesurera alors 7,6 km de long, dont 3,6 km sans ligne aérienne de contact.
Le 8 novembre 2018, le comité de gestion de l'UNESCO donne à son tour son feu vert à l'extension de la ligne, qui traversera la zone tampon du secteur classé au patrimoine mondial en 1994, et note qu'il n'y a « aucun inconvénient à la prolongation d'un tramway [qui n'encombre] pas plus le paysage que les autobus ou les automobiles » et que « c'est au contraire un progrès dans la vie urbaine ».
Le 21 janvier 2018, le chantier de réaménagement du pont Buchler, qui enjambe les voies ferrées au sud de la gare, débute par son côté nord : le tablier nord sera reconstruit et élargit d'ici à mai 2020 puis le tablier sud suivra le même traitement du printemps 2020 jusqu'en septembre 2021. Ce chantier coûtera 25 millions d'euros. Les rails qui seront utilisés sur ce tronçon seront produits par ArcelorMittal sur son site de Rodange.
Durant l'été 2019, Luxtram obtient une dérogation aux congés collectifs estivaux afin d'avancer le plus possible mais le retard pris par deux programmes immobiliers sur le boulevard Royal, dont les emprises des chantiers occupent une partie de la voirie empêche le début du chantier sur cet axe.
Malgré la pandémie de Covid-19 et l'arrêt du chantier durant quelques semaines, les essais du tronçon en centre-ville débutent le 5 octobre suivie la marche à blanc le 30 novembre pour une mise en service maintenue le 13 décembre 2020,. L'extension jusqu'à la gare est inaugurée le matin même en présence du Grand-Duc Henri, de la bourgmestre de la ville Lydie Polfer et du ministre chargé des transports François Bausch.
En revanche, l'aménagement des espaces publics (place de Paris, place de Metz et place de la gare) ne seront finalisés qu'entre le printemps et l'été 2021.

### Construction des autres phases

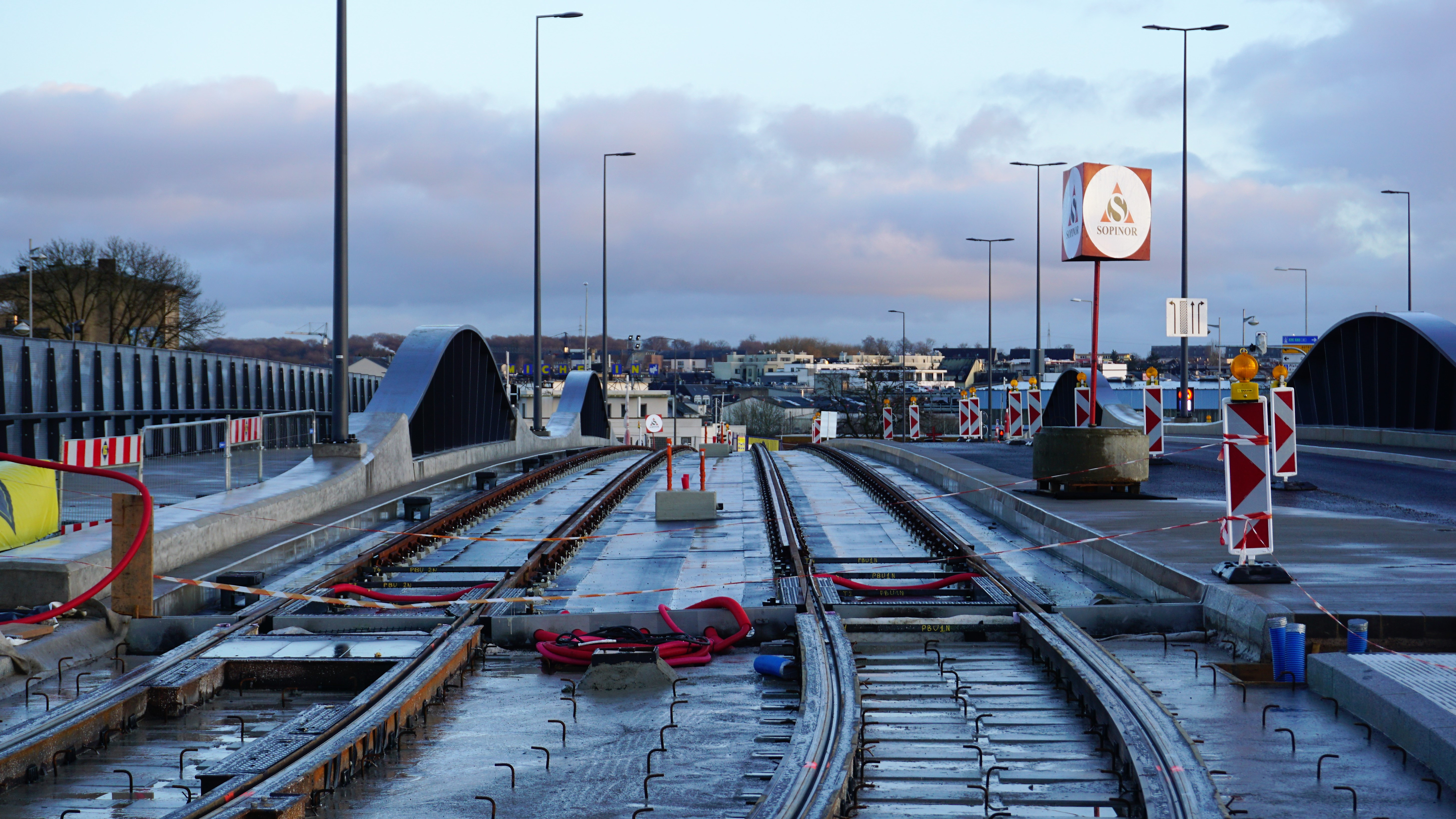
Le tronçon Gare - Bonnevoie en construction. Ici sur le Pont Jean-Pierre-Buchler…

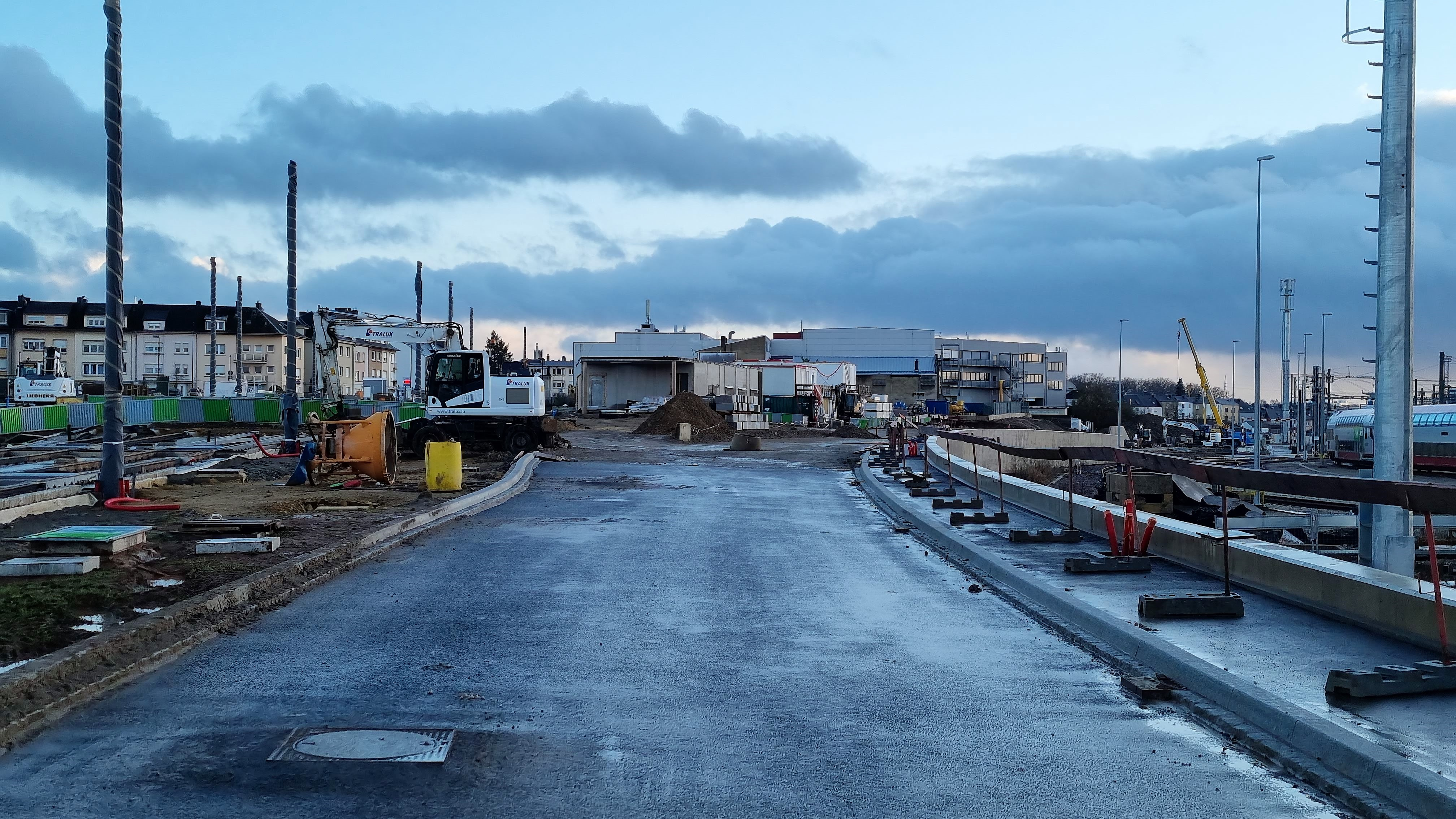
… et à Bonnevoie, le long de la « nouvelle N3 »

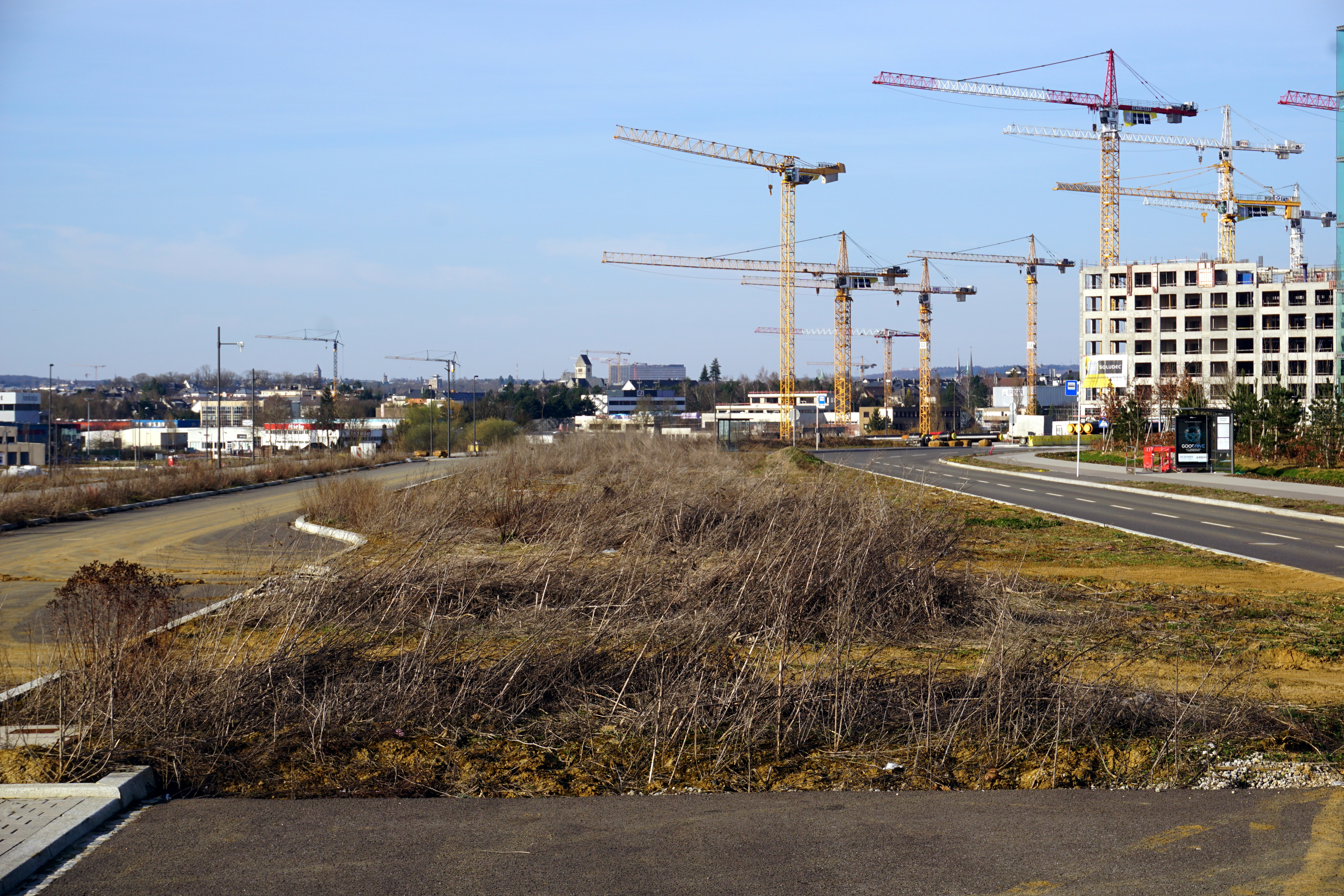
Le boulevard de Kockelscheuer, le tramway passera sur la friche au milieu de la photo.

Le 14 décembre 2017, les projets de loi (un par tronçon) portant sur la construction des extensions vers la Cloche d'Or et l'aéroport, chiffrées à 214 millions d'euros au total, ont été adoptés par la Chambre des députés à 57 voix pour et trois votes contre,. Sur ces 214 millions, 114,9 millions seront consacrés au tronçon Gare centrale-Cloche d'Or et 99,1 millions pour le tronçon Luxexpo-Aéroport, entièrement financés par l'État.
La ligne sera donc prolongée de la gare de Luxembourg jusqu'à la Cloche d'Or via le lycée technique de Bonnevoie et du Kirchberg jusqu'à l'aéroport de Luxembourg-Findel en 2020-2021, soit un tracé définitif de 24 stations réparties sur 16,4 km,.
Le tronçon vers l'aéroport mesurera 3,9 km de long, sera effectué en 7 minutes et permettra d'atteindre 70 km/h,.
L'extension vers la Cloche d'Or, d'une longueur de 4,9 km, s'accompagnera à Bonnevoie de la reconstruction du pont Jean-Pierre Buchler, où passera le tramway, et de la déviation de la route nationale 3 le long du tracé du tramway qui passera à travers des terrains laissés en friche afin de délester l'axe existant du trafic de transit,.
Sur le site du terminus Stadion, au sud de la ligne, les terrassements du parc relais — et du stade de Luxembourg — ont débuté en mars 2017. Le pont qui permettra au boulevard de Kockelscheuer et au tramway de franchir l'autoroute A6 sera construit entre juin 2018 et le printemps ou l'été 2019, travaux de finitions compris.
En novembre 2018, l'Administration des ponts et chaussées annonce que le tramway ne desservira pas la Cloche-d'Or avant 2023, car sa construction est imbriquée avec la restructuration du pont Jean-Pierre Buchler qui débutera en 2019 pour s'achever en 2021, tandis que le chantier du nouveau tracé de la route nationale 3 débutera en 2019. On peut citer deux autres chantiers liés : le nouveau pont au-dessus de la gare de Howald et la mise en 2 x 2 voies de la rue des Scillas. La mise en service du tronçon vers l'aéroport est repoussée de 2021 à 2022.
En octobre 2020, l'échéance suivant celle du tronçon jusqu'à la gare centrale, en décembre 2020, est celle du tronçon Gare-Lycée de Bonnevoie qui devrait être mis en service au deuxième semestre 2022. La section de 1,2 km entre la gare centrale et le lycée de Bonnevoie verra sa ligne aérienne mise sous tension le 8 juillet 2022 avec trois jours plus tard une circulation de deux rames à vitesse réduite, la marche à blanc débute le 2 août pour une mise en service le 11 septembre 2022,.
En octobre 2021, l'échéance pour le tronçon vers l'aéroport prévoit une mise en service en 2024, les travaux de déboisement de 3,2 hectares le long de l'autoroute A1 se déroulent de 25 octobre 2021 au début de l'année 2022.
La pose du tablier du nouveau pont au dessus de l'autoroute A1 a lieu entre avril et mai 2023 par ripage, la dalle du tablier est ensuite bétonnée en juin ; la pose des voies début en septembre 2023.

### Coût et financement du projet
Le projet est estimé à 559 millions d'euros, 345 millions pour le tronçon Luxexpo-Gare et 214 millions pour les extensions vers l'aéroport et la Cloche d'Or, contre 230,520 millions tel que voté par la Chambre des députés, financé par l'État luxembourgeois aux deux tiers et la Ville de Luxembourg pour le tiers restant, pour le tronçon Gare-Luxexpo,,, et un financement intégral par l'État pour les extensions.
En octobre 2017, les tronçons Luxexpo-Findel et Gare centrale-Cloche d'Or étaient estimés respectivement à 99,1 et 114,9 millions d'euros, achat des rames compris.

## Tracé et stations
La ligne T1  mesure 16,4 km de long, près de 8 km de la gare centrale à Luxexpo, et est alimentée en 750 volts en courant continu. La traversée du centre-ville, soit 3,6 km, s’effectue grâce à des supercondensateurs, le tronçon entre le pont rouge et la gare de Luxembourg est en effet dépourvu de ligne aérienne de contact afin, selon ses concepteurs, ne pas dénaturer le patrimoine architectural et historique du centre-ville,. La plate-forme a été engazonnée dans le quartier du Kirchberg ainsi que sur l'allée Schaeffer et la rue Probst et réservée exclusivement au tramway sur pratiquement l'ensemble du parcours,,. Ce gazon est arrosé entre les mois d'avril et de septembre, durant la nuit, pour une consommation annuelle de 6 000 m3 d'eau pour une surface totale de 25 000 m2 avec une épaisseur de terre végétale pouvant atteindre 17 cm. Des pistes cyclables bidirectionnelles ont été aménagées le long de la ligne, ainsi que de nouvelles stations Vel'oH!. Au niveau du Grand Théâtre de Luxembourg, la plate-forme est traitée de façon que les vibrations ne soient pas ressenties dans la salle. Au total, sur le tracé complet Stadion-Aéroport, la ligne compte dix pôles d'échanges intermodaux entre le tramway, le train, le bus, les parcs relais et les stations Vel'oH! disposés là où passent les flux de transport les plus chargés en direction de la ville.

### Tracé
Le tracé de la ligne est décrit du nord au sud, en reprenant l'intégralité du parcours,.
La ligne naît à l'est de l'aérogare du Findel pour ensuite remonter en direction du parc relais de Héienhaff, placé à hauteur de l'échangeur de Senningerberg puis passer sous la route nationale 1. Ensuite, la ligne longe l'autoroute A1 par le sud, en contournant la partie est de l'échangeur du Grünewald (bifurcation avec l'autoroute A7) puis franchit l'autoroute par un pont et passe devant le Tramsschapp, le centre de remisage de la ligne.
Ensuite, la ligne entre dans le quartier du Kirchberg et dessert le second parc relais de la ligne, celui de Luxexpo, qui était le terminus nord de la ligne depuis son ouverture en 2017 et jusqu'au 2 mars 2025. La ligne descend l'avenue John-F.-Kennedy (lb) de bout en bout pour rejoindre la station, Rout Bréck – Pafendall qui permet, via le funiculaire Pfaffenthal-Kirchberg, d'effectuer la correspondance avec la gare de Pfaffenthal-Kirchberg qui a ouvert en même temps que la ligne. La ligne franchit ensuite le pont grande-duchesse Charlotte surnommé localement pont rouge en raison de sa couleur, pour entrer au Limpertsberg : la ligne bifurque à droite devant le Grand Théâtre puis à gauche pour prendre l'allée Scheffer, en contournant la parking du glacis où a lieu la Schueberfouer, et rejoindre la place de l'Étoile. Ensuite, la ligne dessert la Ville-Haute par l'avenue Émile-Reuter puis le boulevard Royal pour ensuite emprunter le pont Adolphe et rejoindre le quartier de la gare, pour atteindre la gare de Luxembourg par l'avenue de la Liberté. 
La ligne par le pont Jean-Pierre Buchler qui lui permet de franchir le faisceau de la gare ferroviaire puis de longer par l'est les ateliers ferroviaires par le nouveau tracé de la route nationale 3 à travers Bonnevoie-Sud et desservir son lycée technique. La ligne contourne ensuite Howald par le nord-ouest et entre dans Hesperange où elle dessert la gare de Howald (inaugurée en même temps que le tram en 2017) située à hauteur de l'échangeur de Hesperange sur l'autoroute A3 et où le troisième parc relais de la ligne sera implanté. La ligne franchit l'autoroute A3 par un pont, rentre dans les limites communales de Luxembourg puis traverse le ban de Gasperich, en cours d'urbanisation, par deux voies nouvelles (rue Albert-Einstein et boulevard de Kockelscheuer (lb)) et franchit avec le boulevard l'autoroute A6 par un pont, marque une grande courbe à droite et rejoint son terminus au sud de la cloche d'Or où se situe le quatrième et dernier parc relais de la ligne, à la limite entre le quartier de Cessange et la localité de Kockelscheuer, au sud de l'intersection entre la route nationale 4 et le Chemin repris 186, à proximité du stade de Luxembourg.

### Principaux ouvrages d'art

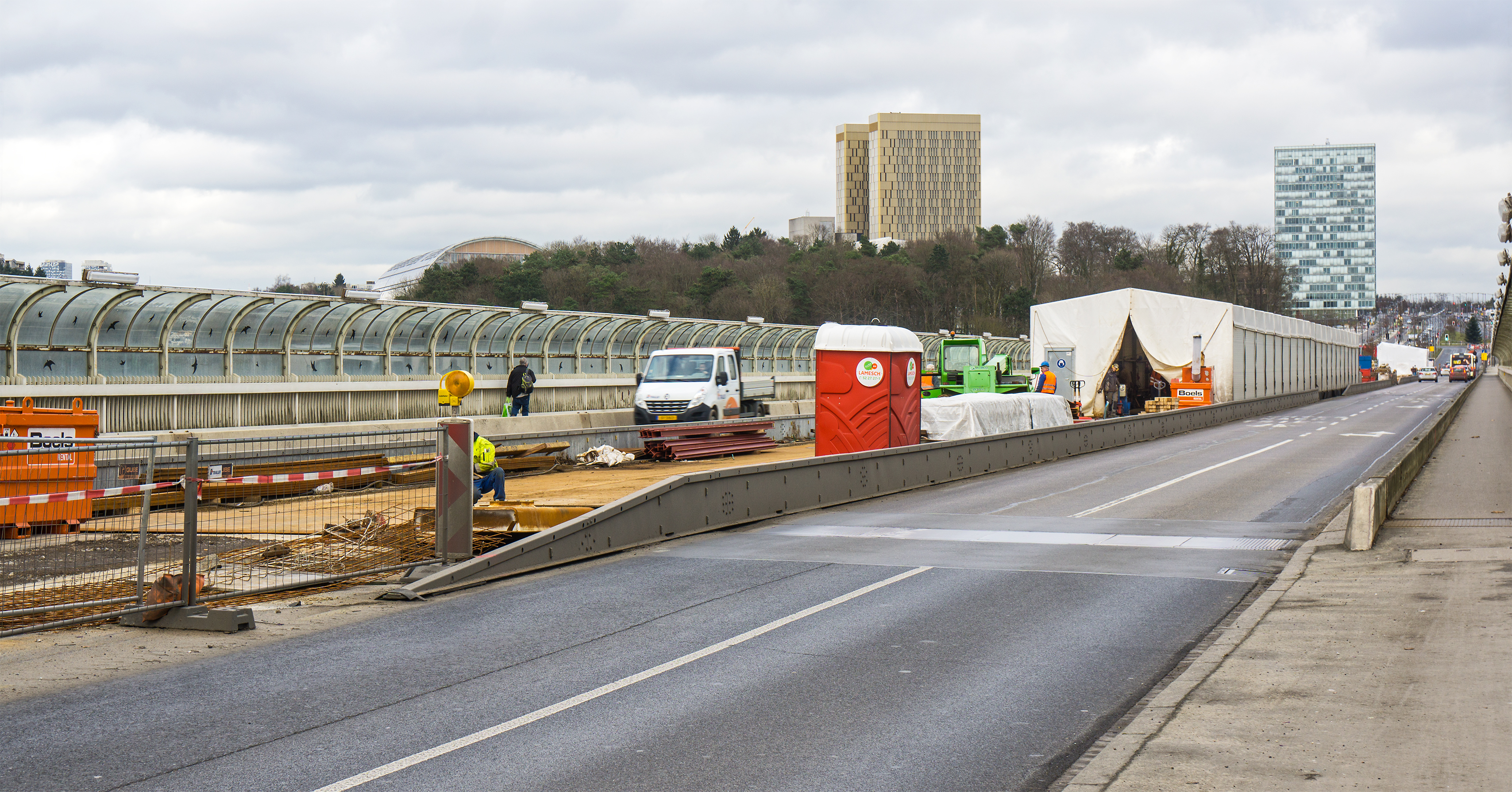
Le « pont rouge » en cours de rénovation, en 2016.

La ligne est essentiellement située dans l'emprise de plusieurs routes nationales, listées ici du nord au sud : N51 (au Kirchberg), N6, N7 (en Ville-Haute), N2 (Pont Adolphe), N3 (quartiers de la Gare et de Bonnevoie). En dehors de ces tronçons, la desserte vers l'aéroport s'effectuera via une emprise dédiée et au sud de Bonnevoie à travers les voiries communales dont certaines comme au ban de Gasperich seront entièrement nouvelles. La ligne n'empruntera aucun Chemin repris.
Il a fallu néanmoins réaliser ou réaménager plusieurs ouvrages d'art pour accueillir la ligne :
- un tunnel sous la N1 peu après l'aéroport ;
- un pont sur l'autoroute A1 avant d'arriver à Luxexpo ;
- la rénovation et l'élargissement du pont grande-duchesse Charlotte (surnommé « Pont rouge ») ;
- la rénovation et l'élargissement du pont Adolphe ;
- la reconstruction du pont Jean-Pierre Buchler (lb) ;
- un pont sur la ligne ferroviaire Luxembourg - Bettembourg à hauteur de la gare de Howald; suivi d'un pont sur l'autoroute A3 ;
- un pont sur l'autoroute A6 avant d'arriver au terminus du stade de Luxembourg.

### Liste des stations

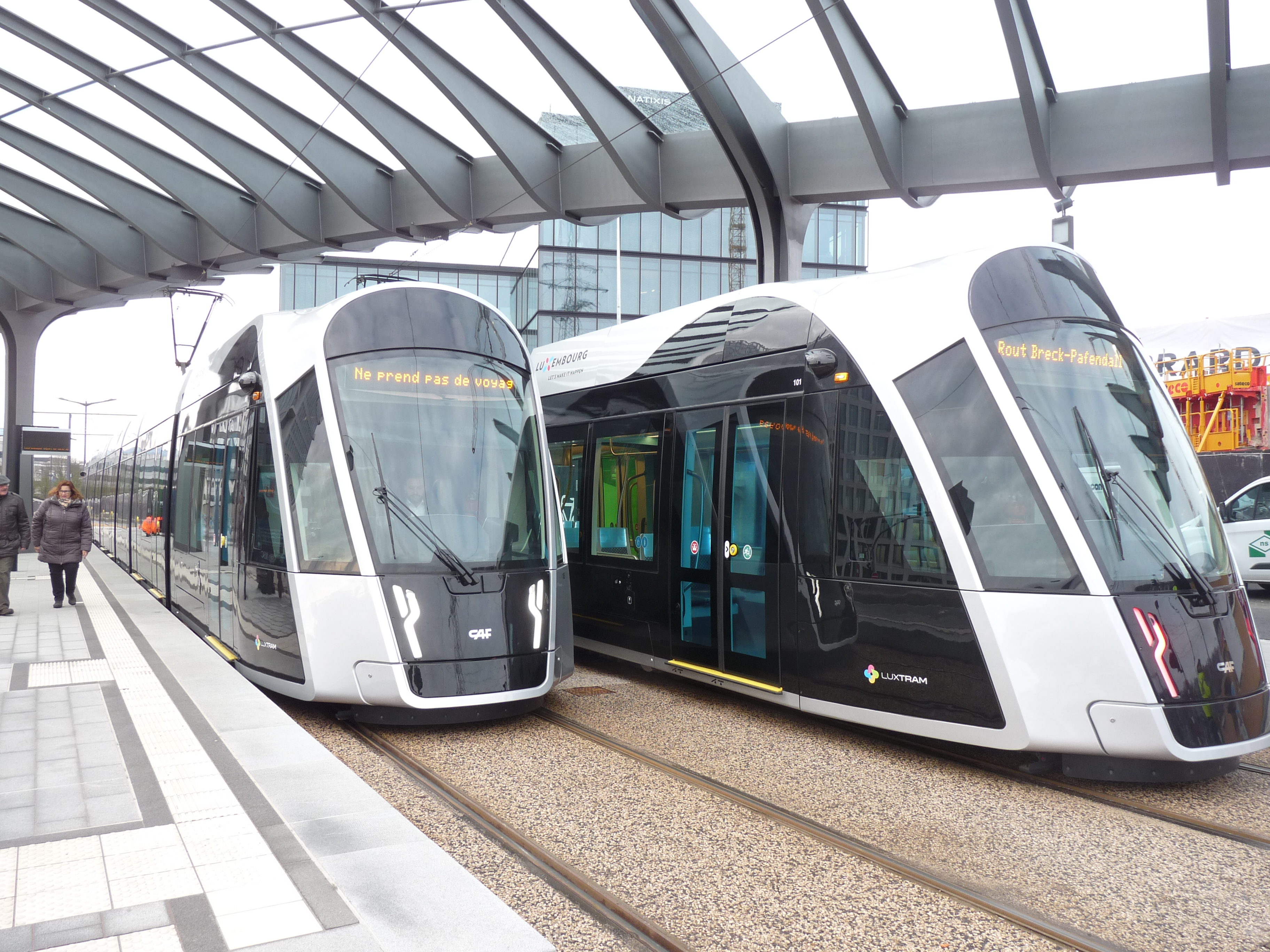
L'ancien terminus Luxexpo.

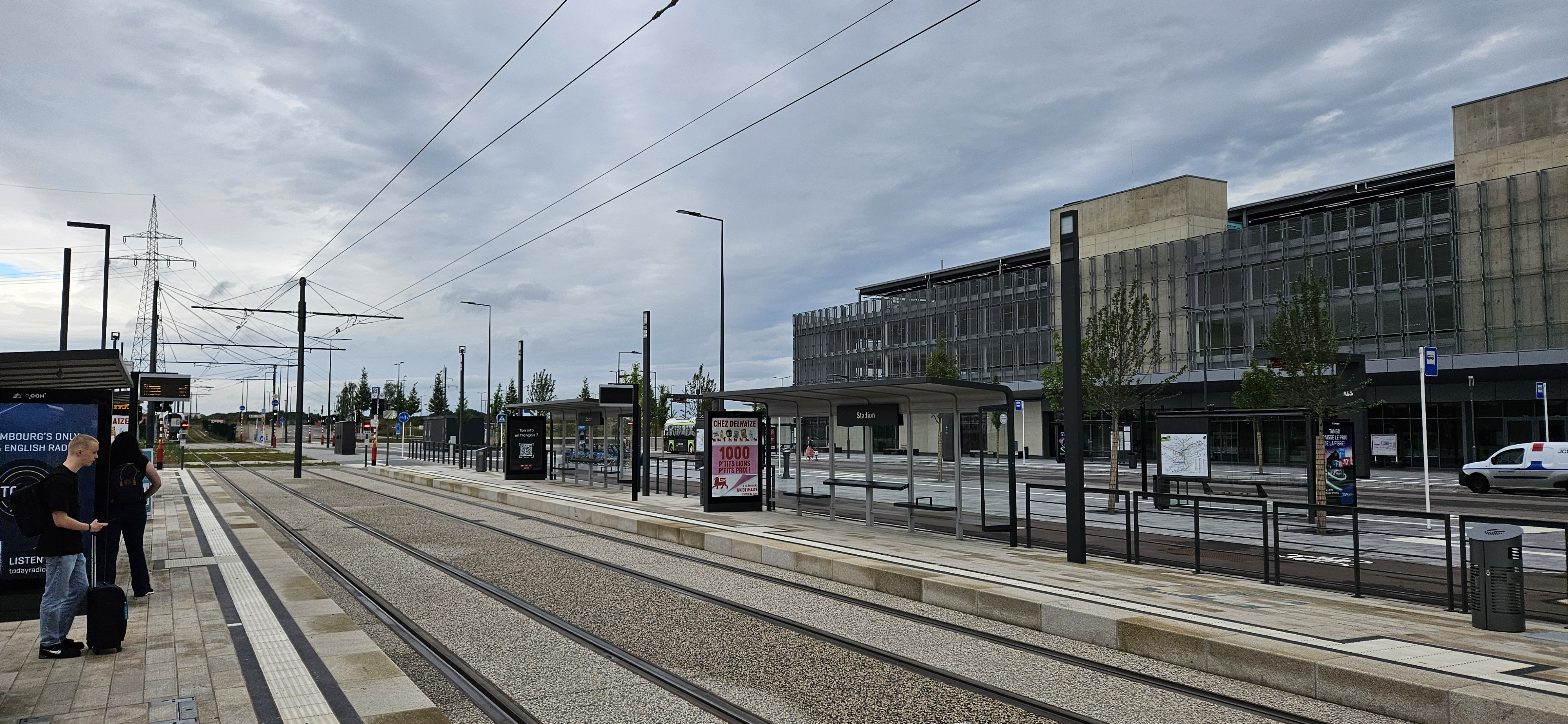
Le terminus Stadion.

Le tableau qui suit récapitule les 24 stations de la ligne (listées du nord au sud).
État en vigueur au 2 mars 2025.
|  |   |  | Station                                      | Lat/Long                    | Communes (quartiers/localités) | Correspondances |
|  | - |  | -------------------------------------------- | --------------------------- | ------------------------------ | --- |
|  | ■ |  | Findel Aéroport                              | 49° 38′ 07″ N, 6° 13′ 02″ E | Niederanven                    | AVL 6 16 29 RGTR 223 302 361 850 |
|  | • |  | Héienhaff                                    | 49° 38′ 28″ N, 6° 13′ 05″ E | Niederanven (Hoehenhof)        | RGTR 223 361 850 |
|  | • |  | Luxexpo                                      | 49° 38′ 07″ N, 6° 10′ 33″ E | Luxembourg (Kirchberg)         | AVL 6 7 16 21 25 RGTR 201 211 212 222 301 303 304 305 309 311 321 322 323 324 325 326 327 401 403 405 406 407 414 430 455 456 507 811 812 501 502 Ligne VRT (de) 410 |
|  | • |  | Alphonse Weicker                             | 49° 37′ 56″ N, 6° 10′ 16″ E | Luxembourg (Kirchberg)         | AVL 12 21 CN4 RGTR 305 503 505 Nightbus LNB Bertrange LNB Bettembourg LNB Frisange - Mondorf LNB Hesperange LNB Junglinster LNB Käerjeng LNB Leudelange LNB Mamer - Holzem LNB Mersch LNB Roeser LNB Steinfort LNB Weiler - Dalheim NLB Betzdorf NLB Biwer - Manternach NLB Sandweiler - Contern NLB Dudelange NLB Flaxweiler NLB Grevenmacher NLB Niederanven NLB Remich NLB Schuttrange NLB Wormeldange Nuetseil Kopstal - Kehlen Nuetseil Helperknapp |
|  | • |  | Nationalbibliothéik - Bibliothèque nationale | 49° 37′ 46″ N, 6° 10′ 00″ E | Luxembourg (Kirchberg)         | |
|  | • |  | Universitéit                                 | 49° 37′ 34″ N, 6° 09′ 39″ E | Luxembourg (Kirchberg)         | |
|  | • |  | Coque                                        | 49° 37′ 23″ N, 6° 09′ 17″ E | Luxembourg (Kirchberg)         | |
|  | • |  | Europaparlament / Parlement européen         | 49° 37′ 15″ N, 6° 08′ 55″ E | Luxembourg (Kirchberg)         | |
|  | • |  | Philharmonie - Mudam                         | 49° 37′ 10″ N, 6° 08′ 31″ E | Luxembourg (Kirchberg)         | AVL 12 32 |
|  | • |  | Rout Bréck – Pafendall                       | 49° 37′ 07″ N, 6° 08′ 11″ E | Luxembourg (Kirchberg)         | CFL Funiculaire (corresp. pour la gare de Pfaffenthal-Kirchberg) AVL 6 12 16 18 21 32 CN4 CN5 RGTR 110 111 112 201 211 221 505 811 812 |
|  | • |  | Theater                                      | 49° 37′ 03″ N, 6° 07′ 32″ E | Luxembourg (Limpertsberg)      | AVL 2 3 4 19 33 CN1 CN7 RGTR 201 211 |
|  | • |  | Faïencerie                                   | 49° 36′ 58″ N, 6° 07′ 17″ E | Luxembourg (Limpertsberg)      | AVL 8 30 CN7 RGTR 607 608 |
|  | • |  | Stäreplaz / Étoile                           | 49° 36′ 50″ N, 6° 07′ 10″ E | Luxembourg (Limpertsberg)      | AVL 8 11 12 16 21 22 31 CN5 CN7 RGTR 801 802 811 812 821 822 823 824 901 902 903 904 911 921 TEC Namur-Luxembourg : E67, E68, 83, 84 |
|  | • |  | Hamilius                                     | 49° 36′ 40″ N, 6° 07′ 34″ E | Luxembourg (Ville-Haute)       | AVL 2 3 4 8 9 10 11 12 14 16 18 19 21 22 31 CN1 CN2 CN3 CN4 CN5 CN6 CN7 CN8 Nightbus LNB Bertrange LNB Bettembourg LNB Frisange - Mondorf LNB Hesperange LNB Käerjeng LNB Leudelange LNB Roeser LNB Weiler - Dalheim NLB Betzdorf NLB Dudelange NLB Flaxweiler Nuetseil Kopstal - Kehlen Nuetseil Helperknapp À l'arrêt Monterey : AVL 5 6 12 13 17 22 31 RGTR 601 604 606 609 701 702 703 711 822                                                       |
|  | • |  | Place de Metz                                | 49° 36′ 24″ N, 6° 07′ 42″ E | Luxembourg (Gare)              | |
|  | • |  | Paräisser Plaz / Place de Paris              | 49° 36′ 13″ N, 6° 07′ 52″ E | Luxembourg (Gare)              | |
|  | • |  | Gare centrale                                | 49° 35′ 58″ N, 6° 07′ 58″ E | Luxembourg (Gare)              | AVL 4 10 13 14 18 19 20 23 27 29 CN1 CN2 CN3 RGTR 412 413 414 424 602 603 611 612 Nightbus LNB Bertrange LNB Bettembourg LNB Frisange - Mondorf LNB Hesperange LNB Junglinster LNB Käerjeng LNB Leudelange LNB Mamer - Holzem LNB Mersch LNB Roeser LNB Steinfort LNB Weiler - Dalheim Midnightbus NLB Betzdorf NLB Dudelange NLB Schengen À l'arrêt Gare-Rocade : AVL 2 9 20 22 28 RGTR 223 402 411 421 422 461 502 506 508 511 512 513 622 623         |
|  | • |  | Leschte Steiwer / Dernier Sol                | 49° 35′ 40″ N, 6° 08′ 11″ E | Luxembourg (Bonnevoie-Sud)     | AVL 7 29 CN3 RGTR 223 412 413 414 423 424 461 |
|  | • |  | Lycée Bouneweg                               | 49° 35′ 21″ N, 6° 08′ 21″ E | Luxembourg (Bonnevoie-Sud)     | AVL 2 3 5 23 29 CN3 CN8 RGTR 223 402 411 414 421 422 461 511 512 513 |
|  | • |  | Scillas                                      | 49° 34′ 58″ N, 6° 08′ 12″ E | Hesperange (Howald)            | |
|  | • |  | Howald Gare                                  | 49° 34′ 52″ N, 6° 07′ 57″ E | Hesperange (Howald)            | AVL 5 24 29 RGTR 302 461 501 621 801 802 |
|  | • |  | Lycée Vauban                                 | 49° 35′ 02″ N, 6° 07′ 30″ E | Luxembourg (Gasperich)         | AVL 5 24 29 |
|  | • |  | Waassertuerm                                 | 49° 34′ 49″ N, 6° 07′ 15″ E | Luxembourg (Gasperich)         | AVL 5 20 24 27 RGTR 306 |
|  | ■ |  | Stadion                                      | 49° 34′ 35″ N, 6° 06′ 43″ E | Luxembourg (Cessange)          | AVL 5 18 20 27 RGTR 404 455 456 504 603 604 605 606 607 608 609 611 612 621 655 |

Les stations en gras servent de départ ou de terminus à certaines missions.

### Aménagement des stations

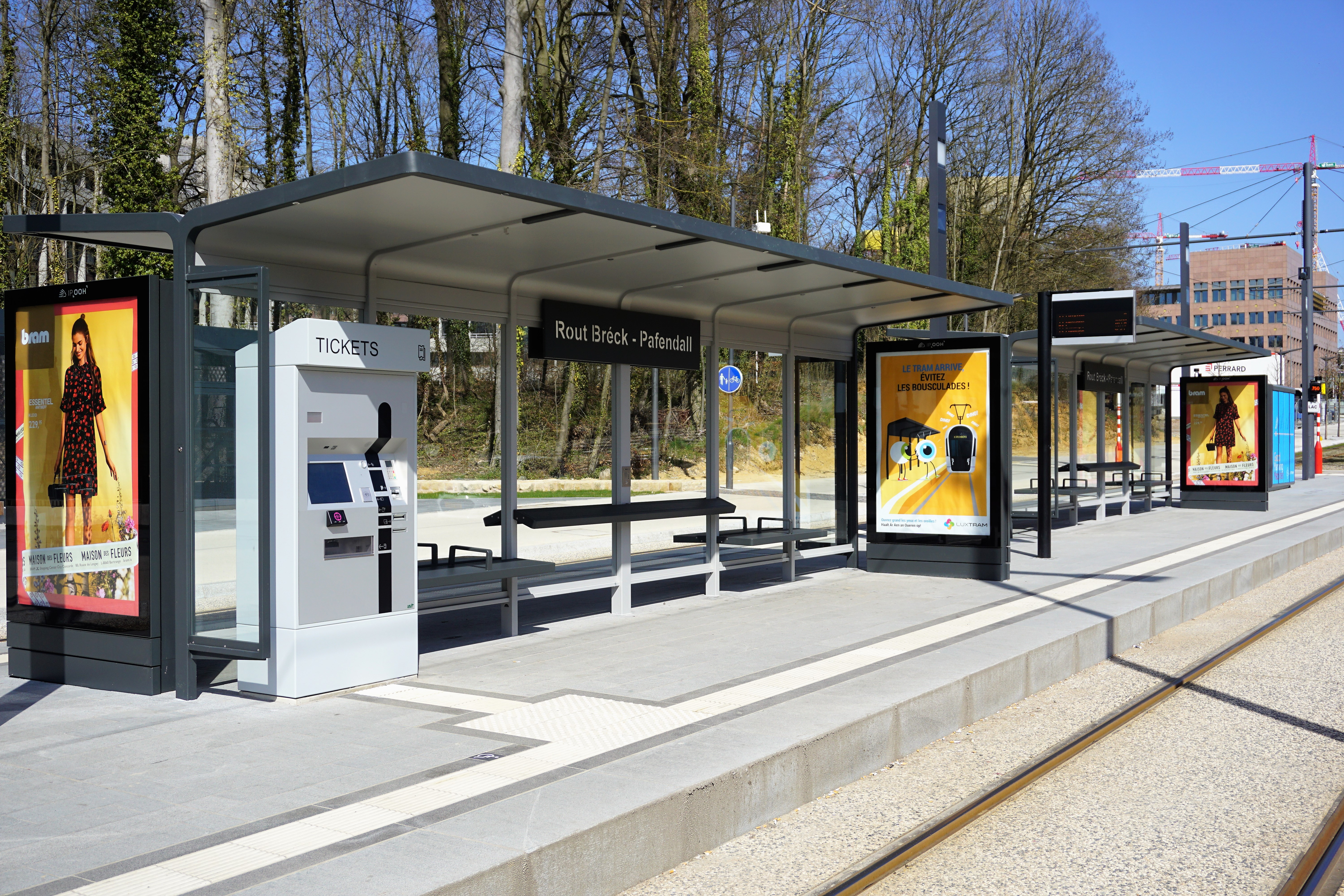
La station Rout Bréck – Pafendall, à quai central. Les distributeurs de tickets ont été supprimés en 2020.

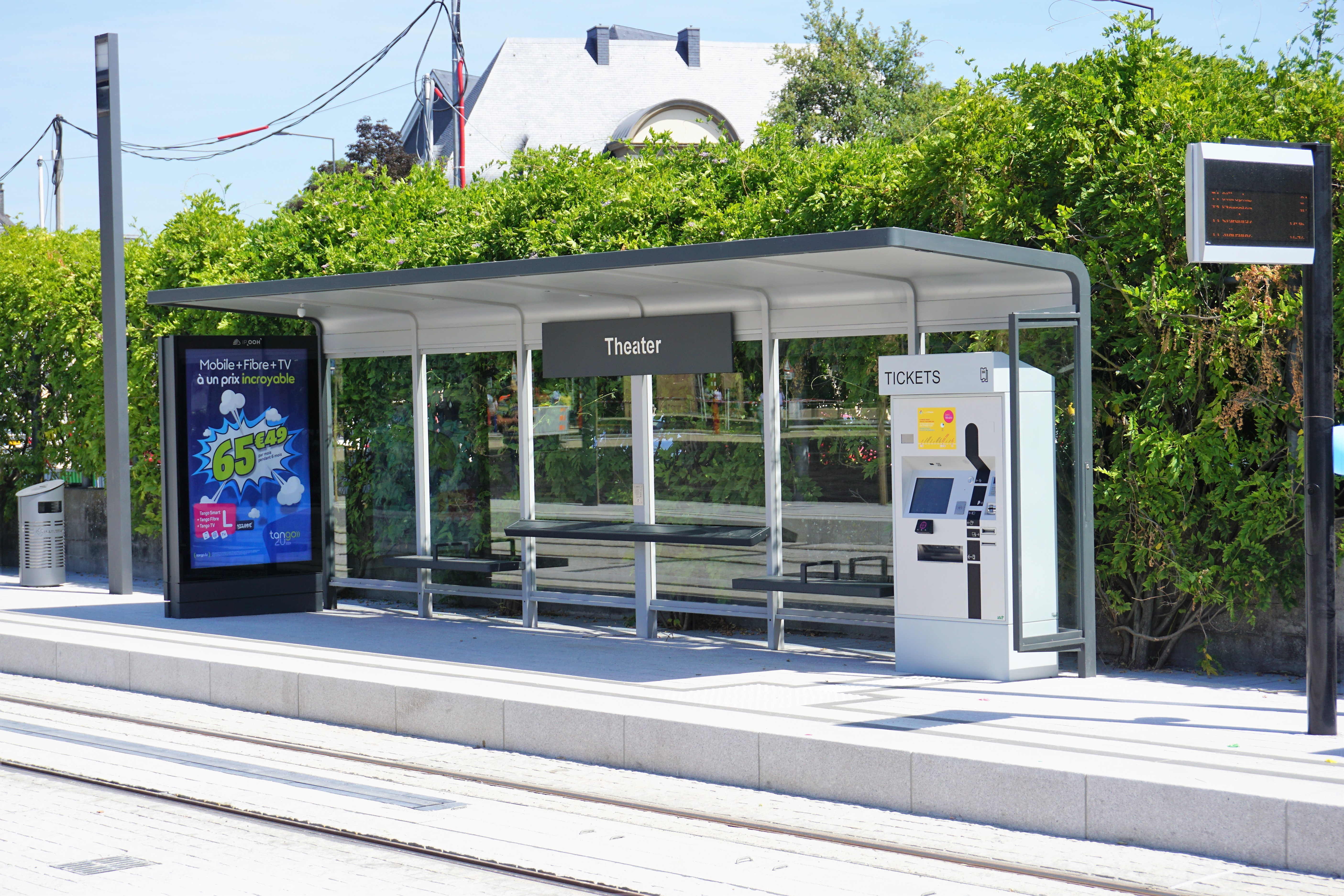
La station Theater, à quais latéraux.

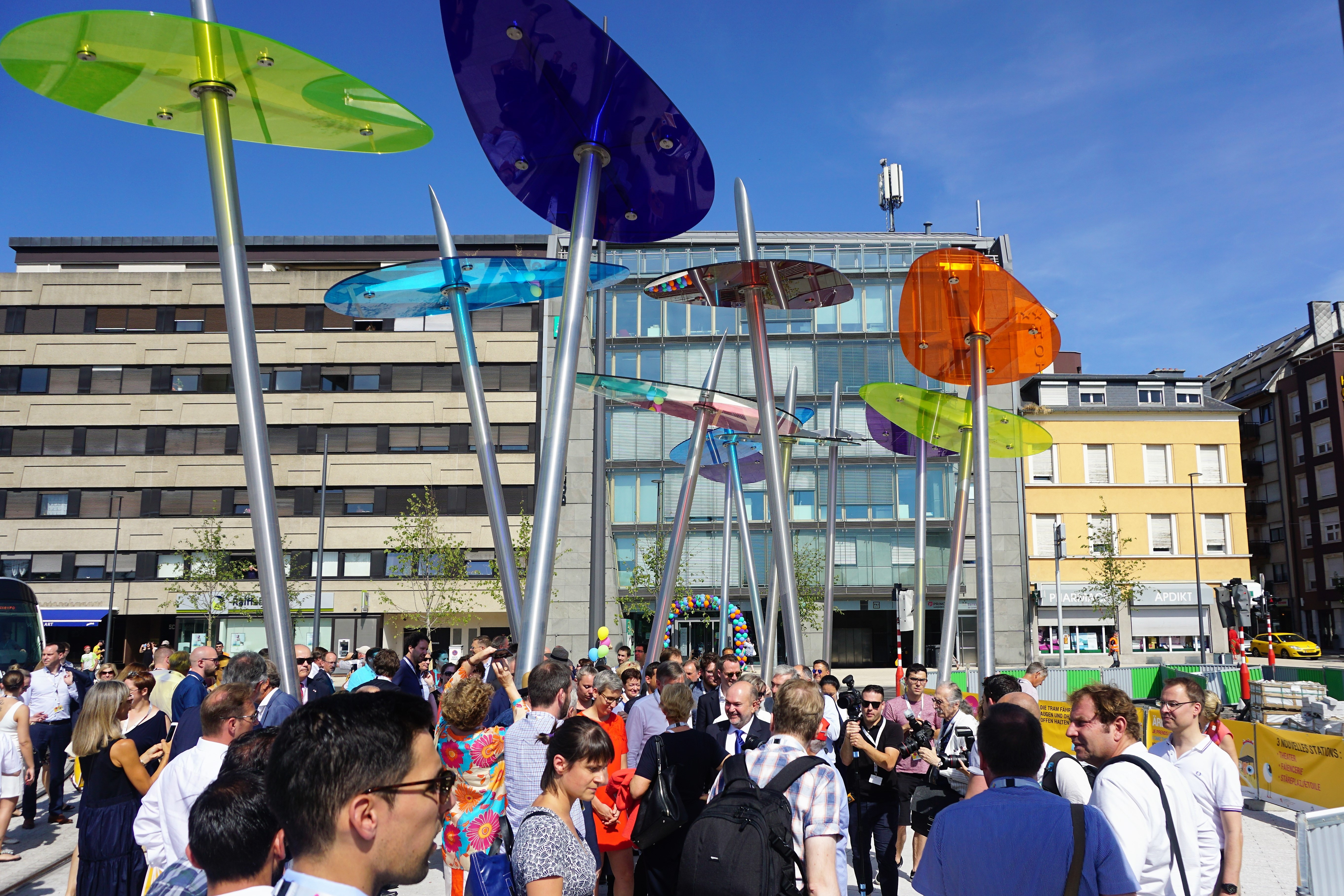
La foule au pied de l'œuvre de Michel Leonardi à la station Theater.

Toutes les stations sont équipées de bornes d'informations aux voyageurs, donnant le temps d'attente et les perturbations en cours. Elles sont toutes accessibles aux personnes à mobilité réduite (PMR), y compris aux utilisateurs de fauteuil roulant. Elles possèdent majoritairement des quais latéraux de 52 mètres de long placés face à face — les rames mesurent 45 mètres de long, mais les quais ont été conçus de façon à anticiper un éventuel rallongement de celles-ci —, parmi les exceptions, on compte les stations Rout Bréck  – Pafendall et Stäreplaz / Étoile qui sont équipées d'un unique quai en position centrale. Les stations Rout Bréck et Luxexpo possèdent chacune un parking à vélo sécurisé mBox de respectivement 46 et 16 places,.
Les abris des stations sont fournis par la société française MobilConcepts, dans le cadre d'un contrat de 2 millions d'euros. Dessinés par le designer Marc Aurel, ils sont de couleur gris acier, afin de s'intégrer au mieux dans l'environnement urbain. La gestion de la publicité et l'entretien est assuré par IP Luxembourg Broadcasting Center Europe, une filiale de RTL Group, pendant 10 ans. Initialement, un concours d'architecte international a été organisé en février 2009, afin de choisir un ensemble de mobilier (abris, arceaux à vélos, poubelles, etc.) sur mesure à l'issue duquel le projet du cabinet londonien Lifschutz Davidson Sandilands Island Studios l'avait emporté,. Finalement, le mobilier sur mesure a été abandonné en juillet 2016 au profit de l'acquisition de mobilier standard, afin notamment d'harmoniser le mobilier du tramway avec le mobilier urbain existant.
Certaines stations telles que Luxexpo disposent d'aménagements spécifiques comme un auvent de 60 m de long et 15 m de large, pesant 95 tonnes d'acier et 25 tonnes de verres, créé par le paysagiste Peter Latz et décoré par la graphiste Julie Conrad. À la station Theater, l'artiste Michel Leonardi a installé des totems constitués d'un mat en métal surmontés d'une sorte de toit coloré et translucide dont la couleur est projetée au sol quand les rayons du soleil les éclairent ; ce projet, similaire à celui installé en Belgique au carrefour du pont d'Avroy à Liège, est critiqué sur les réseaux sociaux notamment, où des internautes les comparent à des piques à apéritifs ou aux mini-parasols des verres à cocktails.
Les noms définitifs de 11 stations, officialisés en février 2017, font référence de façon générale aux lieux ou aux rues à proximité desservis par les stations et sont en luxembourgeois et/ou en français selon les stations. En avril 2021, c'est au tour des sept stations au sud de la gare de voir leurs noms définitifs révélés, toujours selon les mêmes principes de nommage.
À bord des rames, chaque station est annoncée par un jingle qui lui est propre. Les jingles ont été réalisés par le pianiste de jazz luxembourgeois Michel Reis (en) : chacun dure 15 secondes, sauf aux terminus, et compte quatre variations qui dépendent de la direction et du tramway,. Le nom de la station y est répété deux fois, et les voix sont également propres aux stations ; les noms des arrêts sur le tronçon Luxexpo-Rout Bréck sont lus par des employés de Luxtram, ceux de la Ville-Haute par des membres du conseil communal (dont la bourgmestre Lydie Polfer pour l'arrêt Hamilius), et le ministre de la Mobilité François Bausch a prêté sa voix pour l'arrêt Gare centrale. Les distributeurs de tickets ont été supprimés à partir de mars 2020 lors de l'instauration de la gratuité nationale des transports. Au printemps 2021, stations et rames sont équipées de distributeurs de gel hydroalcoolique, avec pas moins de quatre distributeurs par rame dans le but d'inciter les voyageurs à revenir utiliser les transports en commun malgré la pandémie de Covid-19.
- Annonce sonore de la station Luxexpo.
- Annonce sonore de la station Alphonse Weicker.
- Annonce sonore de la station Rout Bréck - Pafendall, avant le prolongement à Stäreplaz / Étoile.

## Exploitation

Logo de l'exploitant Luxtram, qui figure sur les flancs des rames.

La ligne T1, exploitée par Luxtram, fonctionne de 4 h 30 à 0 h 35 environ du lundi au vendredi, jusqu'à 0 h le samedi et de 5 h 15 à 0 h 35 environ les dimanches et jours fériés. En raison de la proximité avec le dépôt, la première rame commence son service à Luxexpo à 4 h 30 (5 h 15 le dimanche) tandis que les derniers services partent de Gare Centrale à 0 h 35 (0 h le samedi) pour pouvoir rentrer au dépôt situé à l'autre extrémité de la ligne. L'exploitation de la ligne nécessitait à son ouverture six rames, en laissant donc trois en réserve. Avec le prolongement à la place de l'Étoile, l'exploitation nécessite huit rames en heures de pointe. L'amplitude horaire est élargie durant la Schueberfouer avec des tramways jusqu'à 1 h 30 du matin et même 2 h 30 les vendredis et samedis soir. L'amplitude peut être même élargie jusqu'à 3 h 30 du matin, comme pour la nuit des musées de Luxembourg organisée à la mi-octobre. Une fois la ligne en service jusqu'à la gare centrale, l'amplitude horaire sera poussée jusqu'à 1 h du matin afin d'assurer la correspondance avec les derniers trains.
Les rames circulent à la fréquence d'un passage toutes les quatre minutes entre 5 h 45 et 20 h, du lundi au vendredi, toutes les huit à quinze minutes le reste de la journée. Le samedi, elle est identique en journée à la fréquence appliquée en semaine sur la même tranche horaire et est de dix à quinze minutes le reste de la journée, cette dernière fréquence est aussi appliquée le dimanche.
Une fois la ligne achevée, la fréquence sera d'une rame toutes les 3 minutes en heures de pointe et toutes les 5 minutes en heures creuses. La vitesse commerciale est d'environ 20 km/h. En 2021, cette fréquence de trois minutes aura cours sur le tronçon Luxexpo-Lycée Bonnevoie, seule une rame sur deux ira à l'aéroport et au stade, soit une rame toutes les six minutes. Toujours à cette même date, la ligne complète sera parcourue en 40 minutes.
Durant la Schueberfouer, et à la demande des organisateurs à titre de compensation pour la réduction de 1 700 m2 de l'espace utilisable pour la fête foraine imputable au tramway, la ligne fonctionne en voie unique temporaire (VUT) entre les stations Theater et Faïencerie, soit 450 mètres à une vitesse réduite à 20 km/h au lieu du double sur ce tronçon en temps normal, la voie neutralisée étant occupée par les stands des camelots de la « fouer »,,. Dans la pratique, les conducteurs arrivant aux stations Faïencerie et Theater doivent demander le passage et un automate détermine si la VUT est libre ou pas ; la sécurité est renforcée par des agents de sécurité qui s'assurent notamment que les piétons respectent la signalisation.

### Matériel roulant

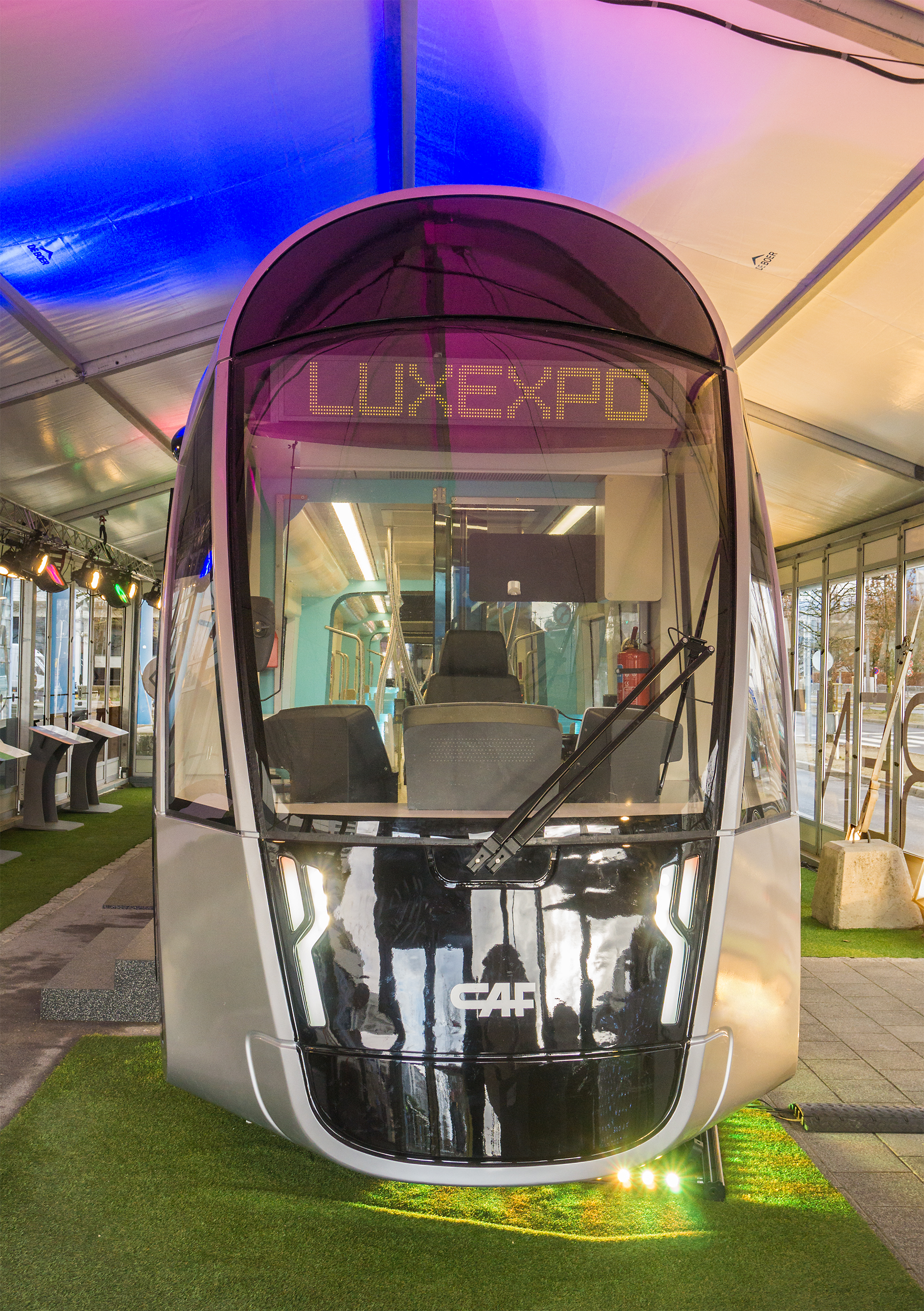
Vue de face de la maquette.

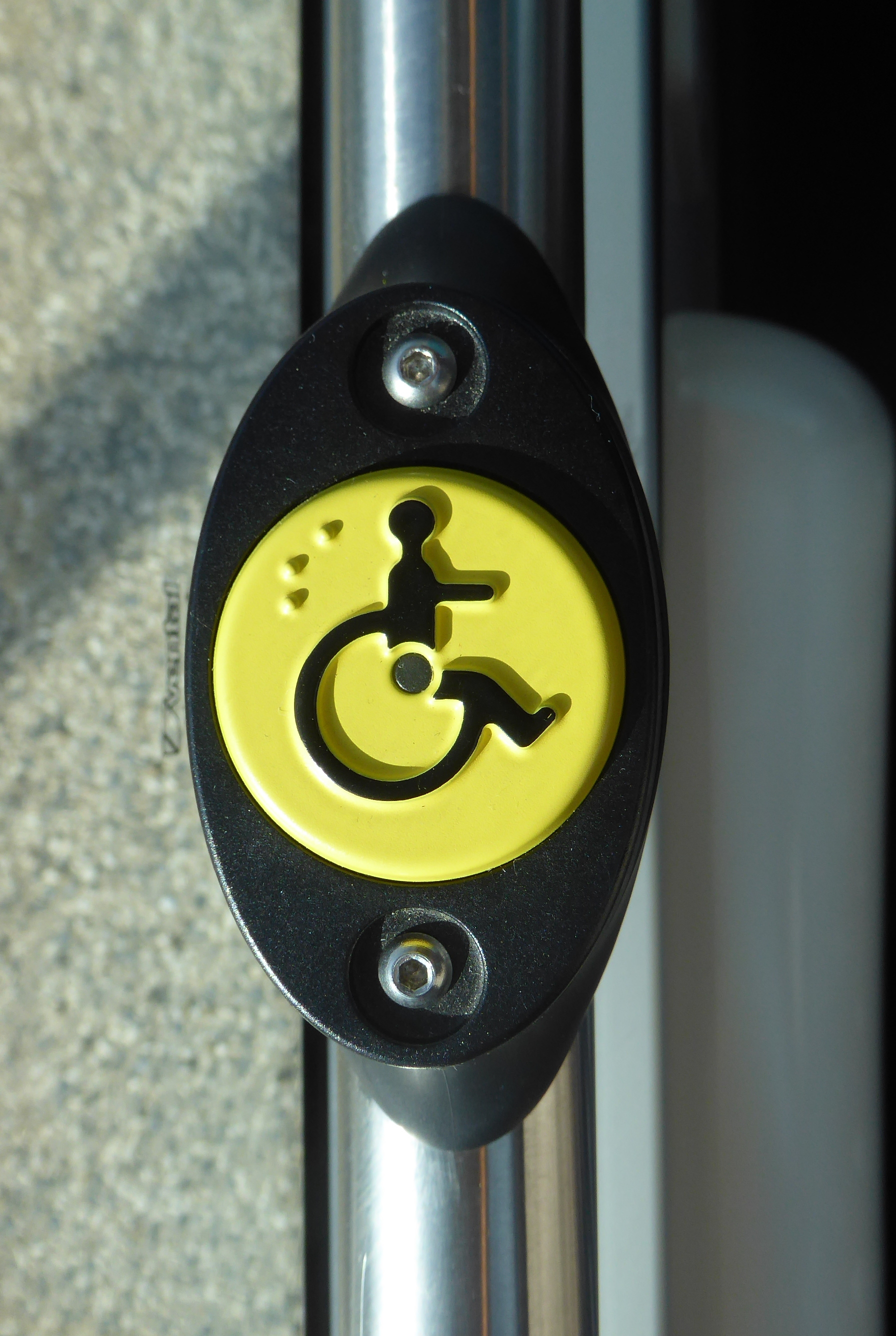
Le tramway est accessible aux personnes à mobilité réduite.

La ligne est équipée au total de 33 rames bidirectionnelles Urbos 3. Seules 9 furent livrées et utilisées fin 2017, la 10e fut livrée fin mars 2019. Elles sont construites par la société espagnole Construcciones y auxiliar de ferrocarriles (CAF) à Saragosse en Espagne ou à Bagnères-de-Bigorre en France pour au moins une rame, et numérotées à priori de 101 à 132,,. Chaque rame peut embarquer jusqu'à 422 personnes et peut atteindre une vitesse maximale de 70 km/h. 22 rames seront nécessaires quand la ligne fonctionnera entre Luxexpo et la gare centrale.
Le 18 mai 2015, CAF remporte l'appel d'offre face à Alstom et décroche ainsi un contrat de 83 millions d'euros portant sur la livraison ferme de 21 rames de 45 mètres de long (chaque rame pourra être rallongée de dix mètres si nécessaire) et 2,65 mètres de large pouvant transporter 450 personnes, ainsi que de plusieurs tranches conditionnelles qui porteront le parc à 32 rames au total,. Une rame supplémentaire est ensuite ajoutée à une date inconnue, portant le parc final à 33.
La principale particularité de ce matériel est qu'il doit franchir un tronçon de 3,6 km sans ligne aérienne de contact en centre-ville, grâce à des supercondensateurs du système Rapid Charge Accumulator ou Greentech Freedrive développé par la firme espagnole sur les réseaux de Saragosse et Séville : la recharge des batteries s'effectue par « biberonnage » en station en vingt secondes grâce à un système de charge intégré au sol qui ne se met en tension que lorsque la rame est arrêtée au-dessus et délivrant une tension très élevée, transmise à la rame par trois contacteurs qui s'abaissent pour toucher le rail, et une autonomie maximale de 4 km bien qu'en pratique les rames rechargeront à chaque station ; le système intègre une résistance qui fait fondre la neige en hiver, afin de maintenir le contact électrique,,,. Les rames disposent de la climatisation, de ports USB et d'une sonnette d'avertissement pour les piétions, le « Ding, ding », qui est identique à celle de l'ancien tramway.
Le design spécifique des rames est l'œuvre du designer Eric Rhinn avec l'agence Avant-première et des artistes Michel Léonardi et Isabelle Corten pour l'éclairage nocturne coloré des portes, qui diffère d'une caisse à l'autre, en collaboration avec le constructeur ; Eric Rhinn a précédemment travaillé sur le design des rames du tramway de Besançon en France, qui sont aussi des CAF Urbos,. Ce design a été conçu de façon à respecter l'architecture des différents quartiers de la ville. La maquette à l'échelle 1:1 est présentée entre fin 2015 et début 2016 au grand public,. Elle a permis aux habitants de découvrir les aménagements intérieurs et de pouvoir les adapter sur les futures rames en fonction des doléances (sièges, emplacement des barres de maintien, etc.).
La première rame est réceptionnée au Tramsschapp le 8 février 2017. Le reste de la série est livré progressivement à raison d'une rame par mois environ. Neuf rames sont utilisées à l'ouverture du premier tronçon fin 2017. RTL Télé Lëtzebuerg organise vers mars 2017 un vote pour trouver un surnom au tramway, à l'issue duquel Siggi est choisi. Douze rames supplémentaires sont livrées en 2019, en vue de l'ouverture du tronçon jusqu'à la gare centrale. En octobre 2020, 27 rames sont livrées et opérationnelles, les six autres seront livrées entre octobre 2021 et décembre 2022.
La ligne possède aussi des véhicules de service, dont un Mercedes-Benz Unimog rail-route équipé d'une nacelle élévatrice, mais pouvant aussi remorquer une rame en panne, ainsi qu'un autre véhicule rail-route destiné au nettoyage des voies. L'exploitant Luxtram dispose aussi de camionnettes d'intervention rapide, dont au moins un Nissan e-NV200.
| Numéros   | Date de livraison                   |
| --------- | ----------------------------------- |
| 101       | février 2017                        |
| 102       | mars 2017                           |
| 103       | avril 2017                          |
| 104       | mai 2017                            |
| 105       | juillet 2017                        |
| 106       | août 2017                           |
| 107       | septembre 2017                      |
| 108       | octobre 2017                        |
| 109       | novembre 2017                       |
| 110       | mars 2019                           |
| 111       | mai 2019                            |
| 112       | juillet 2019                        |
| 113       | septembre 2019 ?                    |
| 114       | octobre 2019 ?                      |
| 115       | novembre 2019 ?                     |
| 116 à 127 | 2020                                |
| 128 à 133 | Entre octobre 2021 et décembre 2022 |

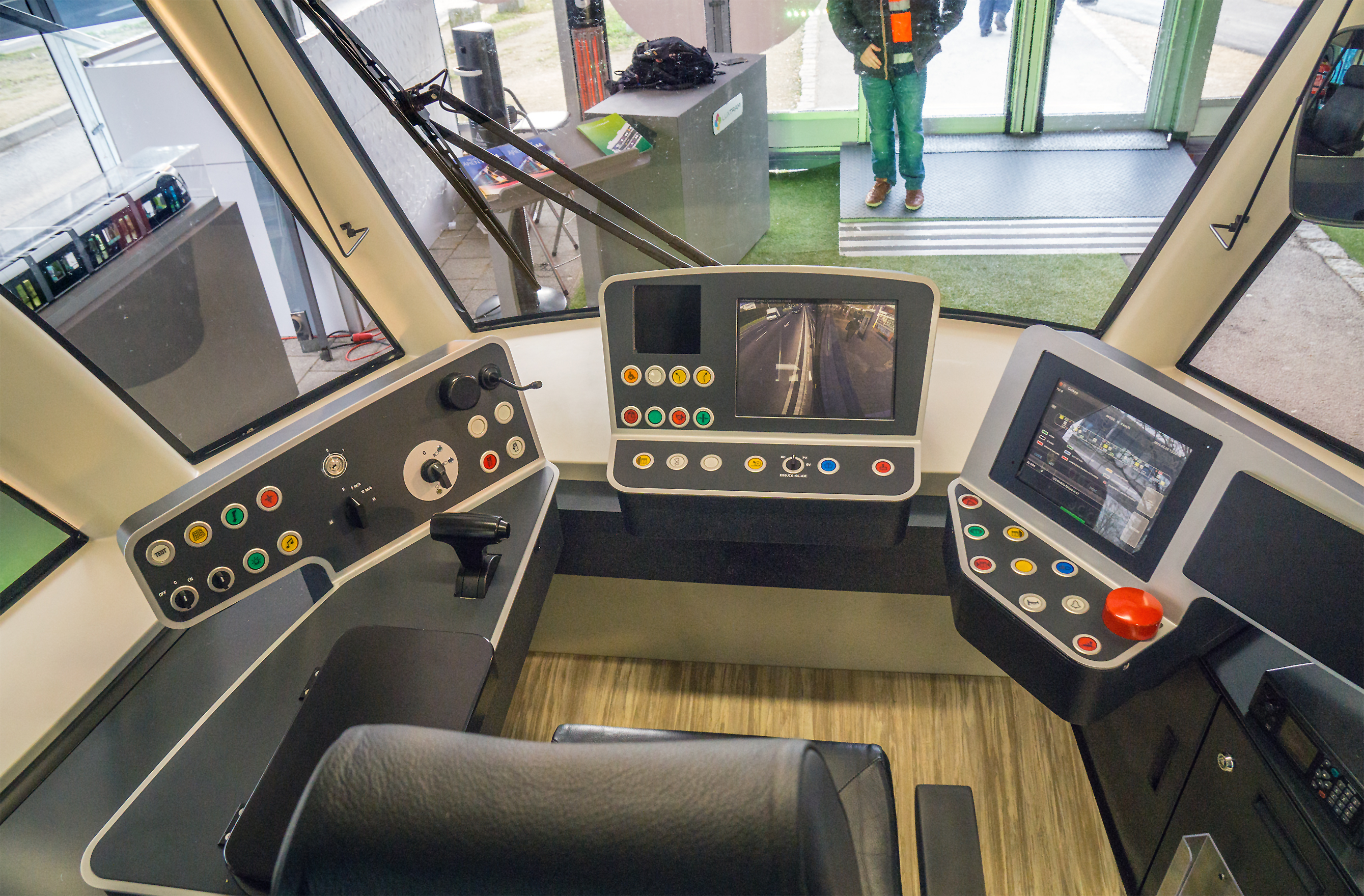
Poste de conduite de la maquette.
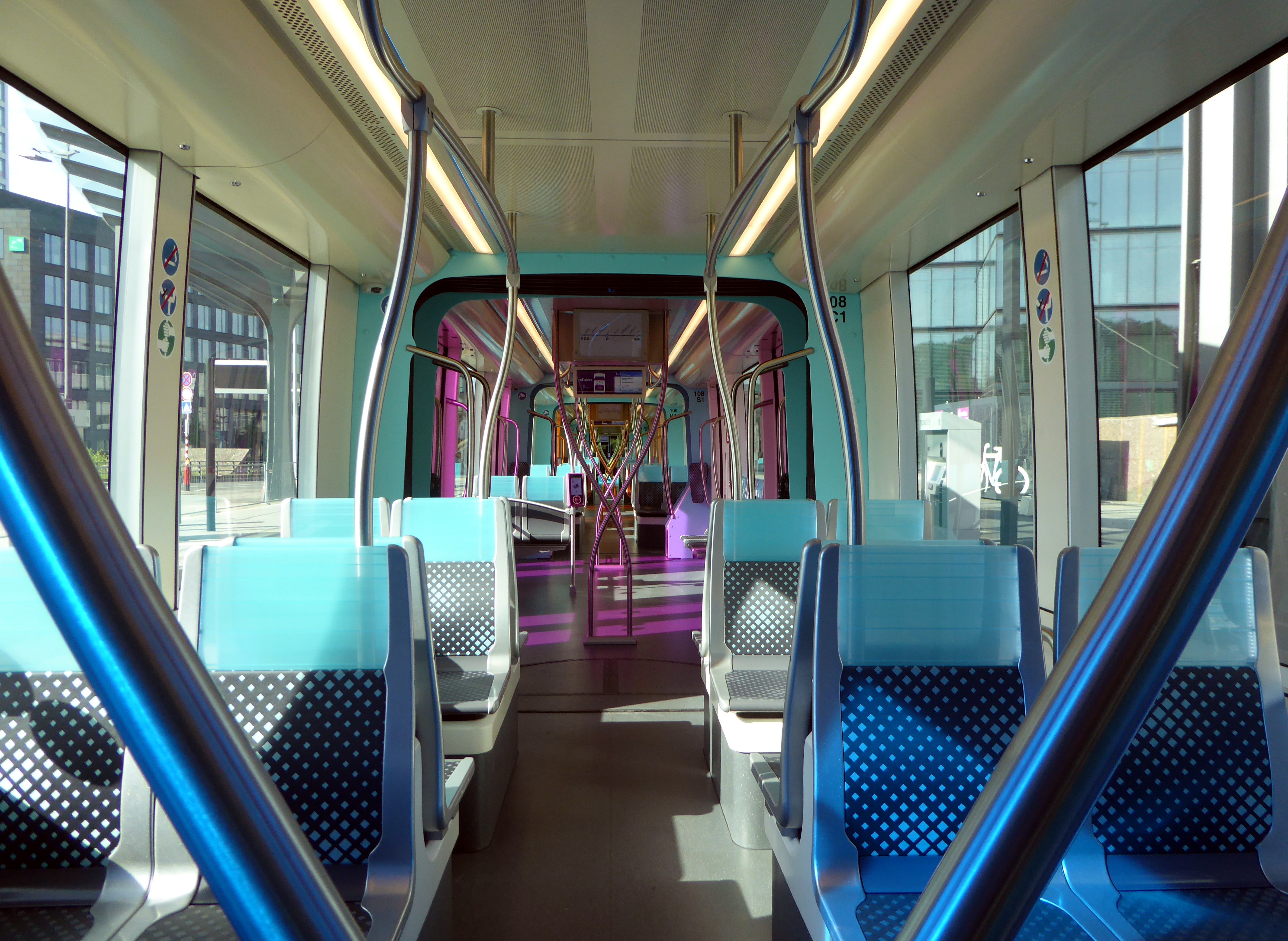
Intérieur d'une rame.
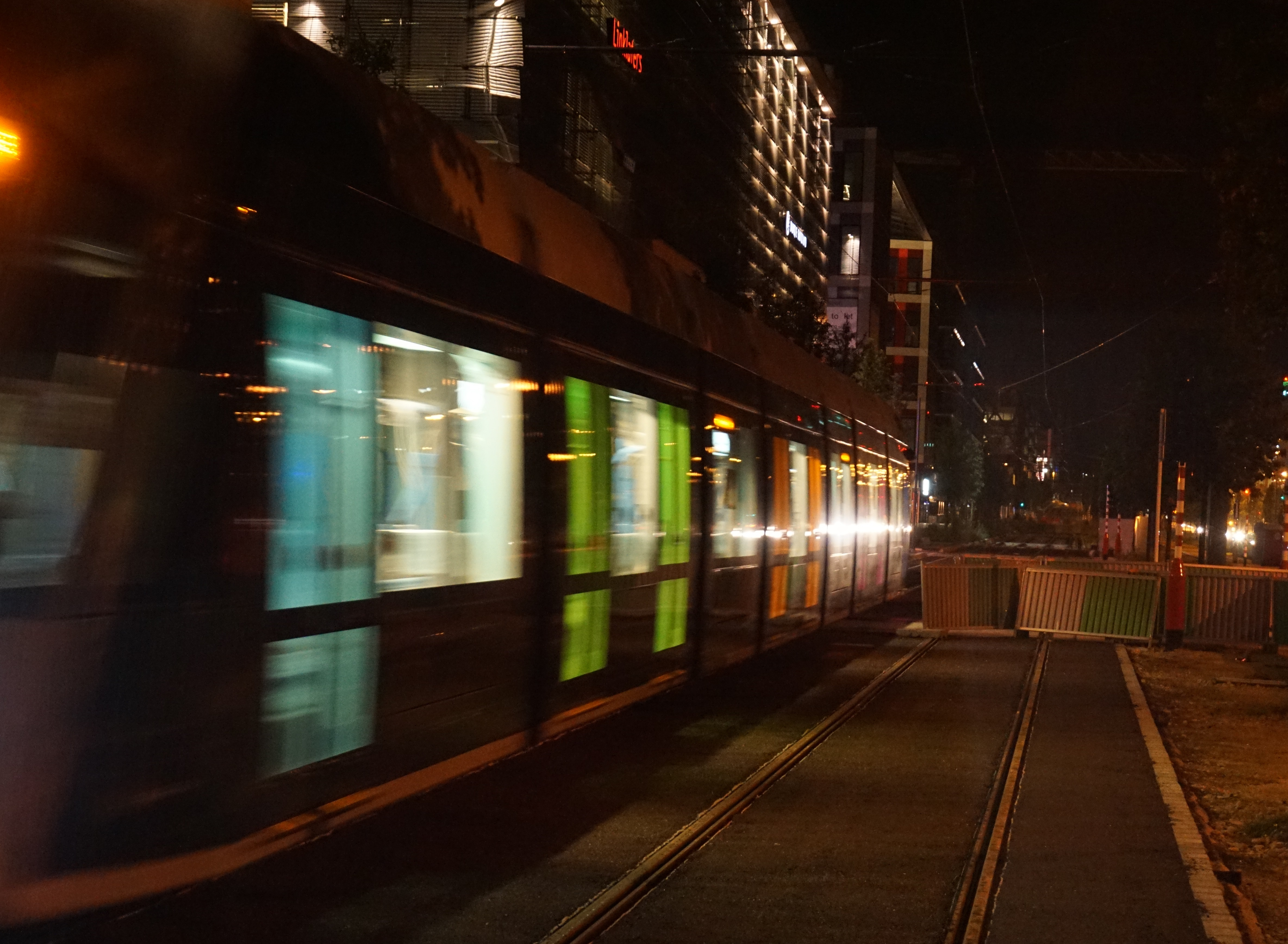
Aperçu de la signature lumineuse des portes.
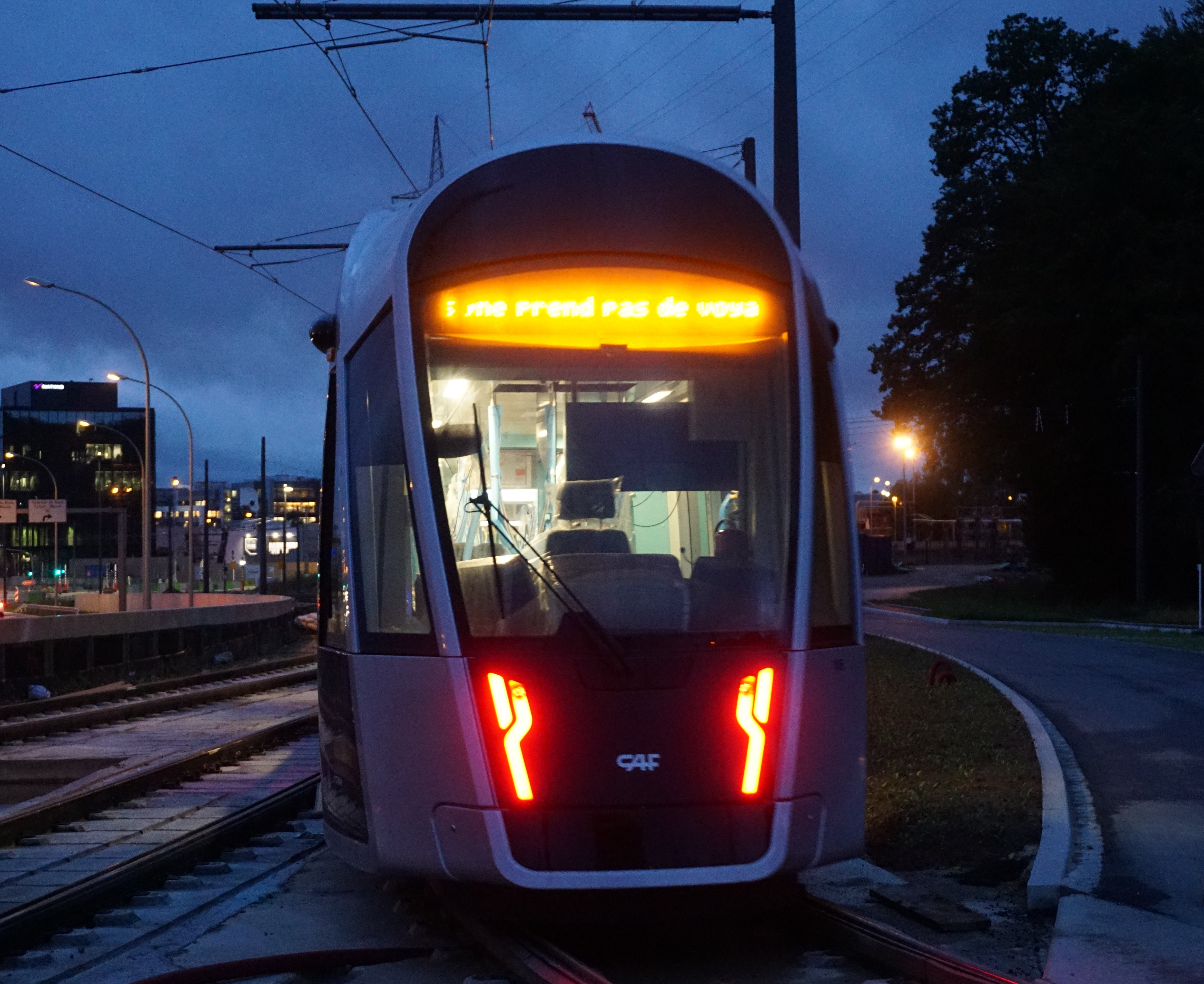
« L'arrière » d'une rame sortant du dépôt.
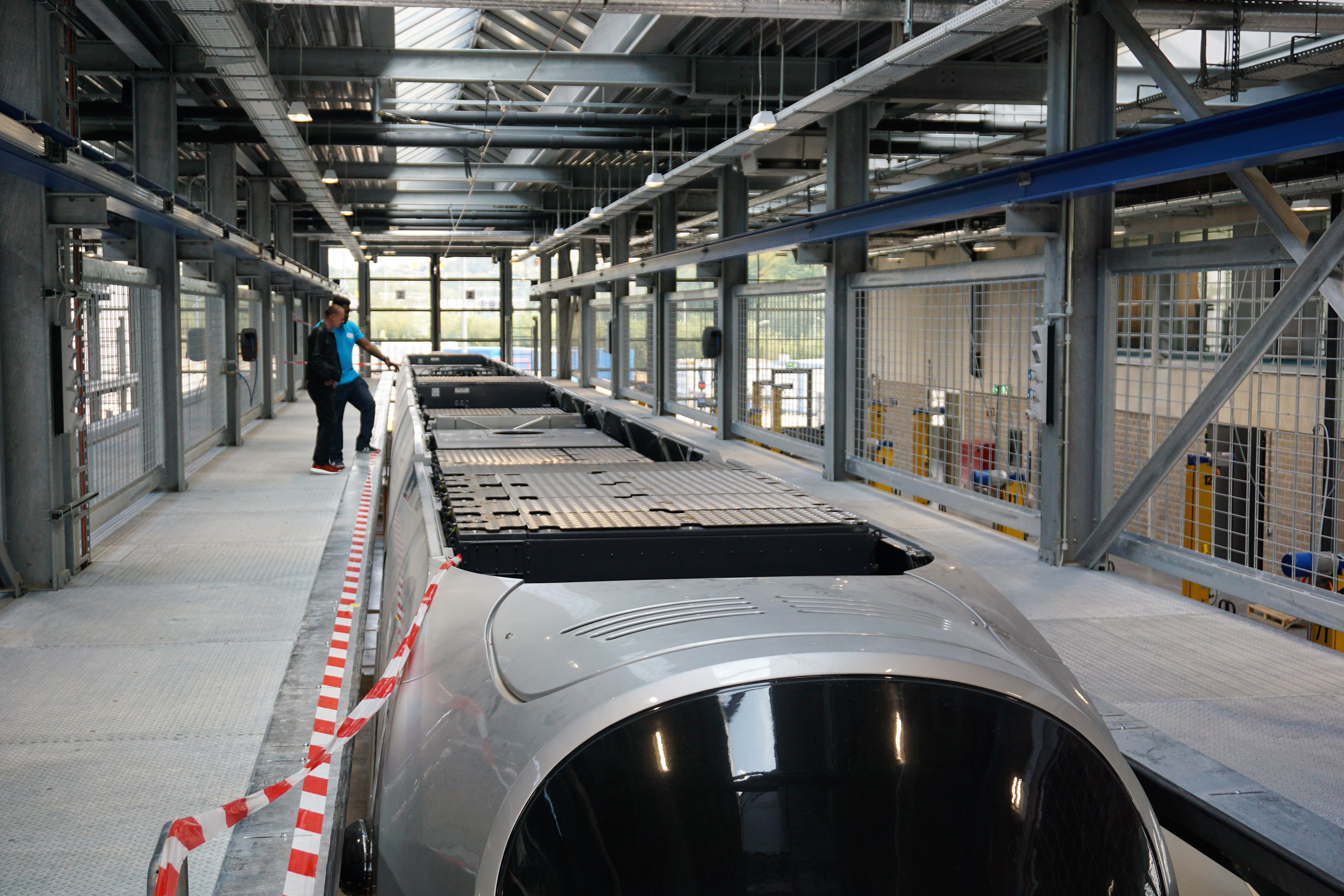
Détail de la toiture.

### Le Tramsschapp

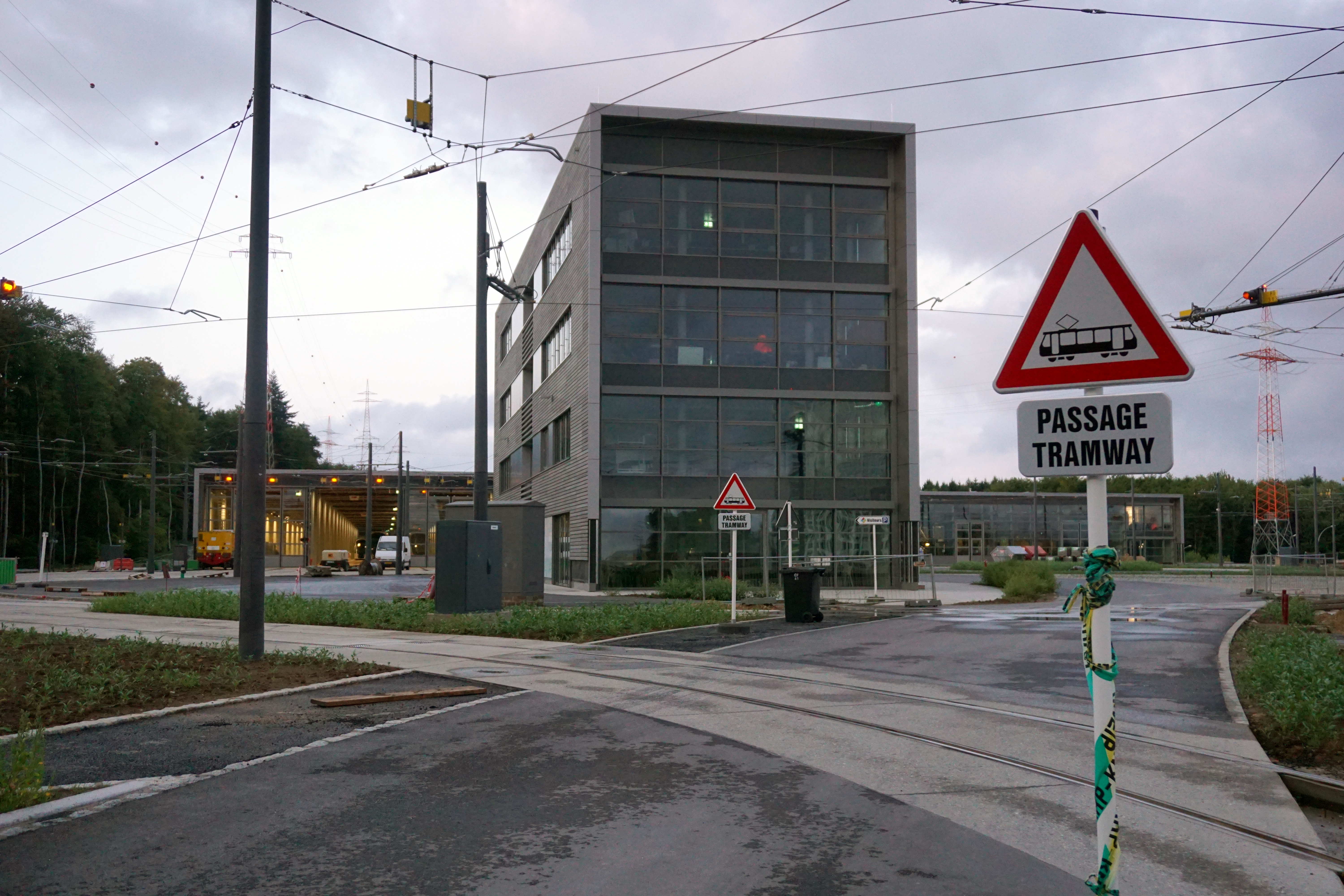
Vue d'ensemble du Tramsschapp avec au premier plan le bâtiment administratif et en arrière-plan le remisage couvert (à gauche) et les ateliers (à droite).

Les rames de la ligne sont entretenues au Centre de remisage et de maintenance (CRM), aussi nommé Tramsschapp ou Neien tramsschapp en luxembourgeois. Il est relié à la ligne au niveau du terminus nord Luxexpo au Kirchberg par un accès qui prend en compte la future extension de la ligne jusqu'à l'aéroport de Luxembourg-Findel.
Le Tramsschapp sert de remisage aux trente-trois rames de tramway que comptera la ligne une fois complétée en 2024,, de centre de maintenance et de poste de contrôle centralisé, sur un site occupant 3,3 ha (dont 1,39 ha pour les bâtiments) entre Luxexpo The Box et l'autoroute A1, à cheval sur les communes de Luxembourg et Niederanven, en bordure du Grünewald. Le complexe comprend trois bâtiments à la toiture végétalisée, équipés de panneaux solaires et aux façades recouvertes de bois non traité afin de s'intégrer au mieux dans la forêt voisine,,. Le premier bâtiment est le remisage couvert, constitué de huit voies calibrées pour des rames de 45 mètres de long,,. Le second bâtiment est l'atelier de maintenance, subdivisé en deux bâtiments, : le premier compte deux voies de service équipées de machines à laver (dont 75 % de l'eau utilisée est recyclée), qui permettent aussi l'inspection visuelle des rames et le remplissage de leurs sablières, et d'une voie équipée d'un tour en fosse pour les opérations d'inspection, de réparation ou encore le reprofilage (« réalésage ») des roues afin de limiter les risques pour la sécurité et les nuisances sonores ; le second accueille trois voies de maintenance sur pilotis pour accéder au-dessous et de passerelles d'accès à la toiture des rames et enfin une voie est équipée de vérins mobiles pour réaliser les échanges, le nettoyage et le remplacement des bogies. Enfin, le troisième bâtiment accueille les services administratifs, le poste de contrôle centralisé et le siège social de Luxtram, installé avant janvier 2017 avenue Émile-Reuter en centre-ville,,. L'ensemble, dont la construction a débuté en 2015, est opérationnel depuis le printemps 2017,.
Les 4 500 m2 de panneaux solaires installés sur le hall de remisage fournissent depuis 2020 l'électricité à 122 foyers ; cette installation a été conçue par Voltranovos (société née d'un partenariat entre Luxtram et Enovos) et l'électricité produite est injectée dans le réseau électrique opéré par Creos.

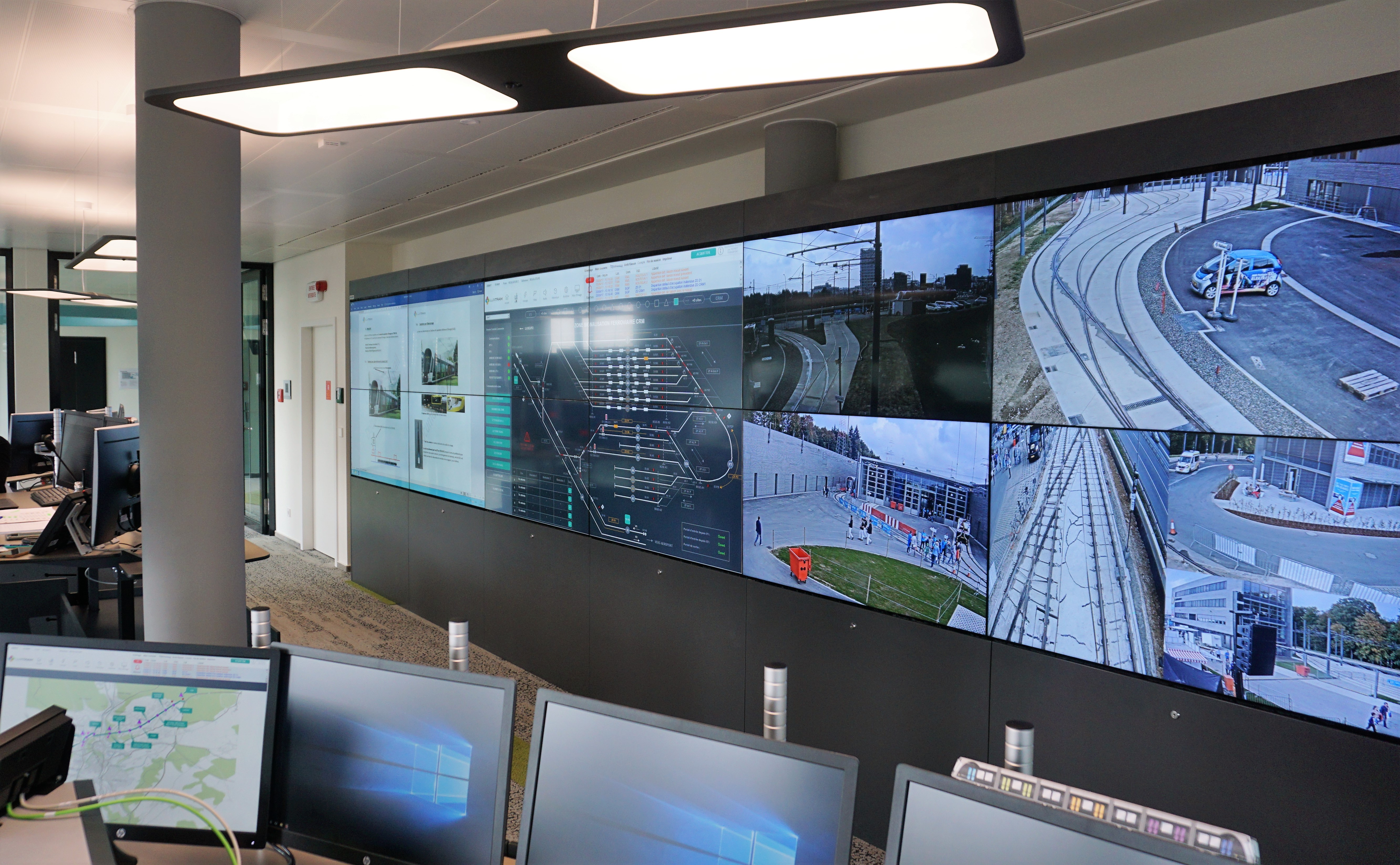
Les écrans du poste de commande centralisé.
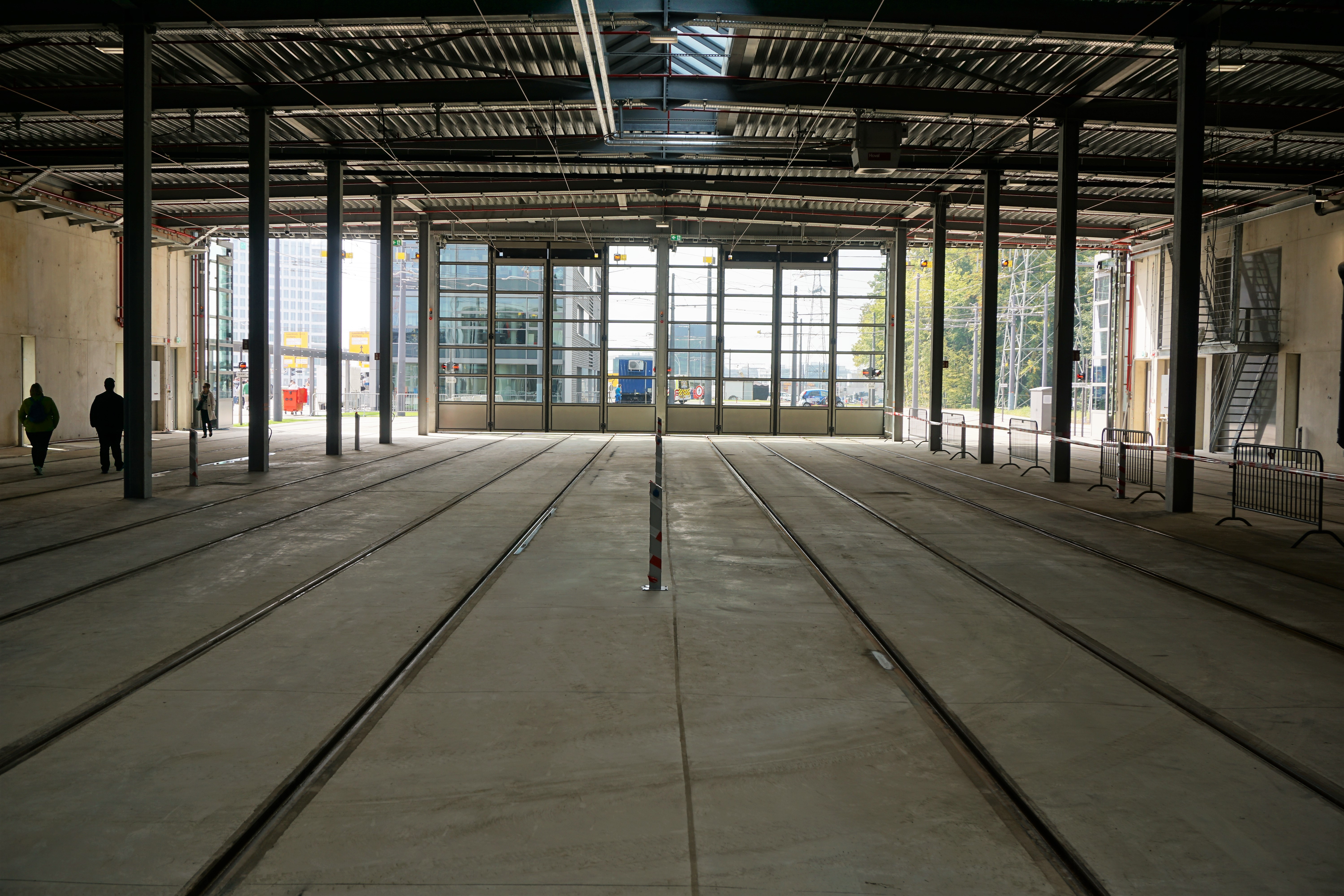
Le remisage couvert, vu de l'intérieur.
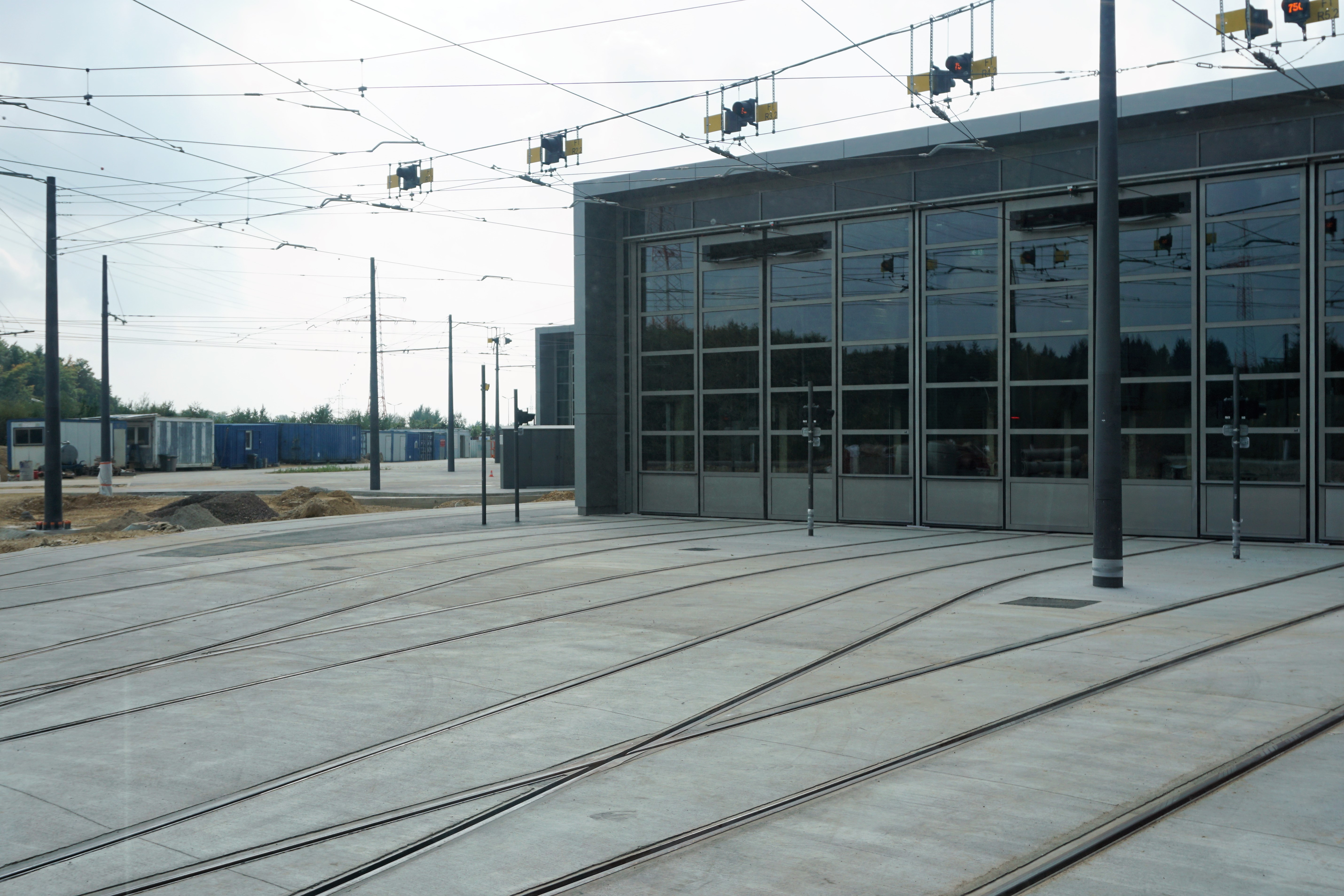
Le remisage couvert, vu de l'extérieur
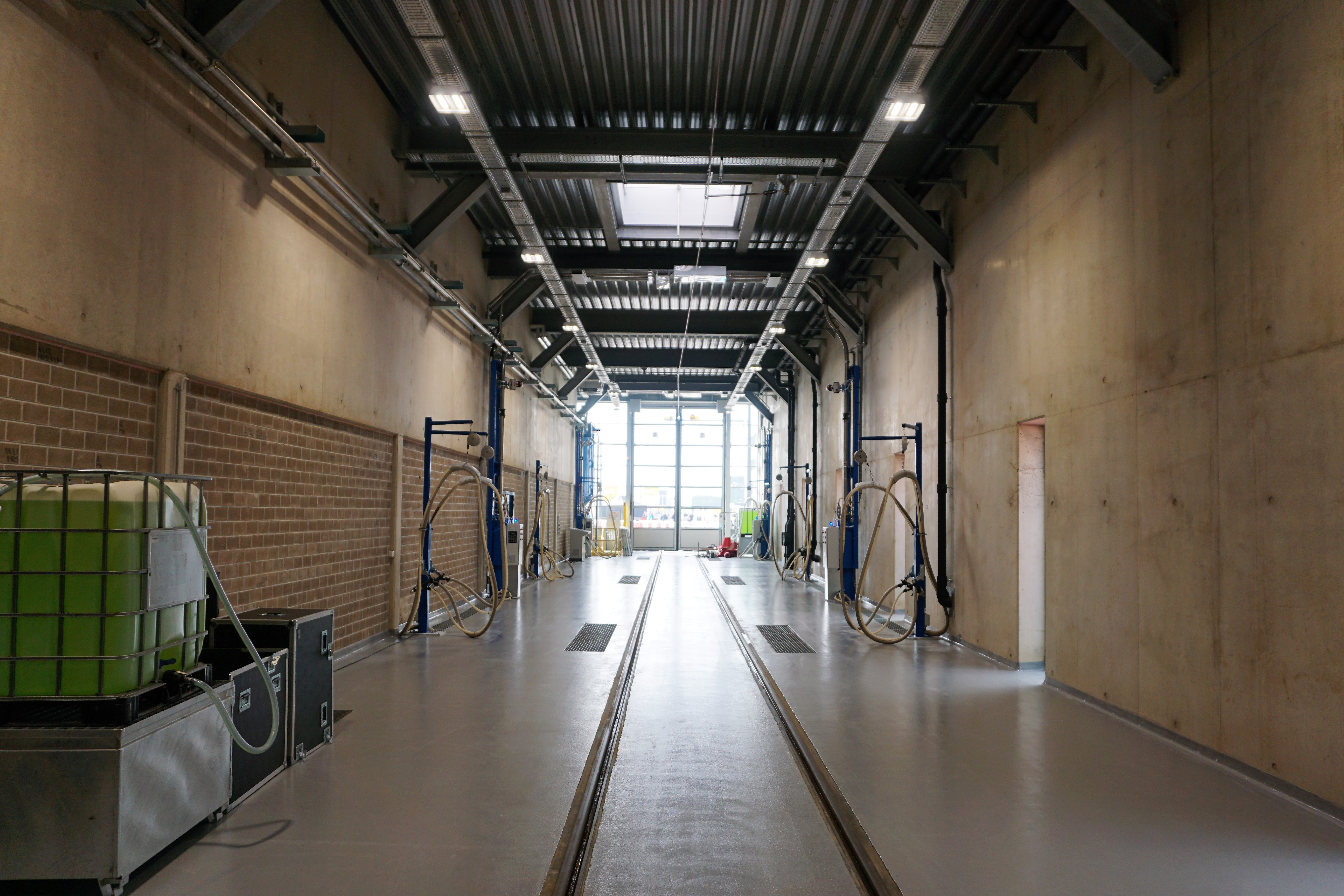
La station de remplissage des sablières.
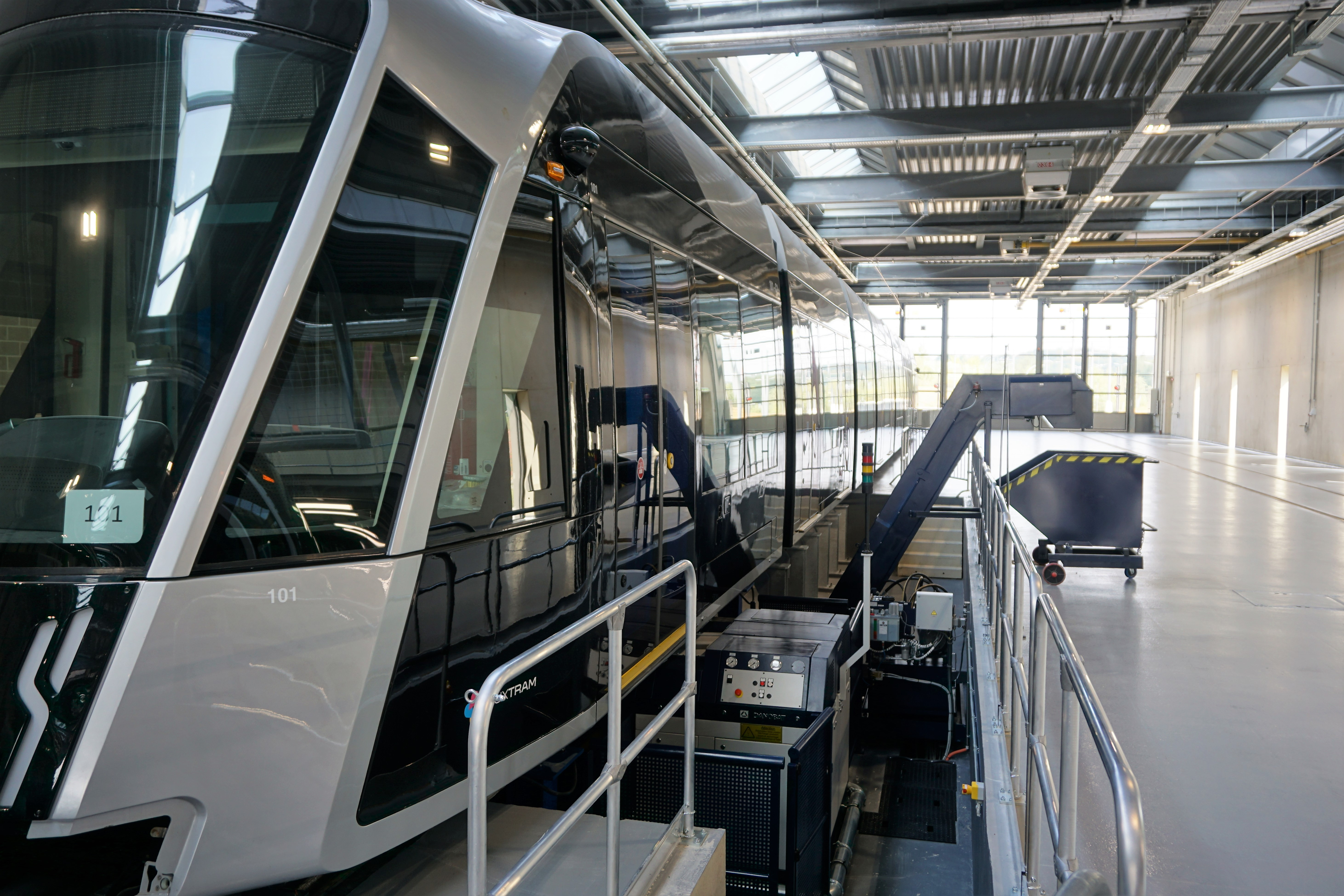
Une rame sur le tour en fosse.
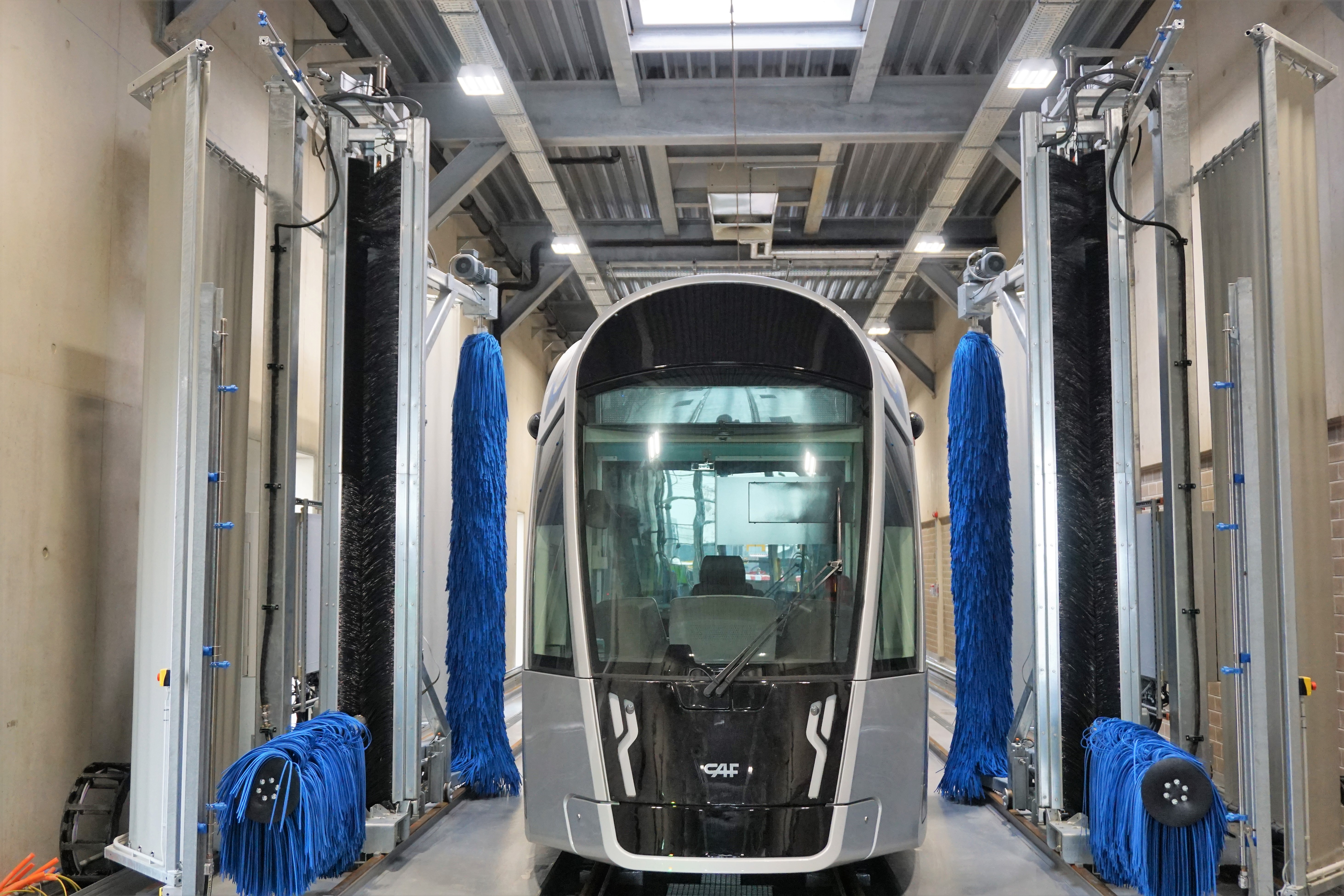
Le portique de lavage.
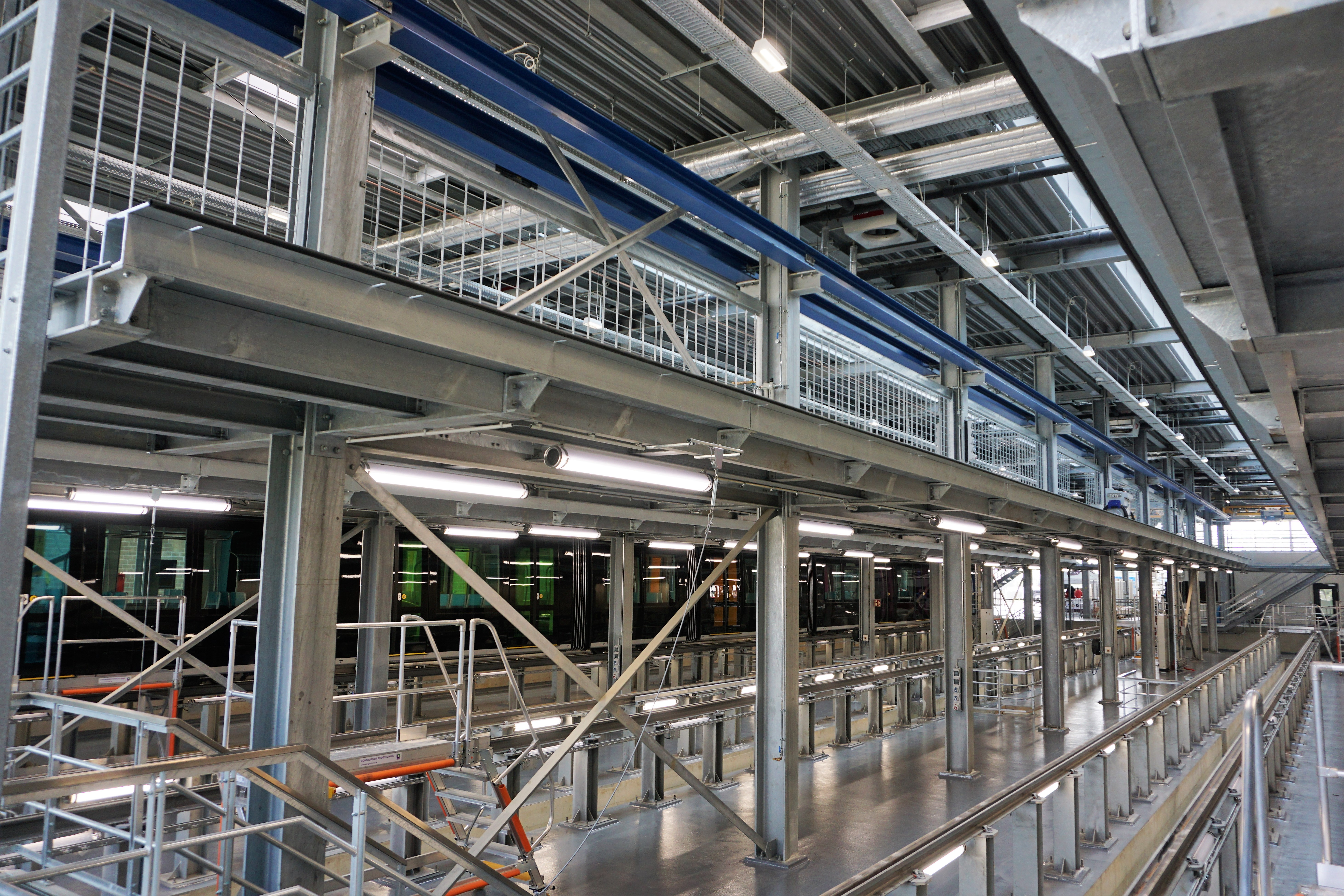
Les passerelles d'accès à la toiture des rames.
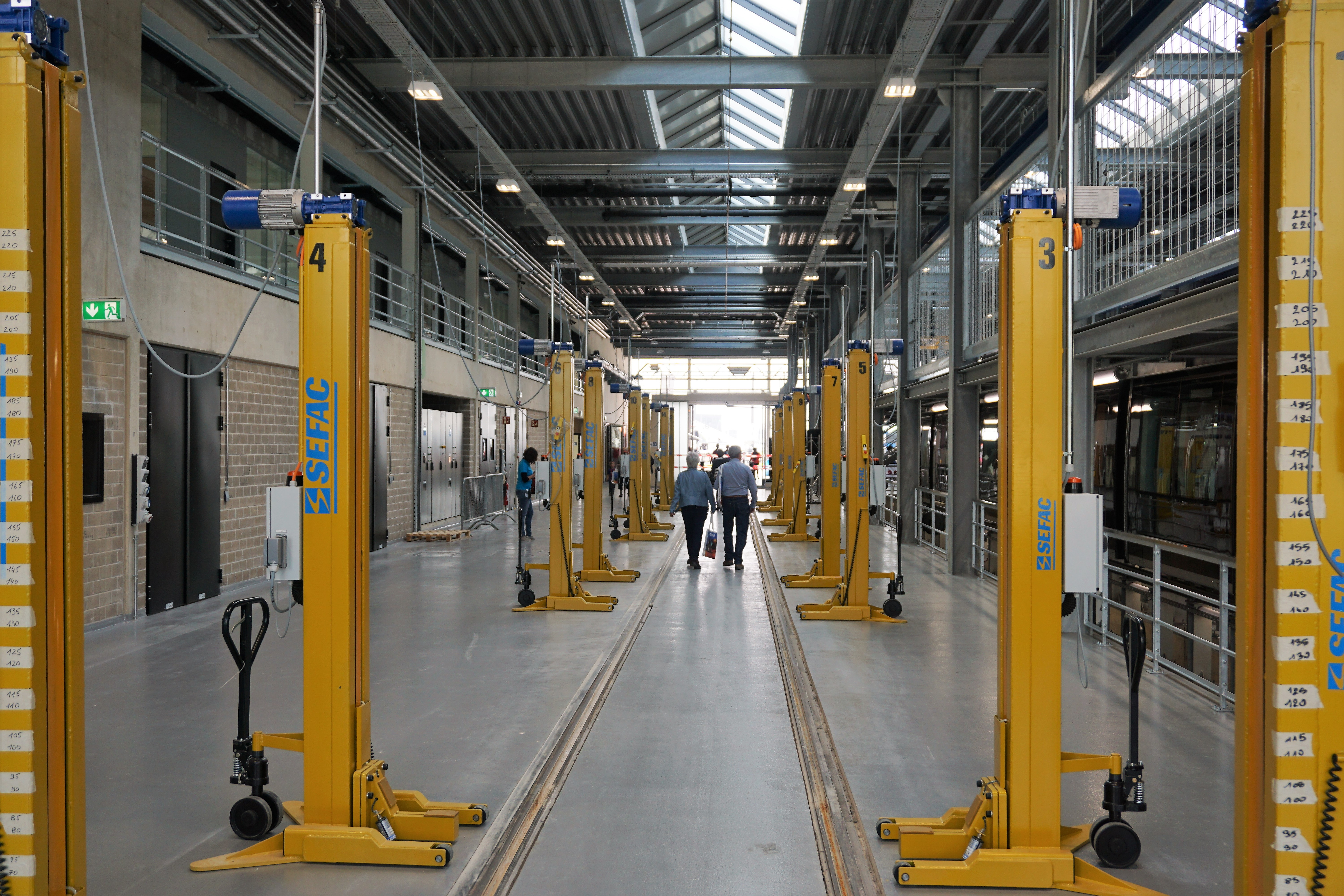
La station de levage.
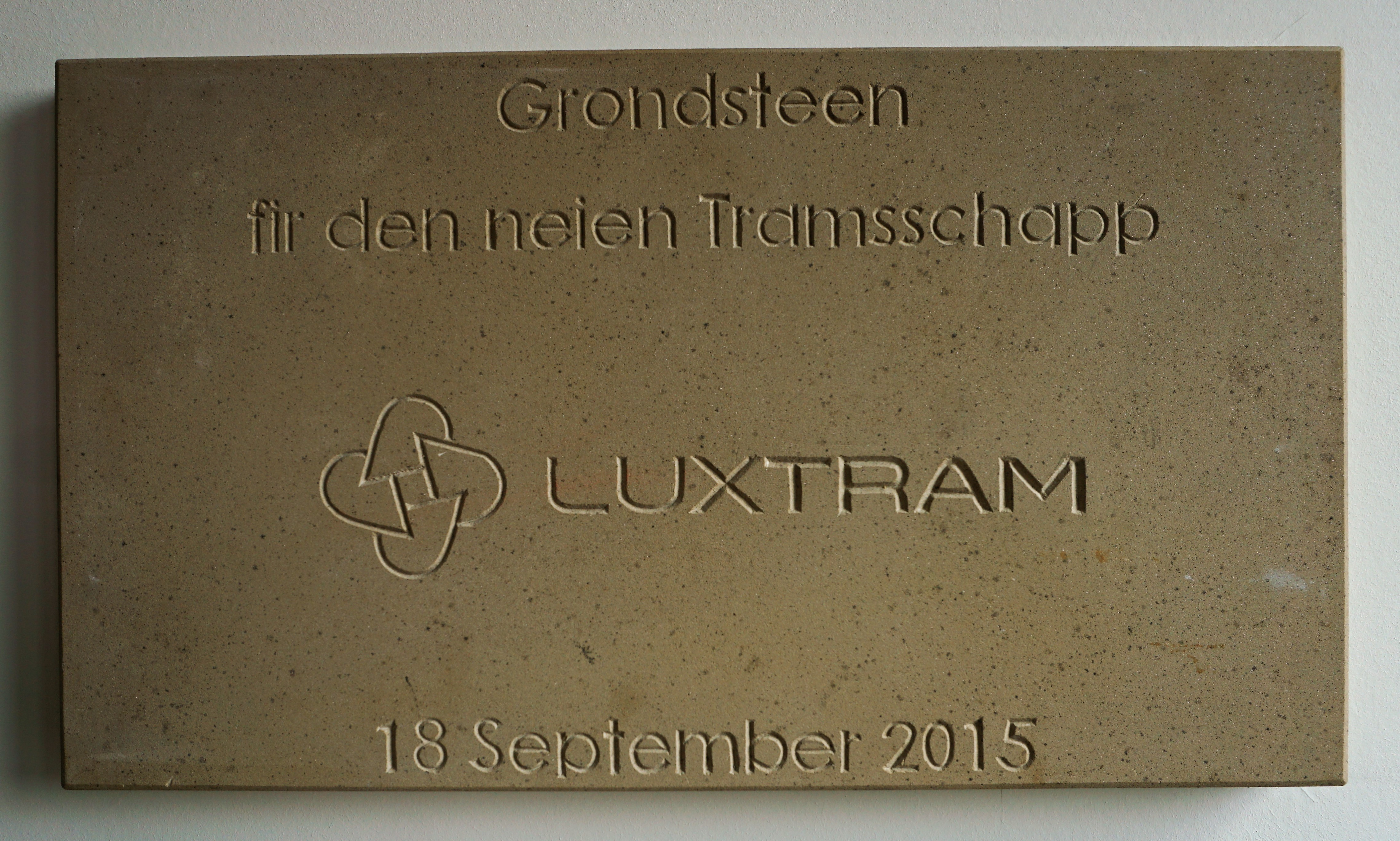
Plaque commémorative de la première pierre du Tramsschapp.

### Conduite et signalisation
La conduite sur la ligne s'effectue en « conduite à vue » : on ne trouve donc sur la ligne que des panneaux de limitation de vitesse, des signaux de protection d'itinéraires et des signaux protégeant le franchissement des carrefours.
Pour la signalisation lumineuse protégeant le franchissement des carrefours, le code de la route luxembourgeois défini par l'arrêté grand-ducal du 23 novembre 1955 et modifié à plusieurs reprises en précise le fonctionnement, qui est d'ailleurs le même que celui des feux routiers destinés aux voies pour autobus, constitués de feux de couleur blanche, :
- barre horizontale : arrêt absolu ;
- disque : annonce un changement de priorité, le conducteur doit s'arrêter sauf s'il est dans l'incapacité de le faire. C'est l'équivalent du feu orange ;
- barre verticale ou barre oblique (vers la gauche ou la droite) : voie libre vers la direction indiquée par la barre ;
- triangle pointant vers le bas : remplace la barre verticale dans le cas où la voie est libre mais que le conducteur doit laisser la priorité aux autres flux de circulation. Le tramway étant prioritaire, ce feu ne devrait a priori ne pas être utilisé ici.

Deux autres signaux, spécifiques à la conduite des tramways et constitués de lettres, inspirés de la signalisation des tramways en Allemagne (de), existent :
- A (Angemeldet en allemand) : Placé au-dessus de la barre horizontale le cas échéant, il indique la prise en compte de la rame par le système de priorité aux feux ;
- T (Türen schließen en allemand) : Placé entre les barres horizontale et verticale le cas échéant, à la place du disque, aux stations se trouvant immédiatement avant un carrefour, il indique au conducteur le moment idéal dans le cycle des feux pour fermer les portes.

Voie libre.
Changement de priorité. Si clignotant, signal en dérangement.
Arrêt.
Arrêt, tramway pris en compte par le système de priorité aux feux, ce dernier reste allumé quelques seconde après l'ouverture du signal.
Idem que précédemment + indication au conducteur du meilleur moment pour fermer les portes, ce dernier reste allumé quelques seconde après l'ouverture du signal.
Signal éteint, en dérangement.
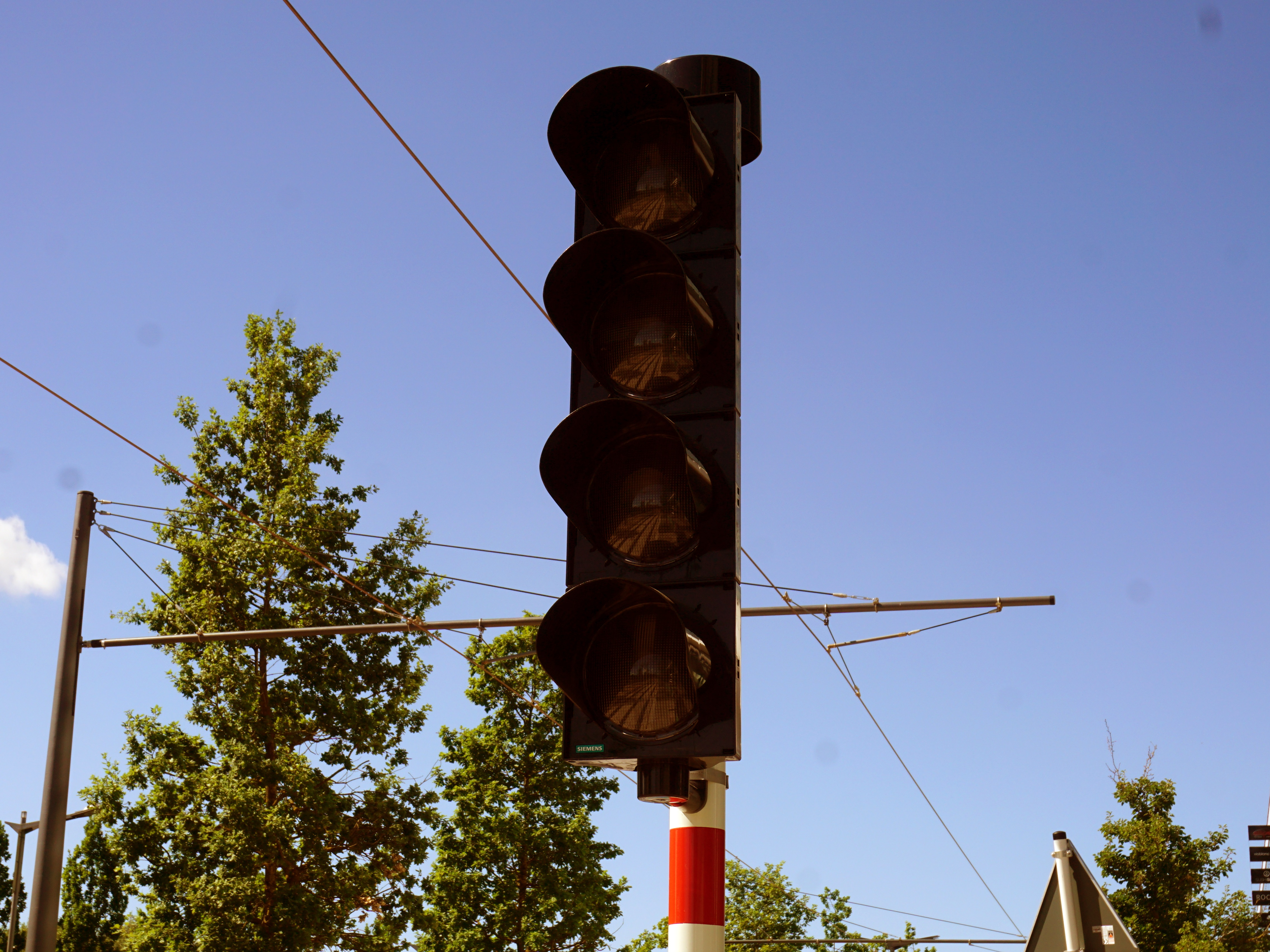
Signal lumineux.

Pour les signaux protégeant les aiguillages, les aspects sont les suivants : rouge pour le signal d'arrêt, vert pour la voie libre et orange pour la voie libre avec l'aiguille en position déviée. Ces signaux peuvent être complétés par un tableau indicateur lumineux permettant d'afficher une information complémentaire placé au-dessus et, en dessous, on retrouve la plaque d'identification du signal et un tableau de commande de l'aiguille.
Enfin les signaux lumineux indiquant la présence du courant dans la ligne aérienne de contact affichent un 750 jaune fixe si la ligne est alimentée et clignotant si la ligne n'est pas alimentée.

Voie libre, aiguille en position normale.
Voie libre, aiguille en position déviée à gauche.
Voie libre, aiguille en position déviée à droite.
Arrêt impératif.
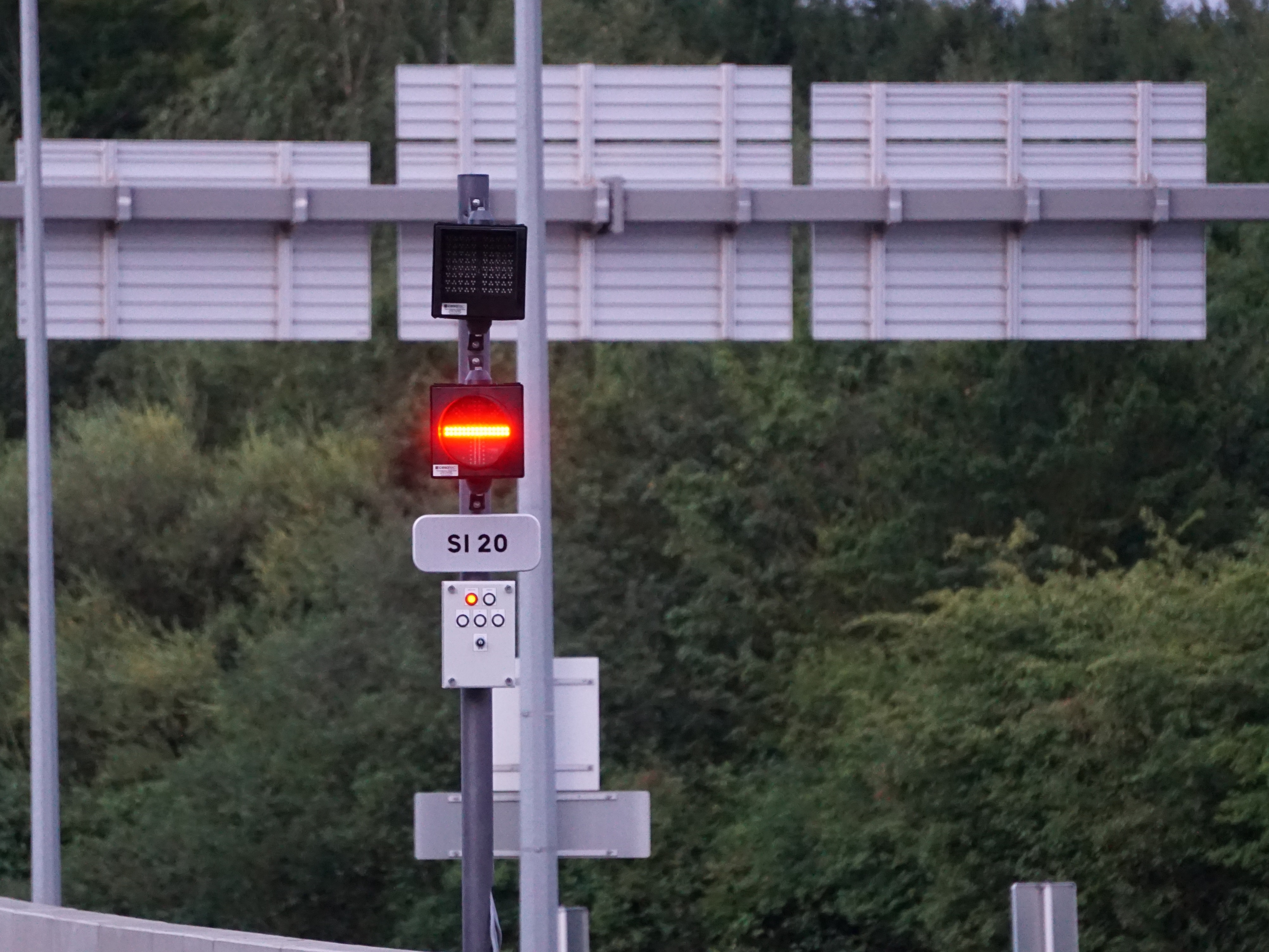
Signal de protection d'aiguille.
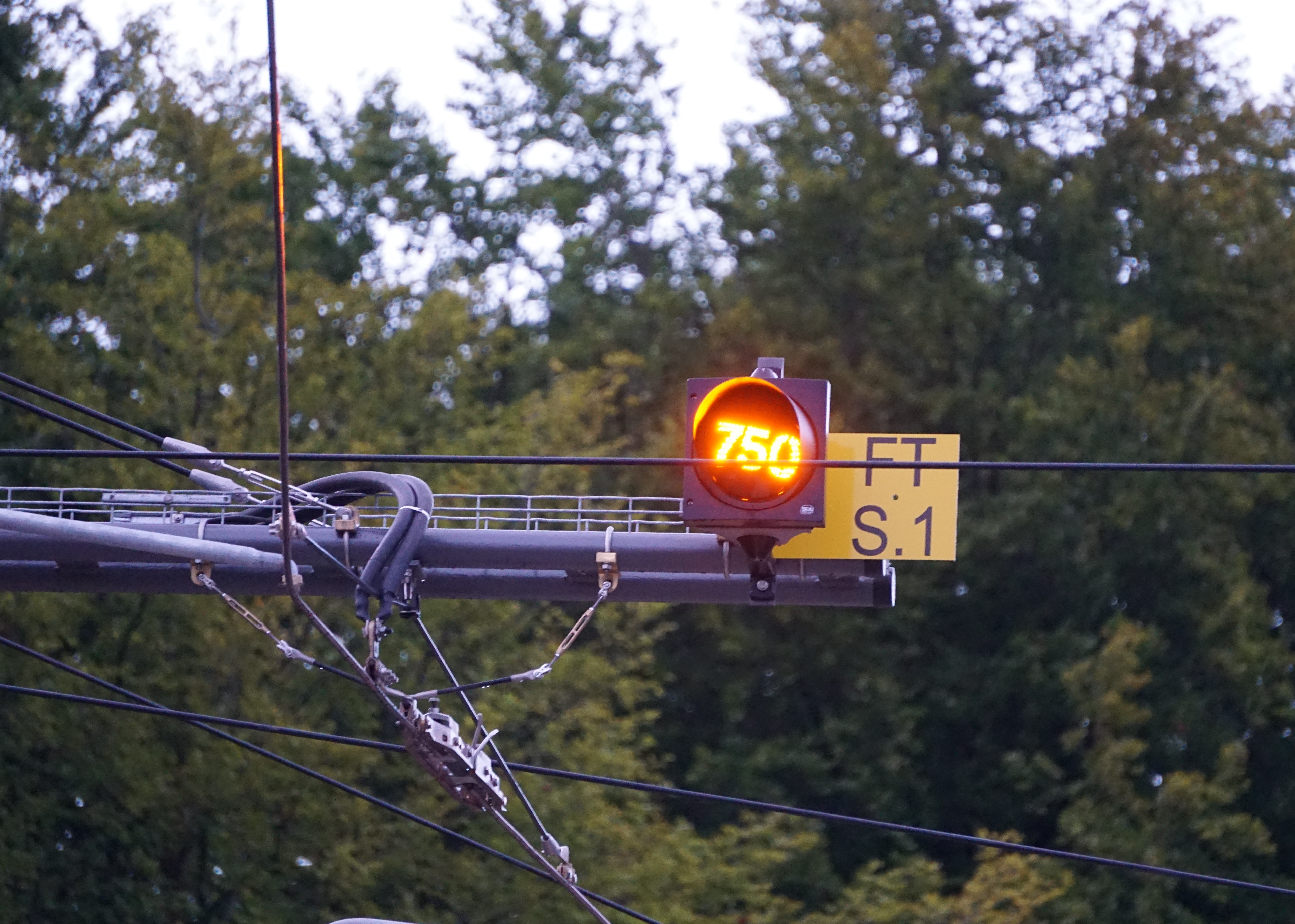
Signal indiquant la présence du courant dans la ligne aérienne de contact.

Divers signaux existent aussi : limitations de vitesse, manœuvres, début ou fin de ligne aérienne de contact, etc.

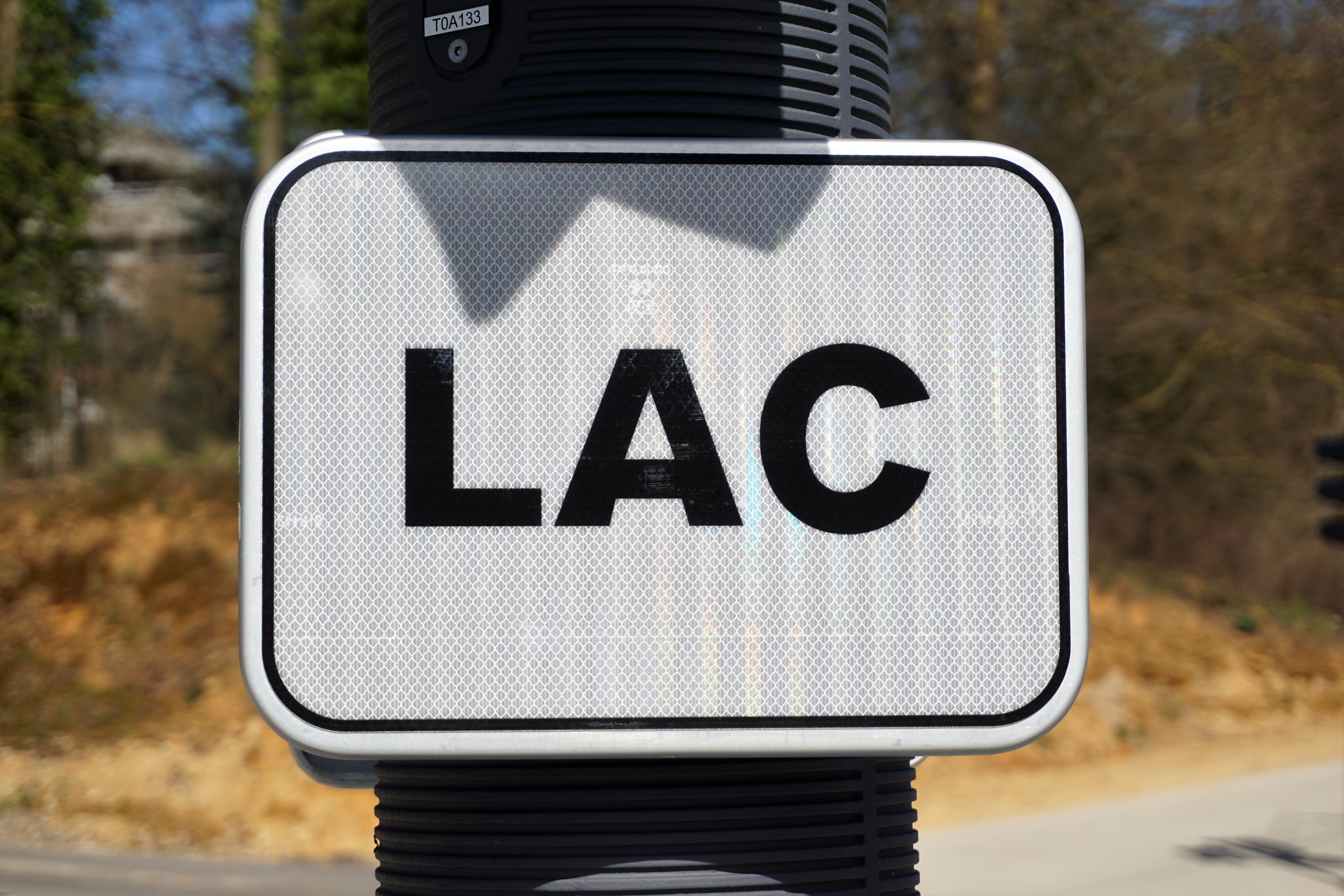
Début de ligne aérienne de contact.
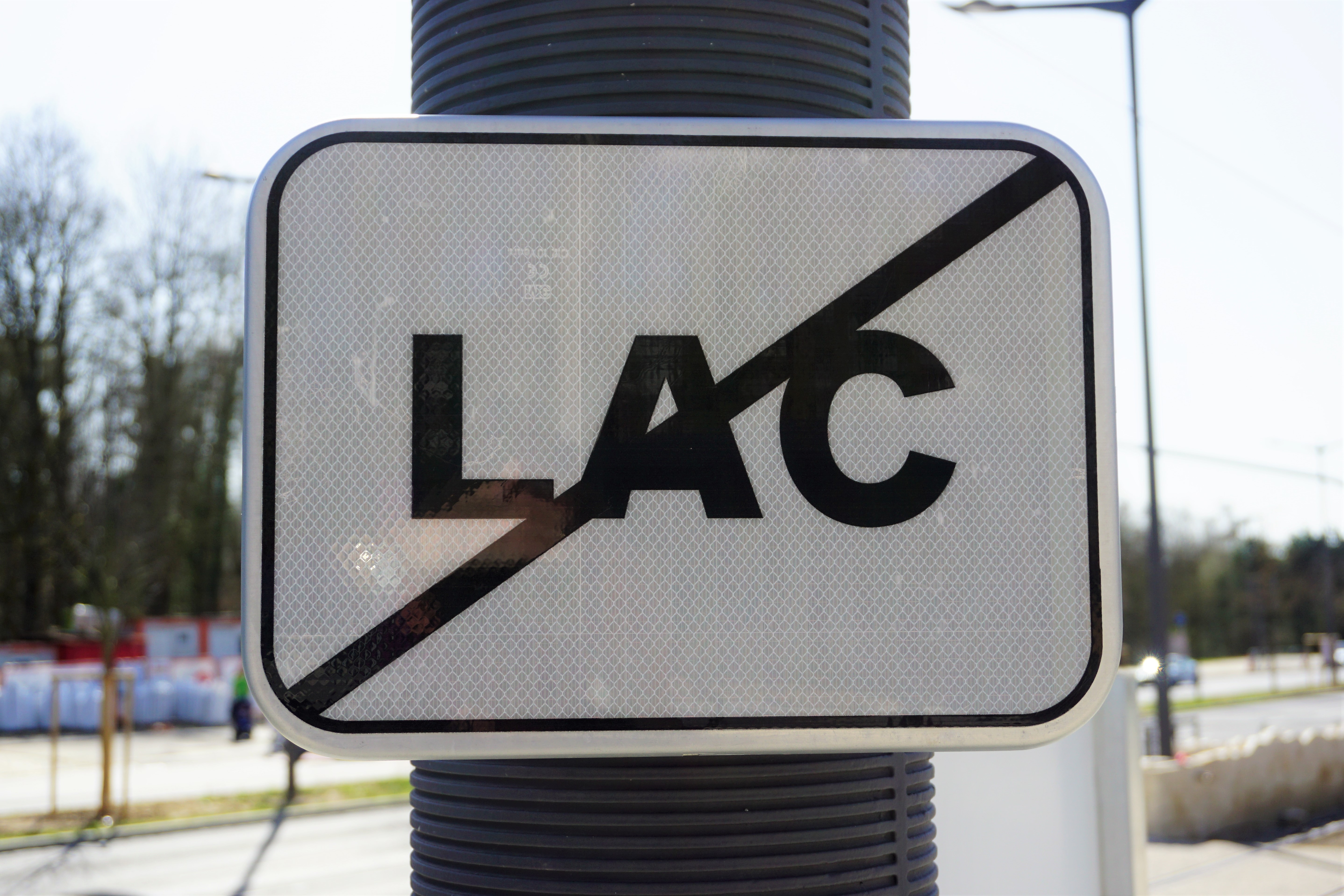
Fin de ligne aérienne de contact, début du tronçon sur batteries.
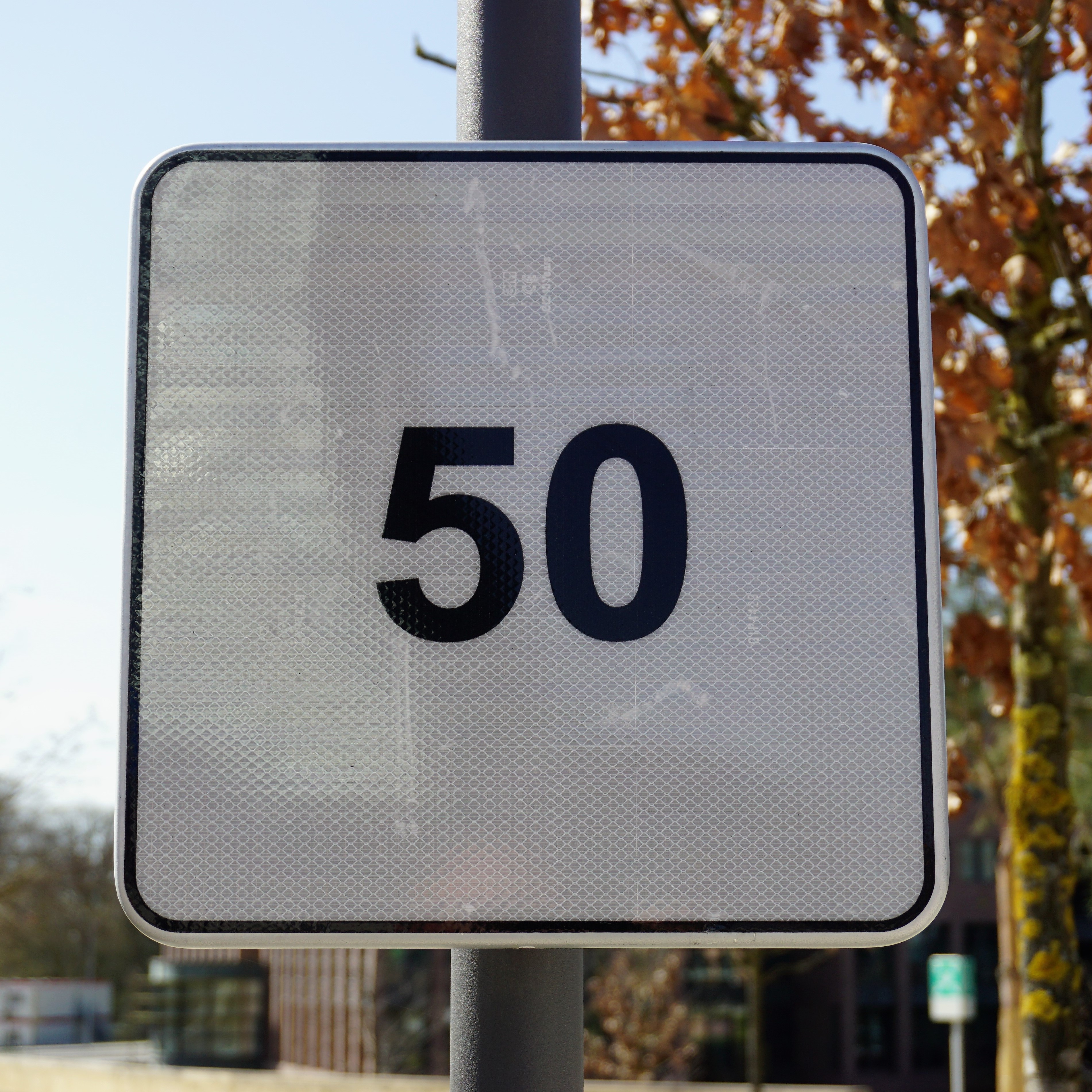
Limitation de vitesse (ici, 50 km/h).
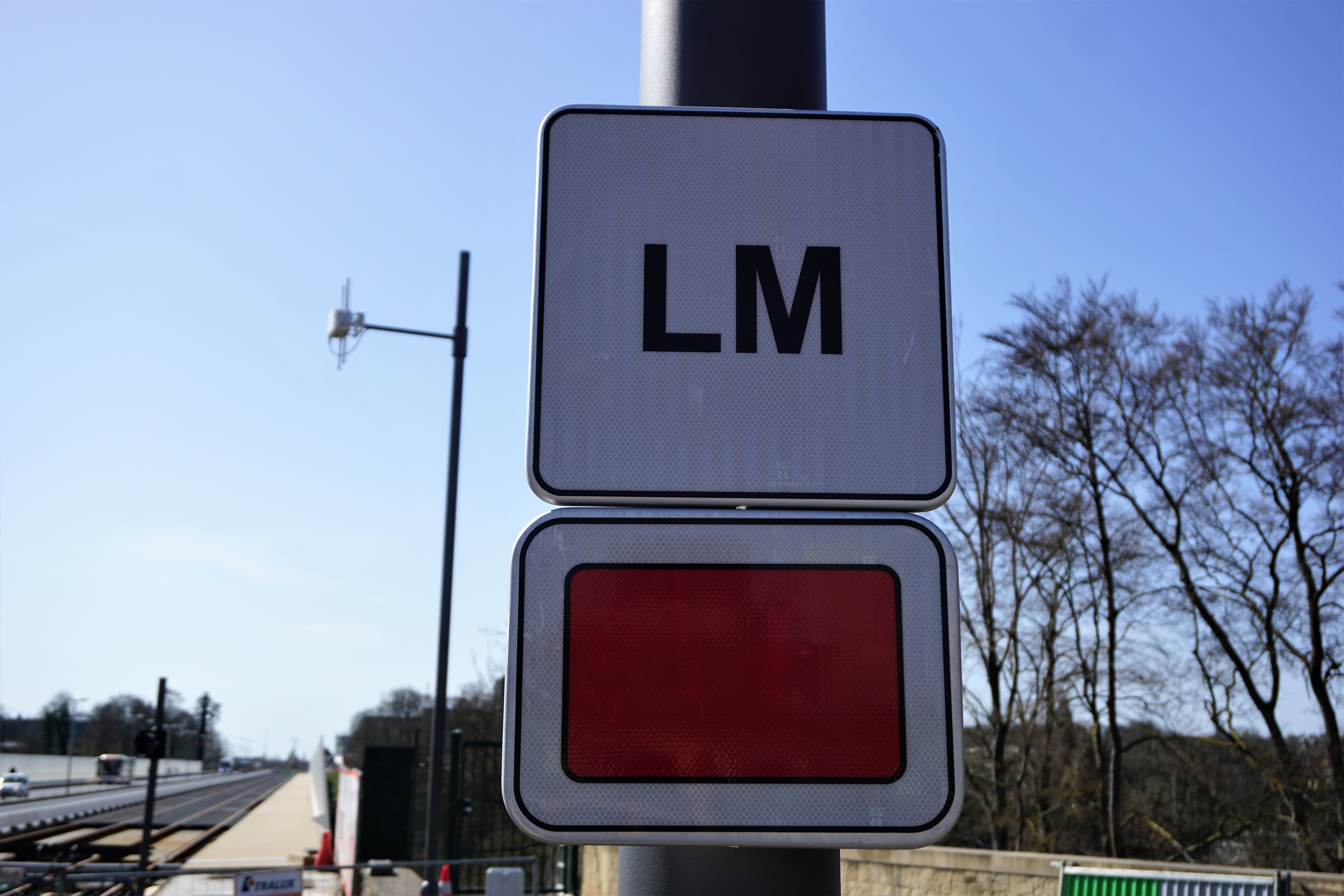
En haut, la signal LM indique le point à ne pas dépasser durant une manœuvre ; en bas, le rectangle rouge marque la fin de la ligne. Ce dernier signal est repris de la signalisation ferroviaire luxembourgeoise.
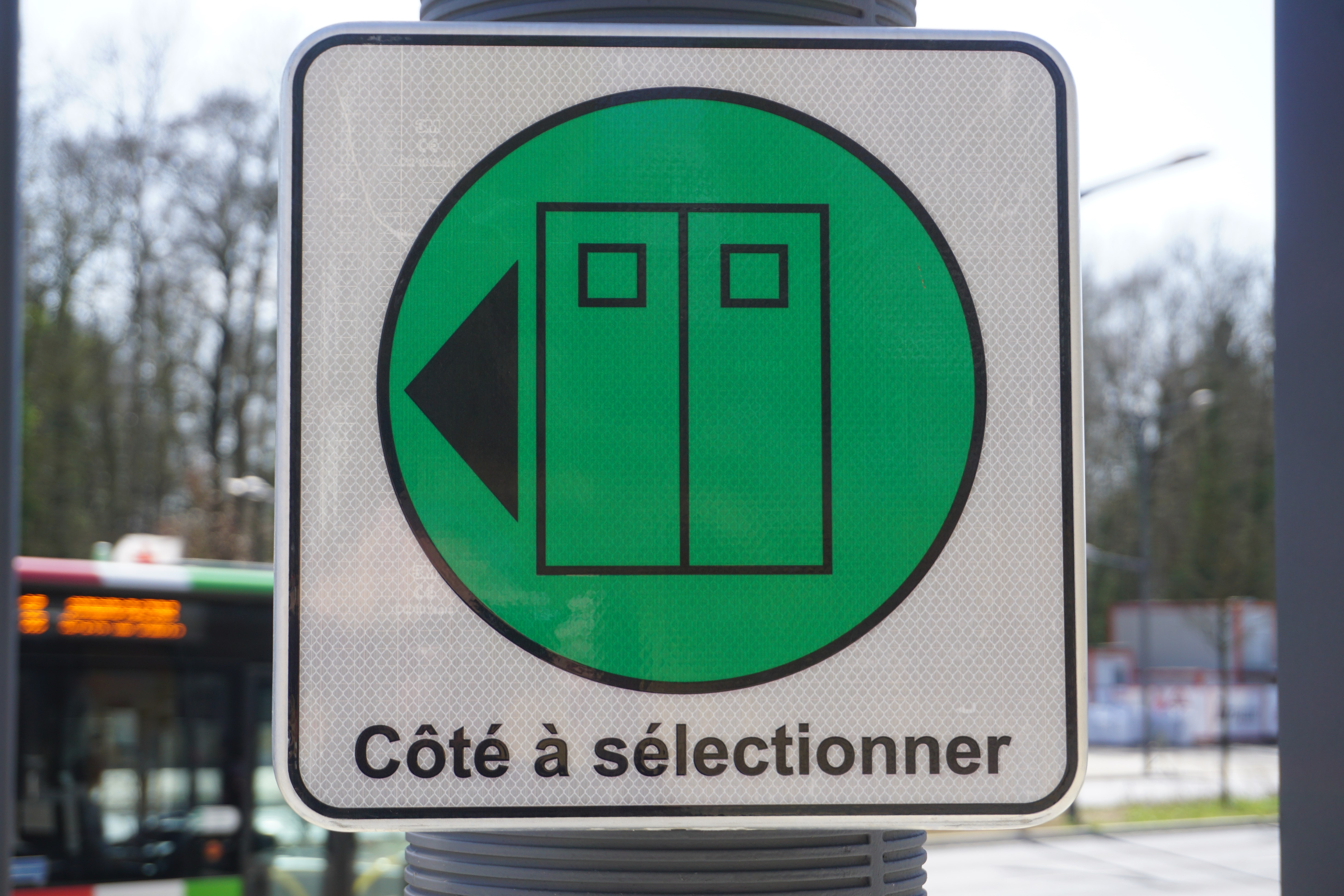
Sur les stations à quai central, ce signal rappelle au conducteur d'ouvrir les portes situées sur le côté gauche et non celles situées sur le côté droit de la rame.

Les traversées des voies du tramway sont protégées par un double feu rouge affichant, selon le type de traversée, un piéton, un vélo, les deux à la fois ou un feu rouge classique si la traversée protégée concerne des cyclistes ou le trafic automobile : allumés, l'usager a interdiction de traverser, s'ils sont éteints, il a l'autorisation de traverser mais n'est pas prioritaire, il n'existe pas de feu vert ; pour les feux destinés au trafic automobile, un feu jaune s'allume pour annoncer le passage au double rouge,.

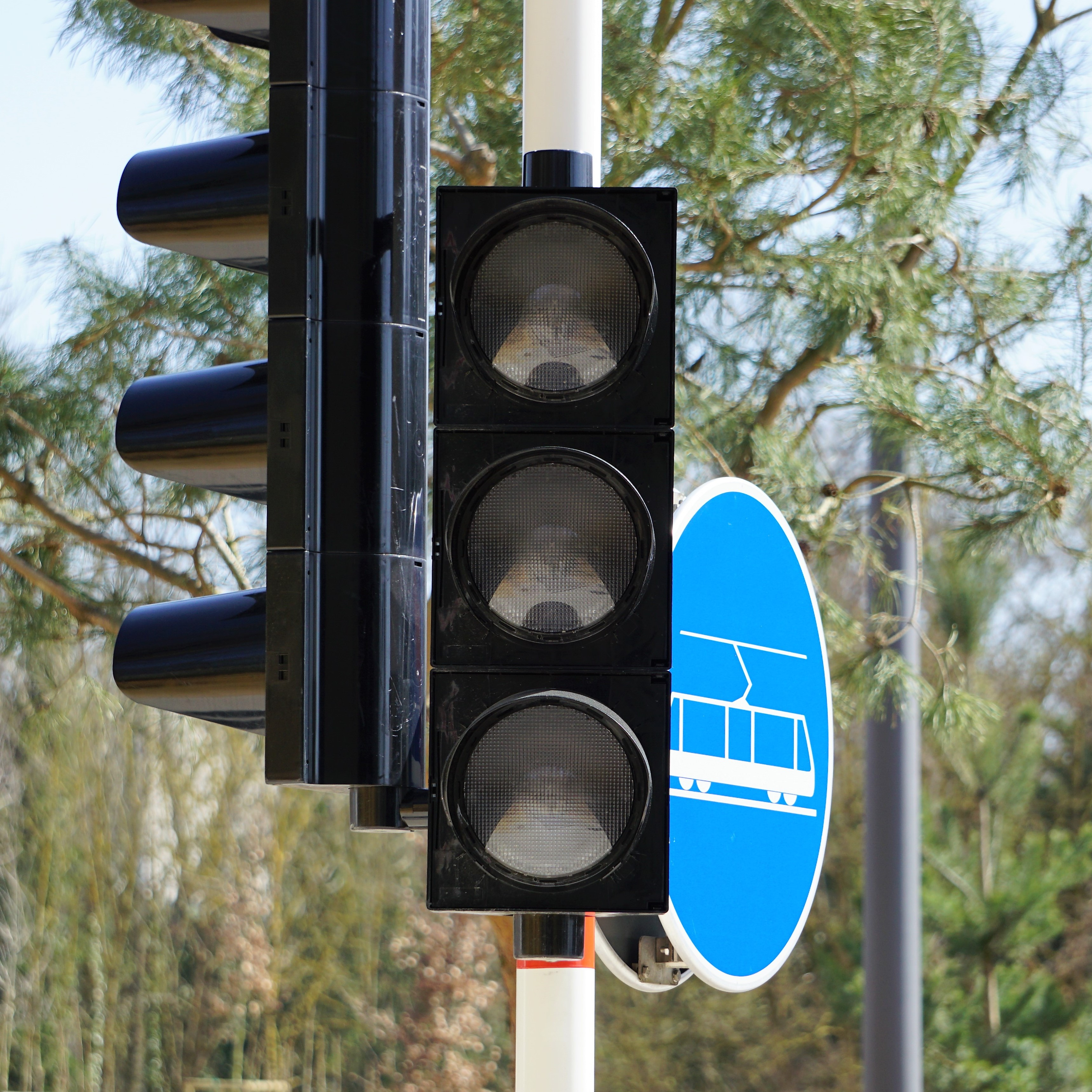
Feu éteint.
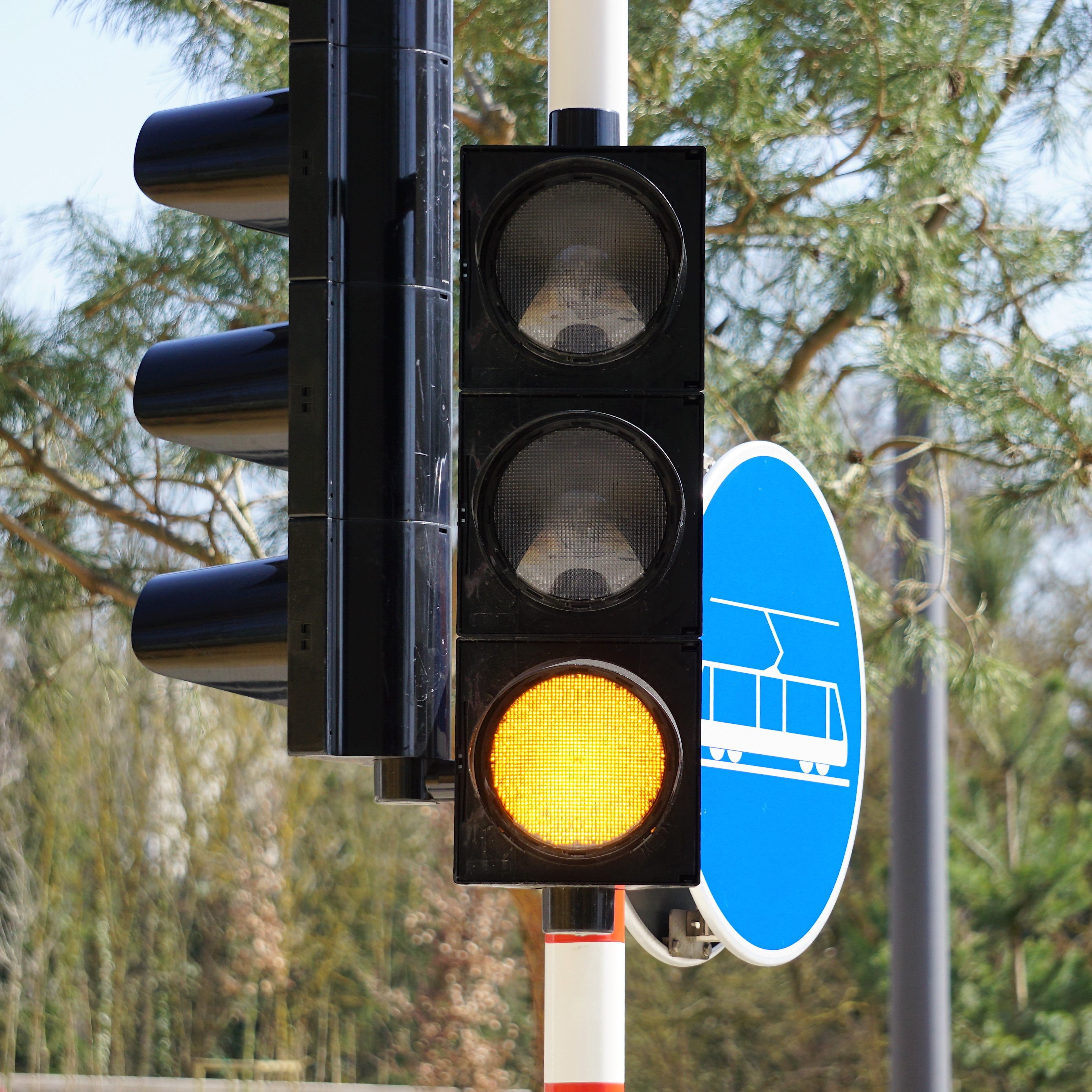
Feu orange allumé, une rame approche.
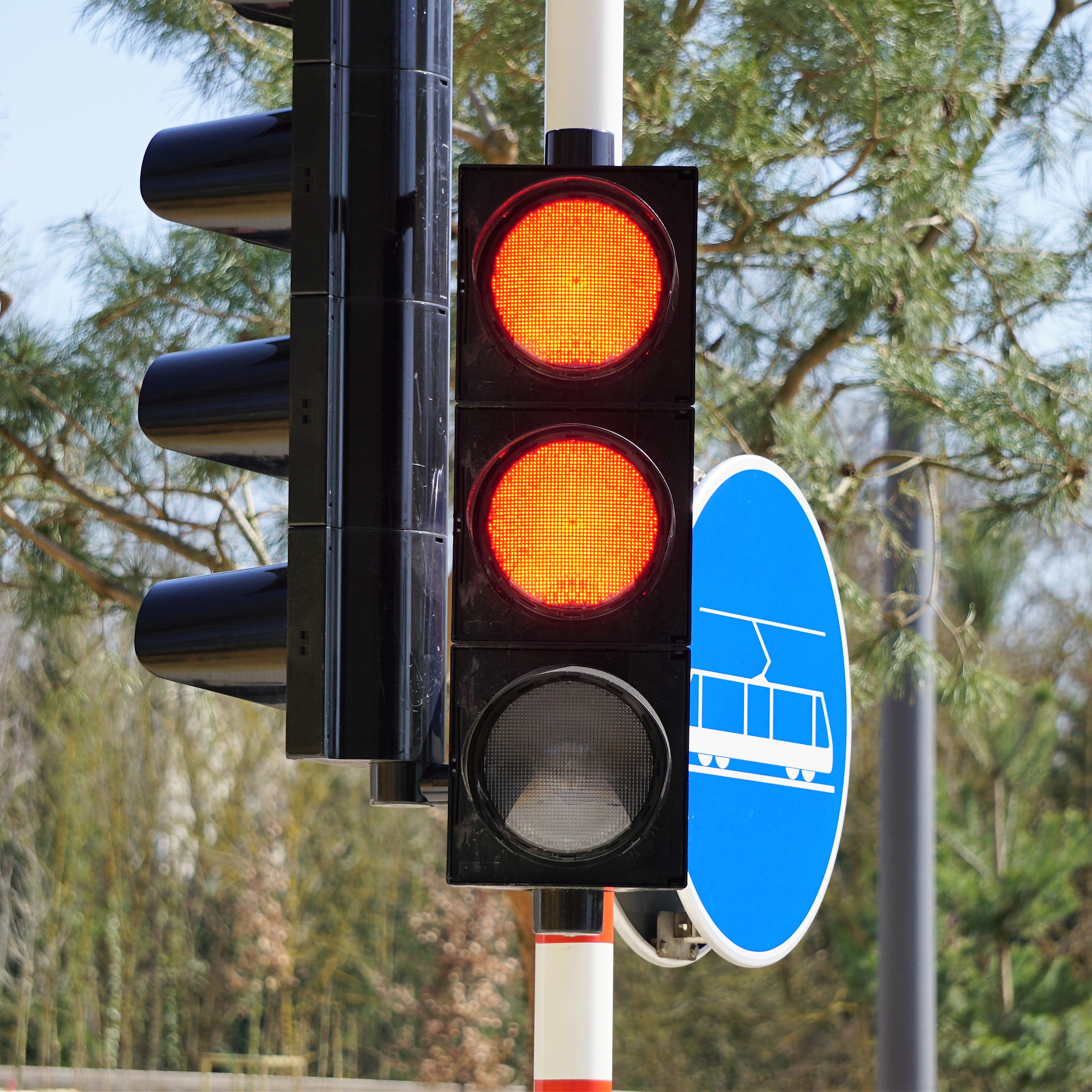
Double feu rouge interdisant le passage des voitures.
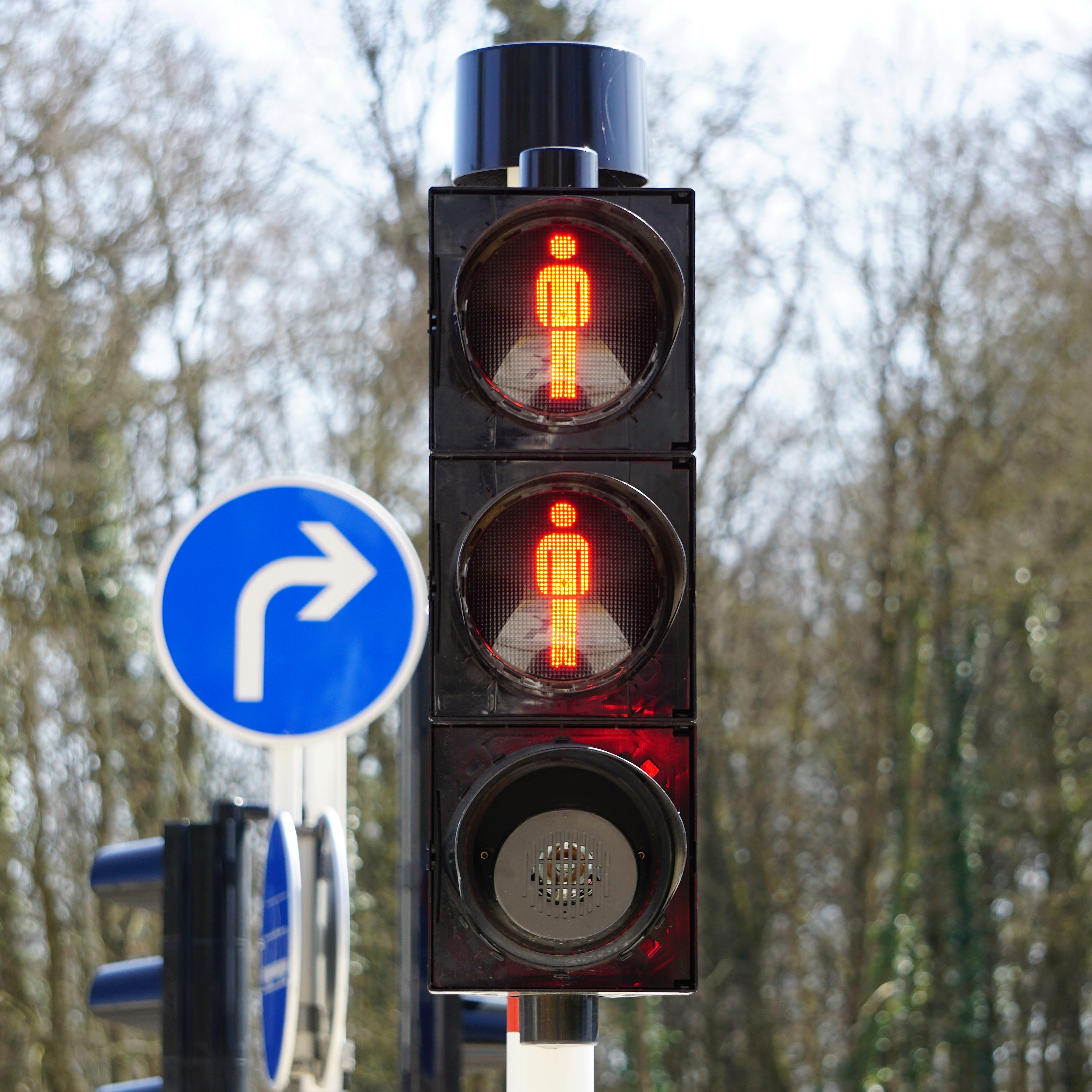
Signal similaire destiné aux piétons. Il n'existe pas de phase jaune pour ces feux, un haut-parleur pour les malvoyants est installé à la place.

La Voie unique temporaire (VUT) mise en place pour la Schueberfouer implique une signalisation spécifique, complémentaire de celle protégeant les carrefours et les traversées piétonnes, afin d'éviter toute collision.

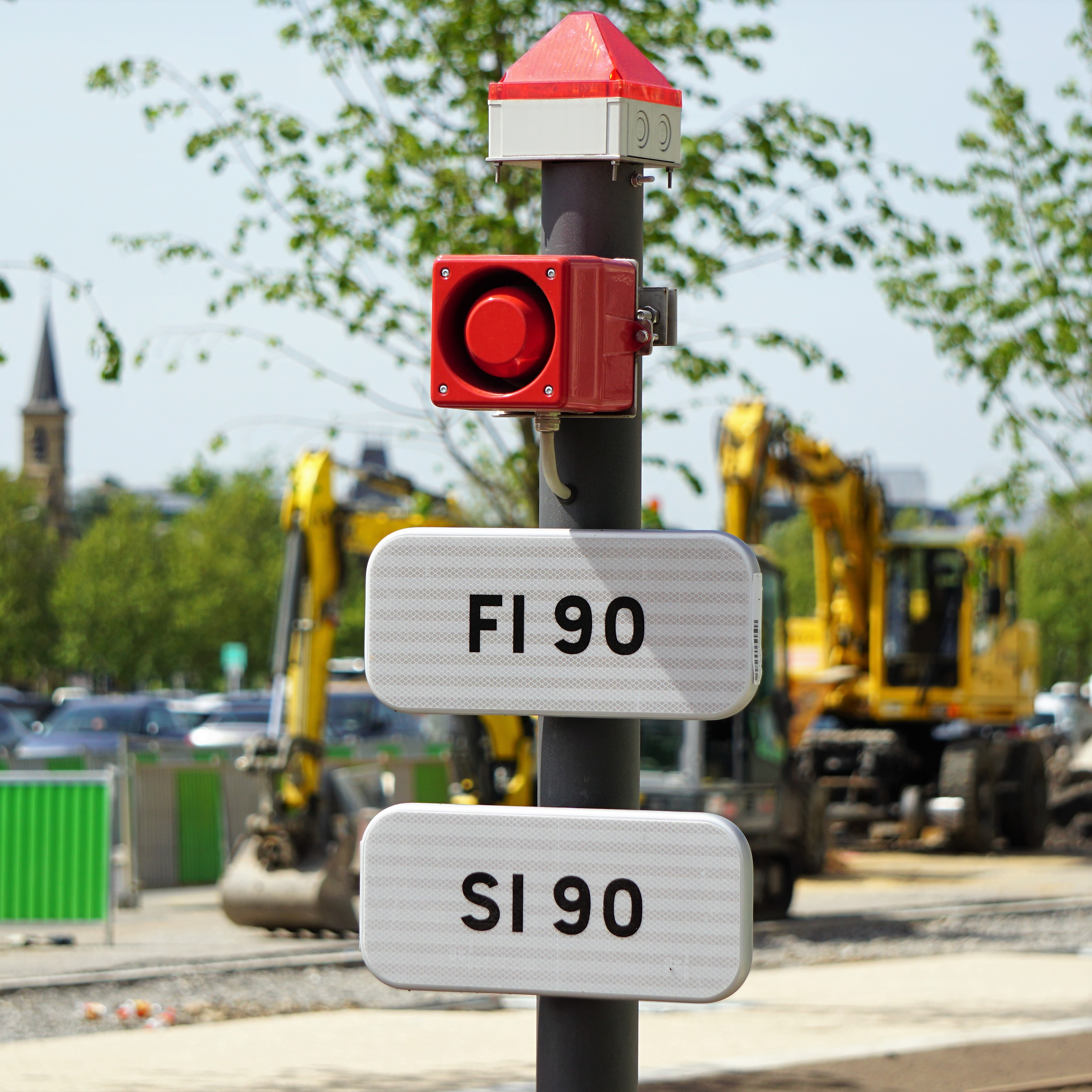
Signal lumineux et plaque d'identification.
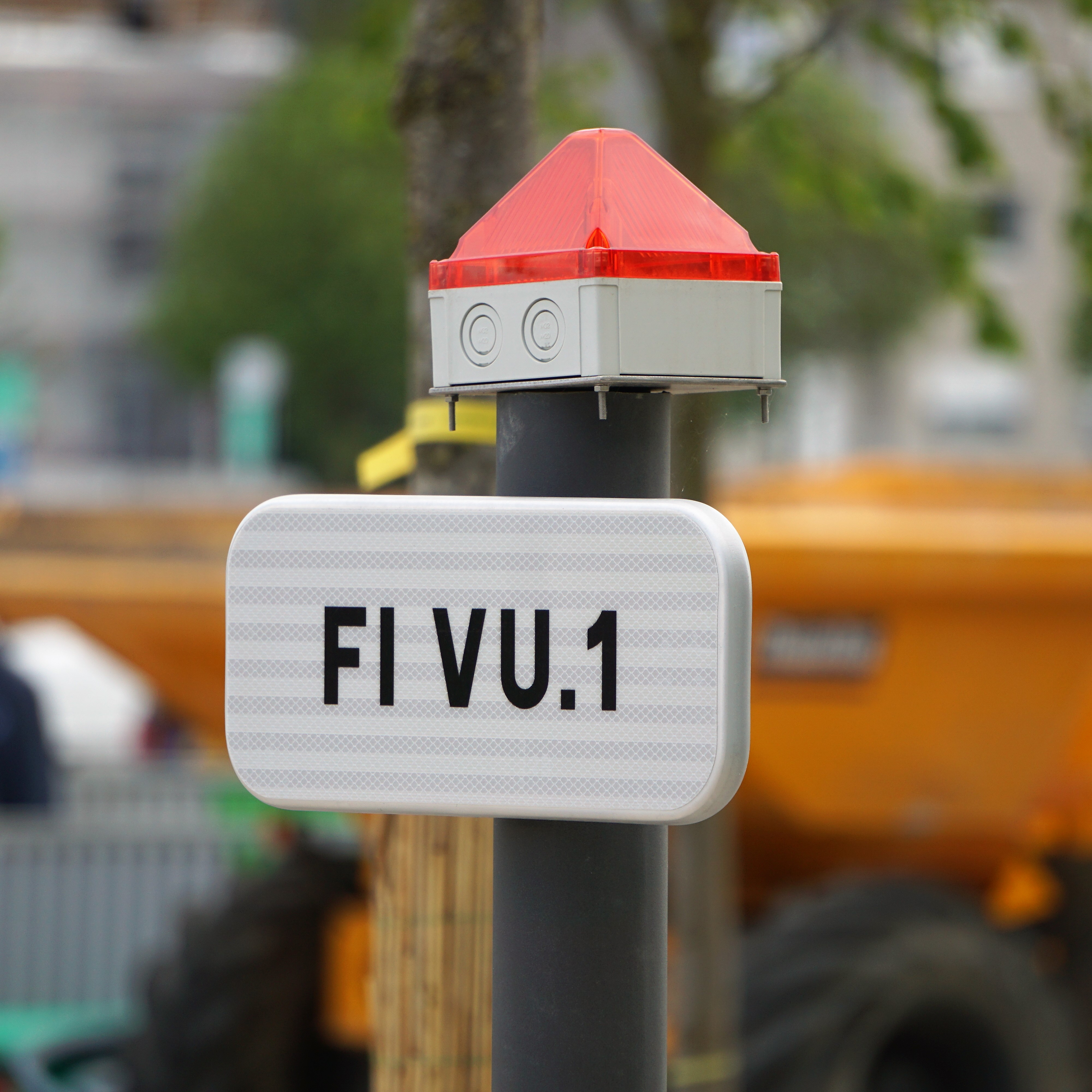
Signal lumineux et plaque d'identification.
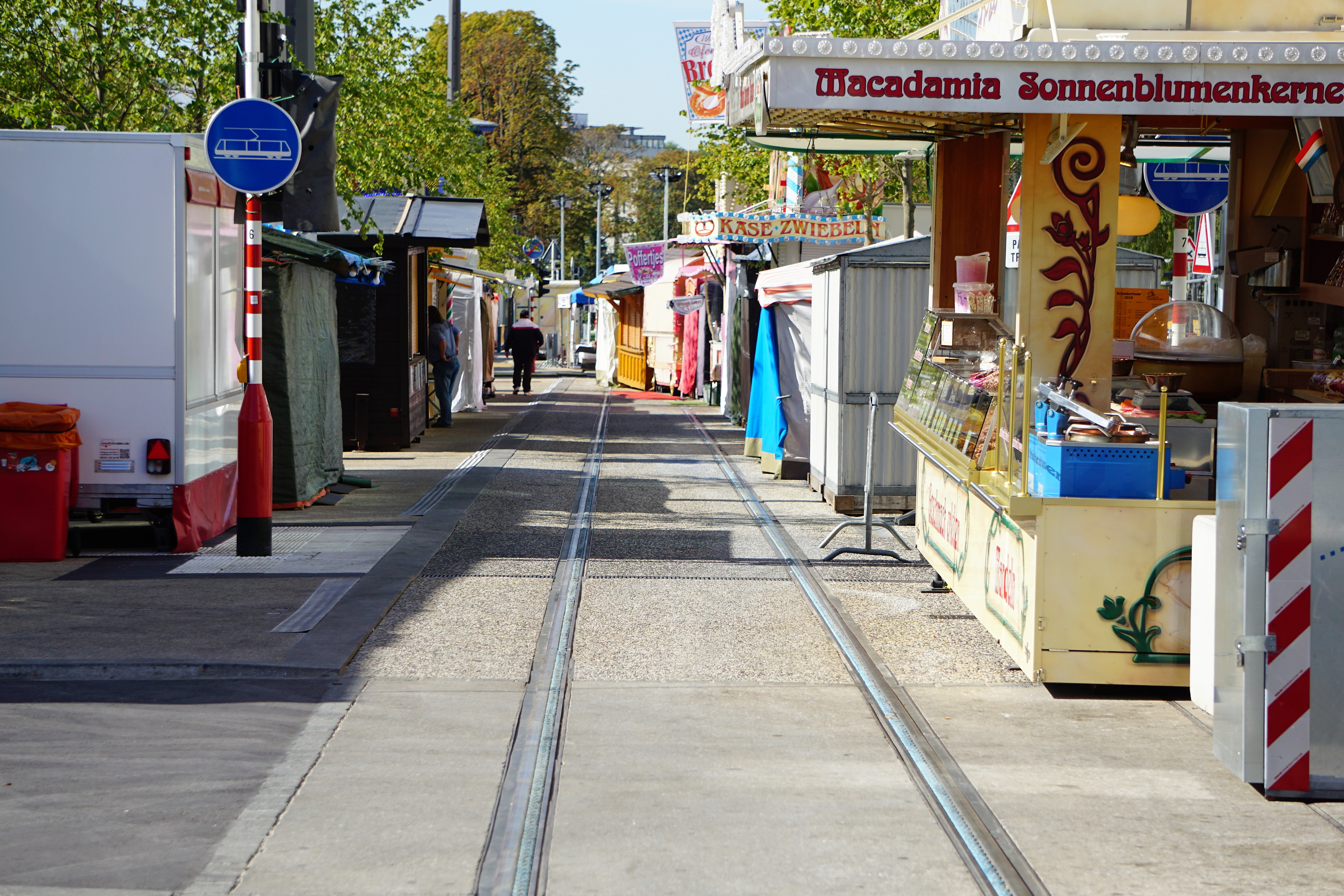
La voie neutralisée durant la « fouer ». La gorge du rail est comblée par un assemblage de fils textiles synthétiques tressés ensemble pour former un câble de faible section (corde).

L'exploitation s'effectue à la mise en service à l'aide de 30 conducteurs, recrutés parmi 900 candidatures, puis 35 à partir de juillet 2018, et 41 en octobre 2020. Le personnel, qui n'est pas constitué de fonctionnaires, Luxtram étant une société de droit privé au contraire des autobus municipaux, doit être en mesure d'effectuer des annonces dans les trois langues officielles du pays (luxembourgeois, français et allemand). Le recrutement a débuté à la fin du mois d'août et chaque futur conducteur reçoit une formation de cinq semaines avant de recevoir l'autorisation de conduire les tramways ; le nombre de conducteurs augmentera progressivement au fur et à mesure de la mise en service de la ligne et de la livraison des autres rames de tramway. Le statut des salariés est un point de crispation entre les syndicats et Luxtram, les syndicats réclamant des conditions de travail et des rémunérations similaires à celles des entreprises publiques. Les négociations sont, en avril 2018, au point mort.
En 2021, le nombre de conducteurs est porté à 80 via l'embauche de 39 salariés chez Luxtram. Chaque conducteur de tramway doit se voir délivrer une licence de conduite par l'Administration des chemins de fer.

### Sécurité et accidents
Avant même sa mise en service, la ligne a été le théâtre d'un accident durant la marche à blanc le 1er décembre 2017, à l'intersection de l'avenue John-F.-Kennedy et du boulevard Konrad-Adenauer, quand un automobiliste s'est engagé dans l'intersection alors que le feu était rouge pour lui et qu'une rame de tramway passait à ce moment. L'automobiliste a été blessé dans l'accident et transporté à l'hôpital. Le tramway connait aussi des déraillements, le premier en service commercial ayant eu lieu le lendemain de son inauguration, lors du rebroussement au terminus Rout Bréck - Pafendall, et serait lié à un problème d'aiguillage. Sa première semaine d'exploitation a été marquée par une seconde panne, le 15 décembre, avec un problème au niveau du pantographe d'une rame, toujours à la station Rout Bréck - Pafendall, perturbant la ligne durant une heure.
L'accident le plus spectaculaire qu'ait connu la ligne a lieu le 19 juillet 2019 au croisement de l'avenue J.-F.-Kennedy et de la rue Alphonse Weicker au Kirchberg : le véhicule, un Iveco Bus Crossway des voyages Vandivinit, a tourné pour s'engager dans la rue sans remarquer le tramway arriver et a été percuté par le flanc. La rame — a priori la no 104 — a déraillé sous la force de l'impact ; cinq personnes ont été blessées.
Des collisions avec des piétons peuvent aussi avoir lieu, comme le 1er juillet 2018, où un enfant a été légèrement heurté par une rame alors qu'il traversait les voies au moment où deux rames se croisaient au niveau de la station Alphonse Weicker.
En matière de sécurité, chaque rame est équipée de la vidéosurveillance et d'un défibrillateur automatique en cas d'arrêt cardiaque d'un voyageur.
Outre les accidents, le tramway voit parfois passer des passagers hors du commun tel un Nandou d'Amérique, voyageant à travers le monde aux côtés de son propriétaire slovène, qui a voyagé dans une rame entre la place de Metz et la gare centrale, causant l'incrédulité des passagers et des policiers.

### Tarification et financement
Depuis le 29 février 2020, l'ensemble des réseaux de transport coordonnés par l'État, dont fait partie le tramway, est gratuit.
Avant cette date, la tarification des lignes était identique sur les cinq réseaux de transport en commun du pays depuis le 1er janvier 1991 : CFL, Luxtram, RGTR, AVL et TICE.
Le financement du fonctionnement des lignes (entretien, matériel et charges de personnel) est assuré par Luxtram. Le manque à gagner induit initialement par le faible coût des titres de transport puis par la gratuité instaurée en mars 2020 est compensé par l'autorité organisatrice, l'État luxembourgeois. Il définit les conditions générales d'exploitation ainsi que la durée et la fréquence des services sur proposition de l'Administration des transports publics du ministère de la Mobilité et des Travaux publics.

### Trafic
La ligne a une capacité de 10 000 voyageurs par sens et par heure, au lieu de 2 500 voyageurs pour un autobus, soit un gain considérable par rapport à l'offre existante. La ligne devrait transporter quotidiennement 110 000 voyageurs. Sur le premier tronçon ouvert, une fréquentation journalière de 8 400 voyageurs était attendue et est, en février 2018, dépassée avec près de 17 000 voyageurs par jour,.
La ligne est fortement utilisée durant la Schueberfouer, certains voyageurs l'utilisant même pour transiter d'un bout à l'autre de la fête foraine, l'échevin de la ville de Luxembourg Patrick Goldschmidt qualifiant en septembre 2018 l'édition 2018 de la « fouer », la première desservie par la ligne, de « sans doute la meilleure [...] depuis 20 ans ». Durant la traditionnelle fête foraine, 490 000 voyageurs ont emprunté le tramway, avec des pics de fréquentation journaliers à 40 000 voyageurs.
Durant ses douze premiers mois de service, la ligne a transporté 4,6 millions de voyageurs.
La pandémie de Covid-19 a eu un impact très important sur la fréquentation de la ligne : Si la fréquentation journalière avoisinait les 31 000 voyageurs en février 2020, elle chute au plus bas à 1 400 voyageurs le 16 mars 2020 durant le confinement, avant de remonter progressivement pour atteindre une moyenne à 38 000 voyageurs par jour en février 2021, avec un record à 42 000 voyageurs, aidé en cela par l'instauration en mars 2020 de la gratuité des transports puis en décembre de la même année par le prolongement de la ligne jusqu'à la gare centrale et à la restructuration des réseaux de bus AVL et RGTR et enfin par la baisse du télétravail due à des mesures de restrictions sanitaires moins strictes.

## Parc relais
Les parcs relais (appelés « P+R » ou « Park & Ride ») se situent à proximité de stations de tramway. Ils ont pour but d'inciter les automobilistes à emprunter les transports en commun (principalement le tramway de par sa proximité et sa performance) par le biais d'un système de parkings sécurisés et de la possibilité de stationner son véhicule gratuitement pour la journée.
Une fois complétée, la ligne sera longée par trois nouveaux P+R :
- Héienhaff : Sur six niveaux, ce futur parc relais comptera 4 000 places[193] ;
- Luxexpo : Remplaçant un P+R qui existait jusqu'en 2017, le nouvel ouvrage, sur plusieurs niveaux et intégrant bureaux et gare routière, compte 500 places[194] ;
- Stadion : Construit à côté du stade de Luxembourg, ce futur parc relais comptera 2 000 places sur plusieurs niveaux[195].

Ils s'ajouteront aux autres parcs relais existant à Luxembourg et ses proches environs, : Beggen (160 places), Bouillon (2442 places), Kirchberg (160 places), Kockelscheuer (567 places), Stade (622 places) et Luxembourg-Sud (1 451 places), ce dernier étant à proximité de la gare de Howald et de la future station de tramway éponyme. Plus largement, ils rejoindront les 60 parcs relais et 13 000 places existant à travers le Grand-Duché et les zones frontalières des pays voisins.

## Projets de développement

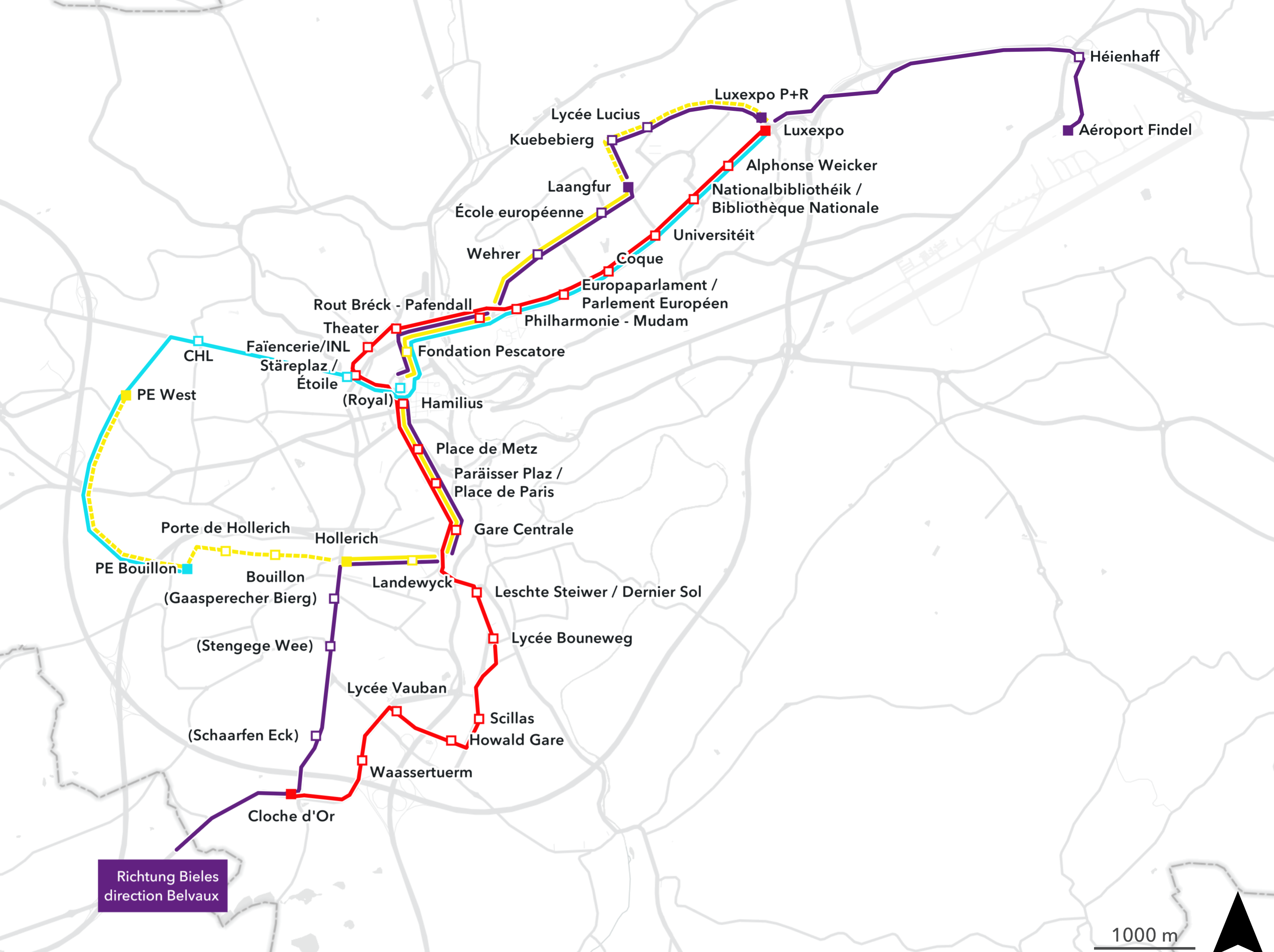
Le réseau projeté en 2035 dans le plan national de mobilité (2022)

### Développement du réseau urbain
Pour après 2021, trois extensions ont d'abord été envisagées par François Bausch en 2016, la première vers Leudelange, la seconde vers Bertrange et la troisième vers le Mediapark et le quartier résidentiel du Kiem, par un débranchement depuis Luxexpo ; François Bausch suggérant qu'une rame sur deux irait alors au Mediapark, l'autre à l'aéroport. En juin 2017 la priorité du ministère du Développement durable est la création d'une seconde ligne de 16 km vers Mamer par l'échangeur Wandhaff.
En novembre 2017, l'idée de créer un tronçon se débranchant de la ligne depuis la gare en direction du quartier d'Hollerich via le nouveau quartier qui remplacera les usines du tabatier Heintz Van Landewyck (lb) est proposée par l'administration des ponts et chaussées à la commission des infrastructures.
Enfin, le déménagement programmé de Luxexpo The Box vers un nouveau site sur la commune de Sandweiler, située à l'ouest de l'aérogare de l'aéroport de Luxembourg-Findel, nécessiterait de prolonger la ligne depuis son futur terminus.
En décembre 2023, Yuriko Backes, peu après avoir succédé à François Bausch au Ministère de la Mobilité et des Travaux Publics, confirme son intention de créer un tronçon sur la route d'Arlon se débranchant depuis la place de l'Étoile, assurant que le CHL et le Wunnquartier Stade - quartier résidentiel devant à l'avenir prendre la place de l'ancien Stade Josy-Barthel - seront desservis. Moins certaine quant à la possibilité d'autres futures lignes, la ministre assure également vouloir poursuivre le dialogue avec les autorités municipales, afin de "poursuivre ensemble le succès du tram".
En février 2024, la Chambre des Députés approuve l'extension de la ligne T1 sur deux tronçons : 
- un tronçon, dit ligne K2, partant de la station Rout Bréck-Pafendall pour longer le Boulevard Konrad-Adenauer et rejoindre le quartier "Laangfur" à l'horizon 2027, pour ensuite atteindre le pôle Luxexpo via le futur quartier "Kuebebierg".
- un tronçon, dit ligne HO, partant de la Gare centrale pour rejoindre le futur quartier "Nei Hollerich" à l'horizon 2028, et ultérieurement le quartier "Porte de Hollerich" et le P+R Bouillon.

### Ligne Luxembourg - Esch-Belval
Le 29 mars 2018, le ministre François Bausch annonce la création d'une ligne de « tramway rapide », pouvant atteindre une vitesse de pointe de 100 km/h entre la capitale et le quartier de Esch-Belval à Esch-sur-Alzette avec pour objectif de délester l'autoroute A4. Ce projet fait suite à l'abandon quelques jours auparavant de celui du bus à haut niveau de service (façon Mettis), à l'ancien projet de tram-train « Sudtram » entre Esch et Belvaux et à l'hypothèse du monorail qui a été écartée par le gouvernement grand-ducal,. La ligne serait construite dans un premier temps jusqu'à Pontpierre ou Mondercange, où seraient installés un pôle multimodal et un parc relais, puis jusqu'à Belval en passant par les friches d'Esch-Schifflange qui seront réhabilitées.
La ligne, qui permettrait selon François Bausch de relier « les deux campus de l'université [Esch-Belval et Kirchberg] en restant dans la même rame », pourrait voit le jour d'ici 10 ou 15 ans. Le projet est présenté à la commission parlementaire des transports de la Chambre des députés puis à la presse le 11 juin 2018,.
La ligne, qui longerait l'autoroute A4, serait construite en plusieurs tronçons : dès 2028, elle relierait la capitale à un pôle d'échanges multimodal implanté à Foetz en passant par Cessange et la porte d'Hollerich, avec un nombre réduit d'arrêts, dont au moins un à Leudelange. En 2032, une seconde phase serait construite jusqu'aux friches industrielles d'Esch-Schifflange et enfin la troisième phase, envisagée pour 2035 donc, irait jusqu'à Esch-Belval en passant dans les rues de la seconde ville du grand-duché.
Le bureau d'études TTK, chargé d'étudier cette proposition, annonce un temps de parcours d'environ 20 minutes entre Foetz et la porte d'Hollerich, 35 minutes jusqu'à la place de l'Étoile de la capitale et de 37 entre cette dernière et la place du Benelux à Esch-sur-Alzette.
La ligne, dont le coût au kilomètre est estimé à 20 à 30 millions d'euros selon les premières estimations, serait mise en correspondance avec les projets de bus à haut niveau de service prévus dans le sud du pays (ligne Est-Ouest, ligne Foetz-Dudelange et ligne Foetz-France),. Ce projet reprend le projet d'une ligne ferroviaire déjà évoqué en 2004 puis abandonné par le gouvernement en raison de son coût jugé « trop élevé par rapport au bénéfice réel ».
Le 21 octobre 2020 le ministre chargé des transports François Bausch présente plus en détail le projet, qui prévoit notamment un temps de parcours de 14 minutes entre la Cloche-d'Or et le nouveau quartier Alzette à Esch-sur-Alzette et de 26 minutes jusqu'à l'université de Luxembourg, qui sera bâti sur l'ancien site industriel d'ArcelorMittal, avec un tracé long de 17,5 km et 13 stations ; deux kilomètres de cette ligne permettront aux rames d'atteindre la vitesse maximale de 100 km/h. Cette ligne sera construite en deux tronçons : le premier jusqu'au quartier Alzette devrait voir le jour en 2028, le second traversant Esch en direction de Belvaux et du Südspidol sera achevé au cours des années 2030.

### Construction d'un second dépôt
En février 2022, le cabinet d’architectes Beiler François Fritsch a remporté l'appel à projets concernant la réalisation d'un second dépôt à la Cloche-d'Or, dont le coût est estimé entre 90 et 100 millions d'euros ; comme pour toutes les extensions, ce projet sera soumis à une loi de financement qui sera déposée pour la fin de l'année 2022.

## Autour du tramway

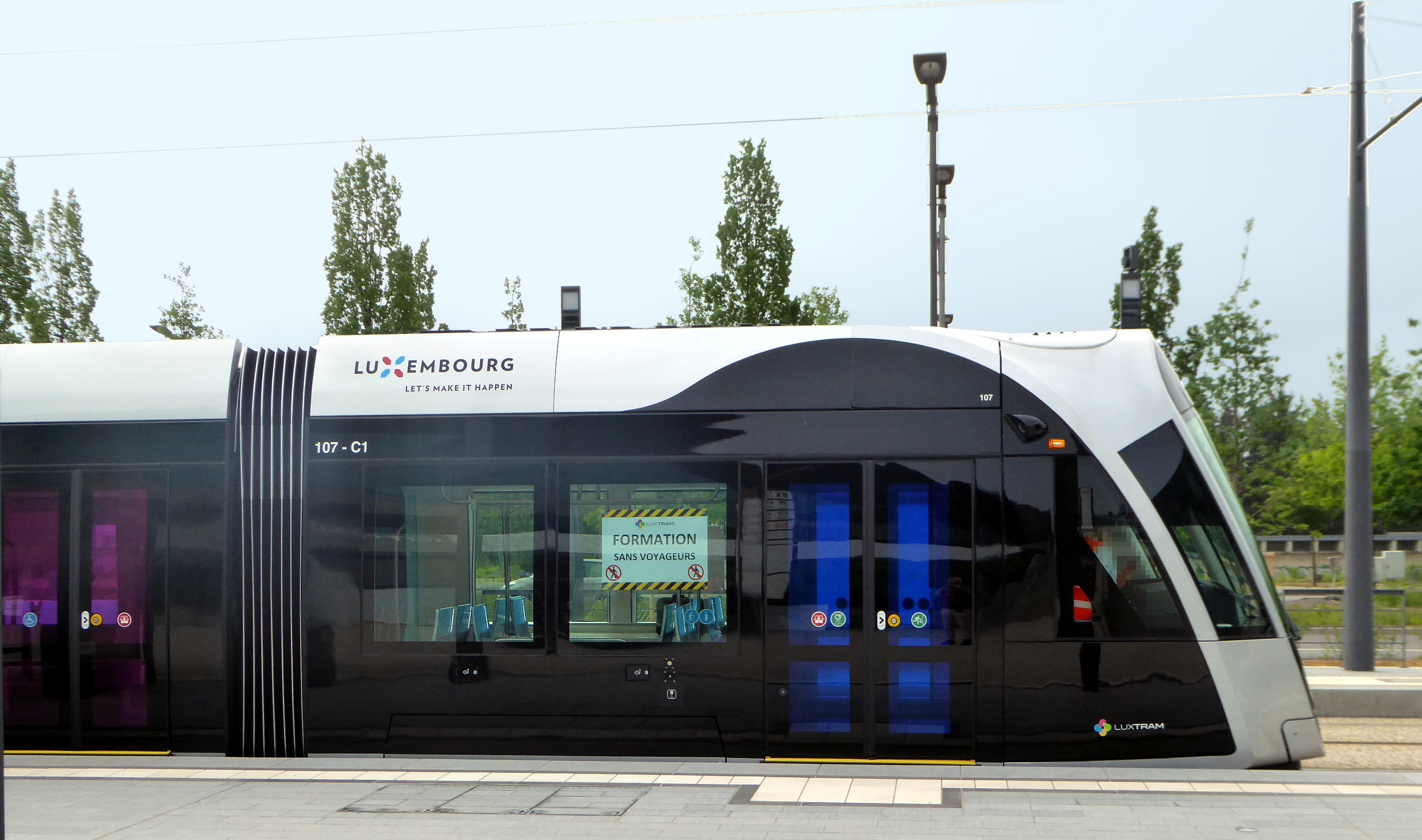
Le logo du label touristique du Luxembourg figure aussi sur le flanc des rames.

### Impact sur les habitudes de déplacements
Un sondage réalisé par TNS Ilres avant la mise en service de la ligne montre qu'au niveau national 32 % des sondés vont modifier leurs habitudes de déplacements avec la mise en service du tramway, ce chiffre montant à 43 % pour les résidents de la capitale (38 % pour ceux des communes limitrophes). Le pourcentage varie selon l'âge des sondés : 41 % des 18-25 ans déclarent qu'ils vont changer leurs habitudes, contre 31 % des 25-34 ans et 36 % des 55-64 ans.
Un second sondage de ce même institut, publié en septembre 2018 et toujours réalisé au niveau national, montre que 75 % des sondés seraient enclins à plus emprunter les transports en commun avec le tramway et que 44 % ont emprunté le tramway (contre 28 % en janvier 2018) ; en revanche seuls 2 % l'utilisent régulièrement pour aller au travail. Une autre enquête, publiée à la même période, montre que 86 % des sondés estiment que le tramway est une bonne chose et que 81 % recommandent son usage à leurs proches.

### Tourisme

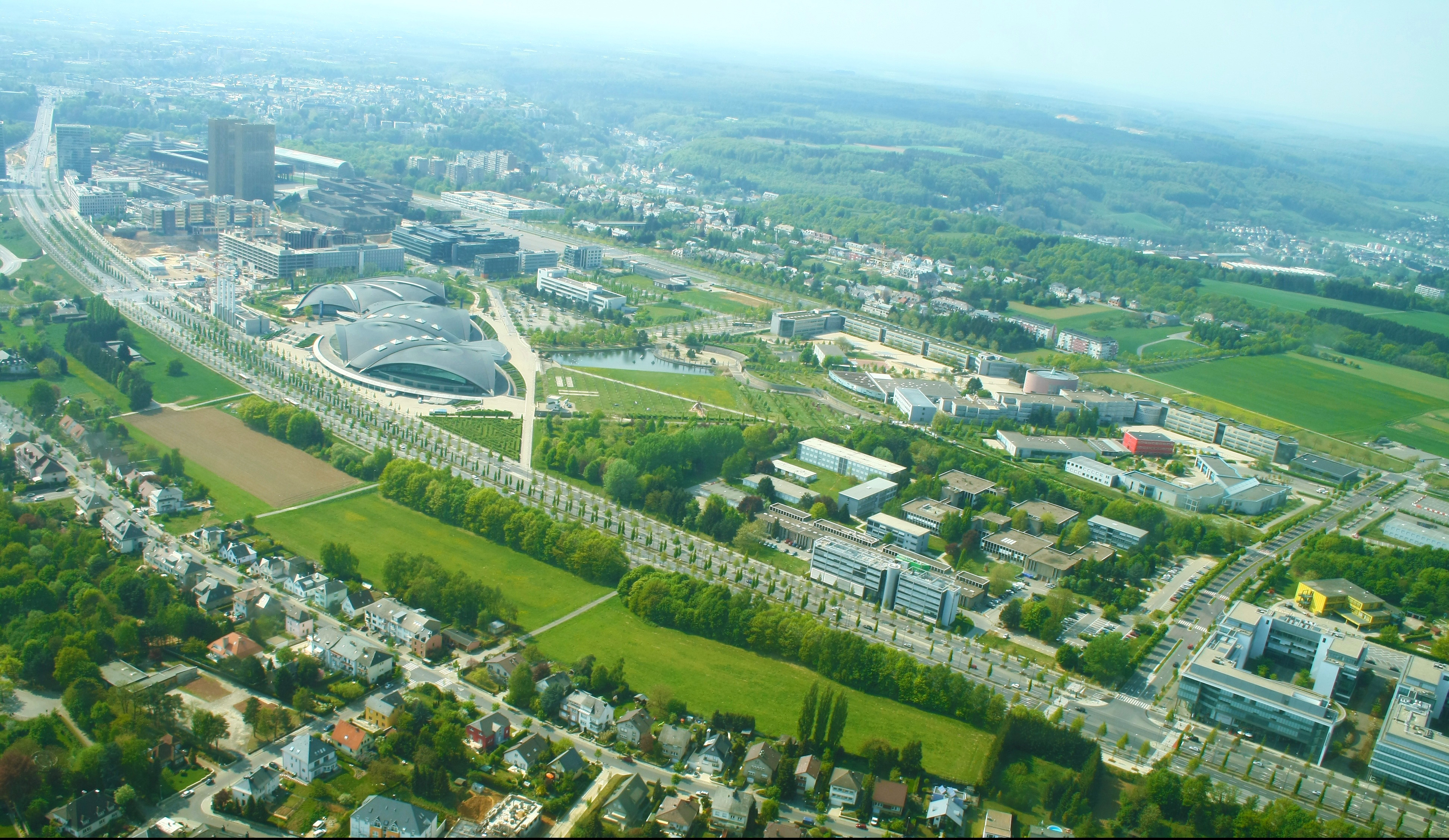
Vue aérienne du Kirchberg.

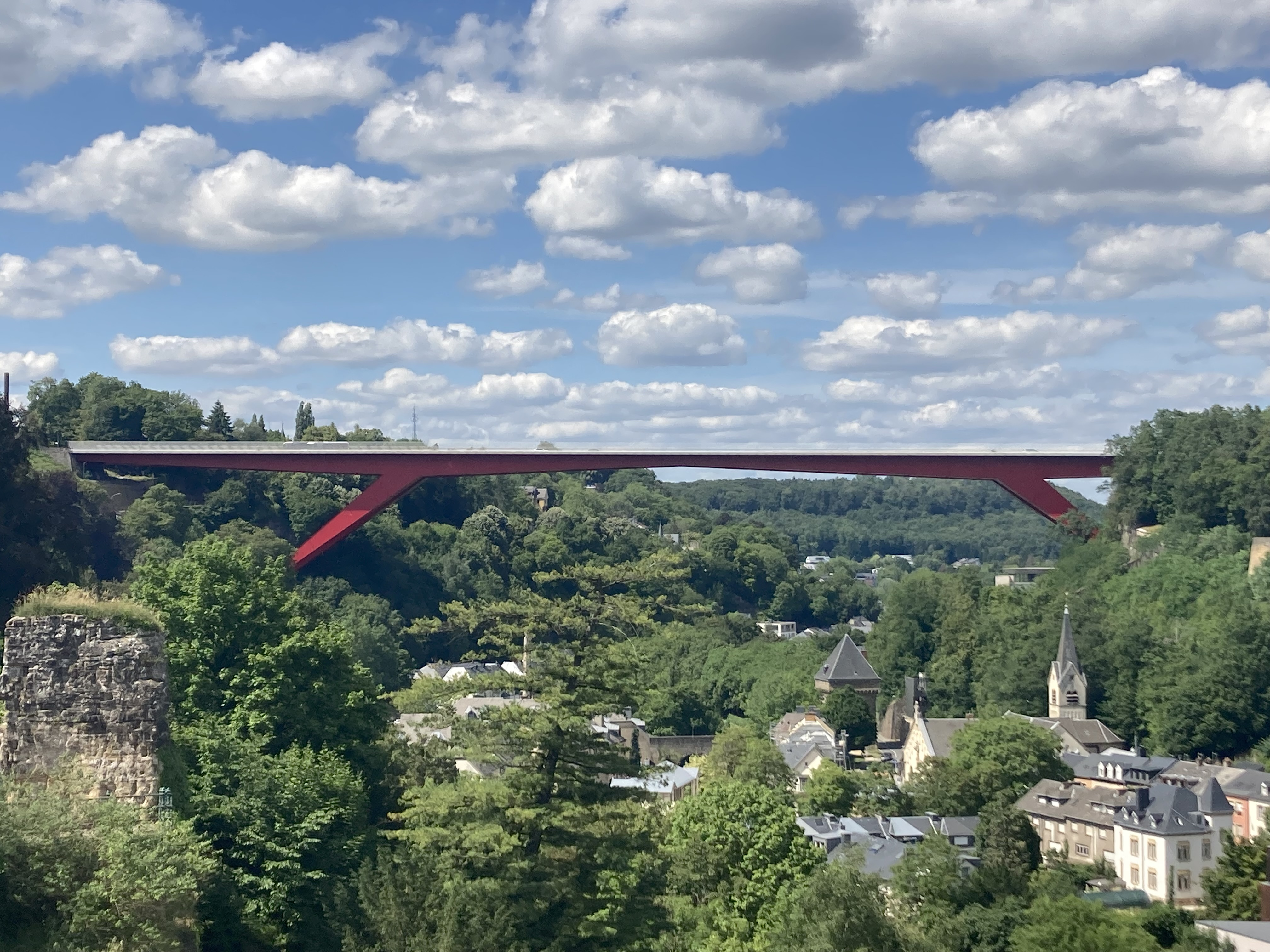
Le « pont rouge ».

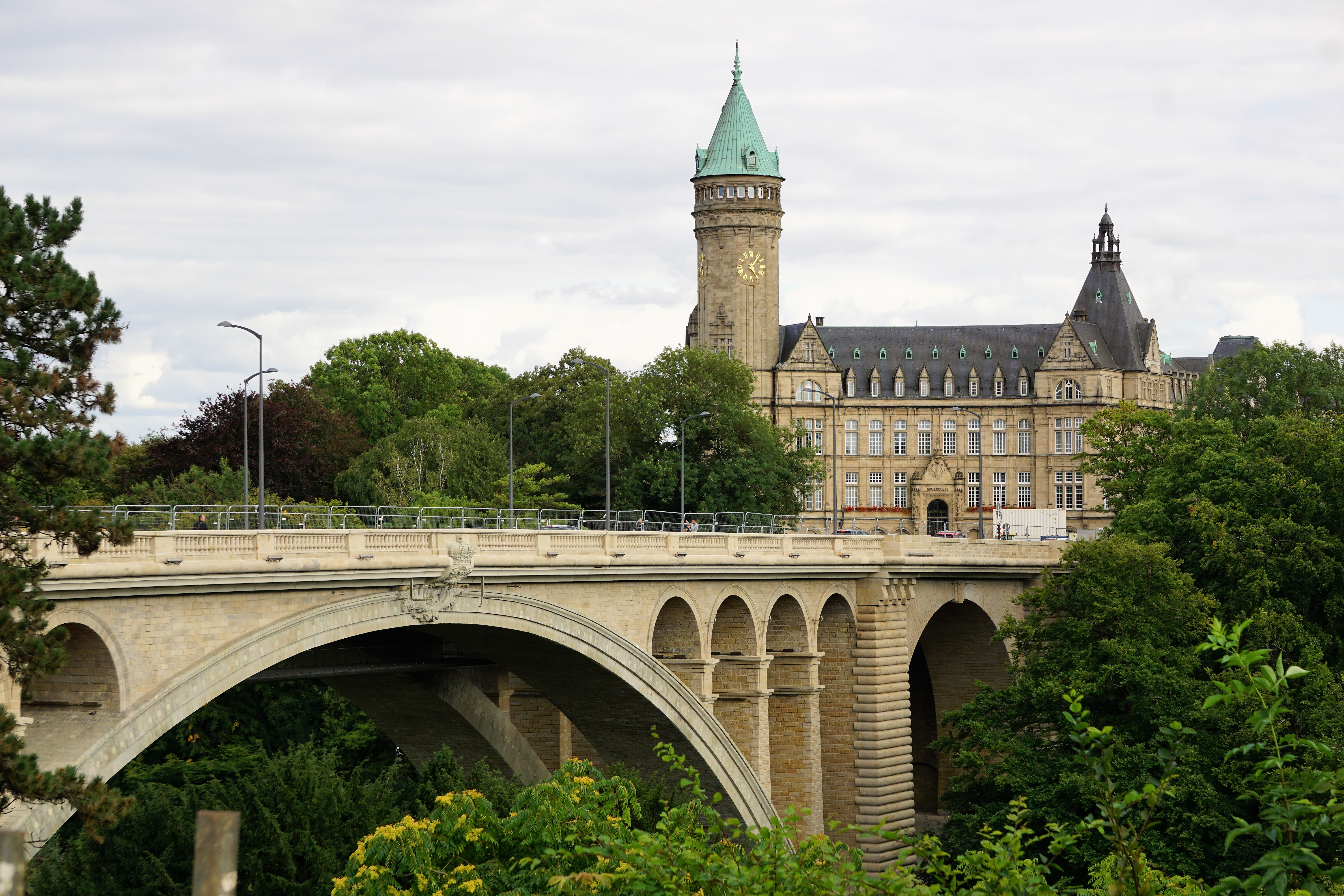
Le pont Adolphe.

La ligne T1 dessert, du nord vers le sud, les lieux d'attraction et monuments suivants :
- l'aéroport de Luxembourg-Findel ;
- Luxexpo The Box ;
- le campus du Kirchberg de l'université du Luxembourg ;
- la bibliothèque nationale de Luxembourg ;
- le Centre national sportif et culturel D'Coque ;
- les nombreuses institutions européennes présentes au Kirchberg : Secrétariat du Parlement européen, Cour de justice de l'Union européenne, Cour des comptes européenne, Banque européenne d'investissement et Commission européenne ;
- la Philharmonie Luxembourg ;
- le musée d'art moderne Grand-Duc Jean (Mudam) ;
- le pont grande-duchesse Charlotte ou pont rouge ;
- le Grand Théâtre de Luxembourg ;
- le site de la Schueberfouer ;
- le cimetière Notre-Dame ;
- le parc municipal ;
- la villa Vauban ;
- la Ville-Haute et ses nombreux monuments, inscrits sur la liste du patrimoine mondial par l'UNESCO[213] ;
- le pont Adolphe ;
- l'église du Sacré-cœur (lb) ;
- le lycée technique de Bonnevoie ;
- le Centre national d'incendie et de secours et le parc de Gasperich (lb);
- le lycée Vauban ;
- le stade de Luxembourg.

### Distinctions
En octobre 2018, la ligne est distinguée aux Global Light Rail Awards dans la catégorie Projet de l'année supérieur à 50 millions d'euros pour « la qualité du projet en général et le travail du groupement de maîtrise d’œuvre qui accompagne Luxtram au quotidien ».